# Erevan
Erevan (pronunciato Ierevàn, in armeno Երևան?, , anche scritta Yerevan e Jerevan) è la capitale e la più popolosa città dell'Armenia con 1 093 485 abitanti.
La città, fino al 2008 equiparata a una provincia (marz), è ora un comune con un consiglio comunale elettivo che nomina il sindaco.

## Geografia fisica

### Territorio

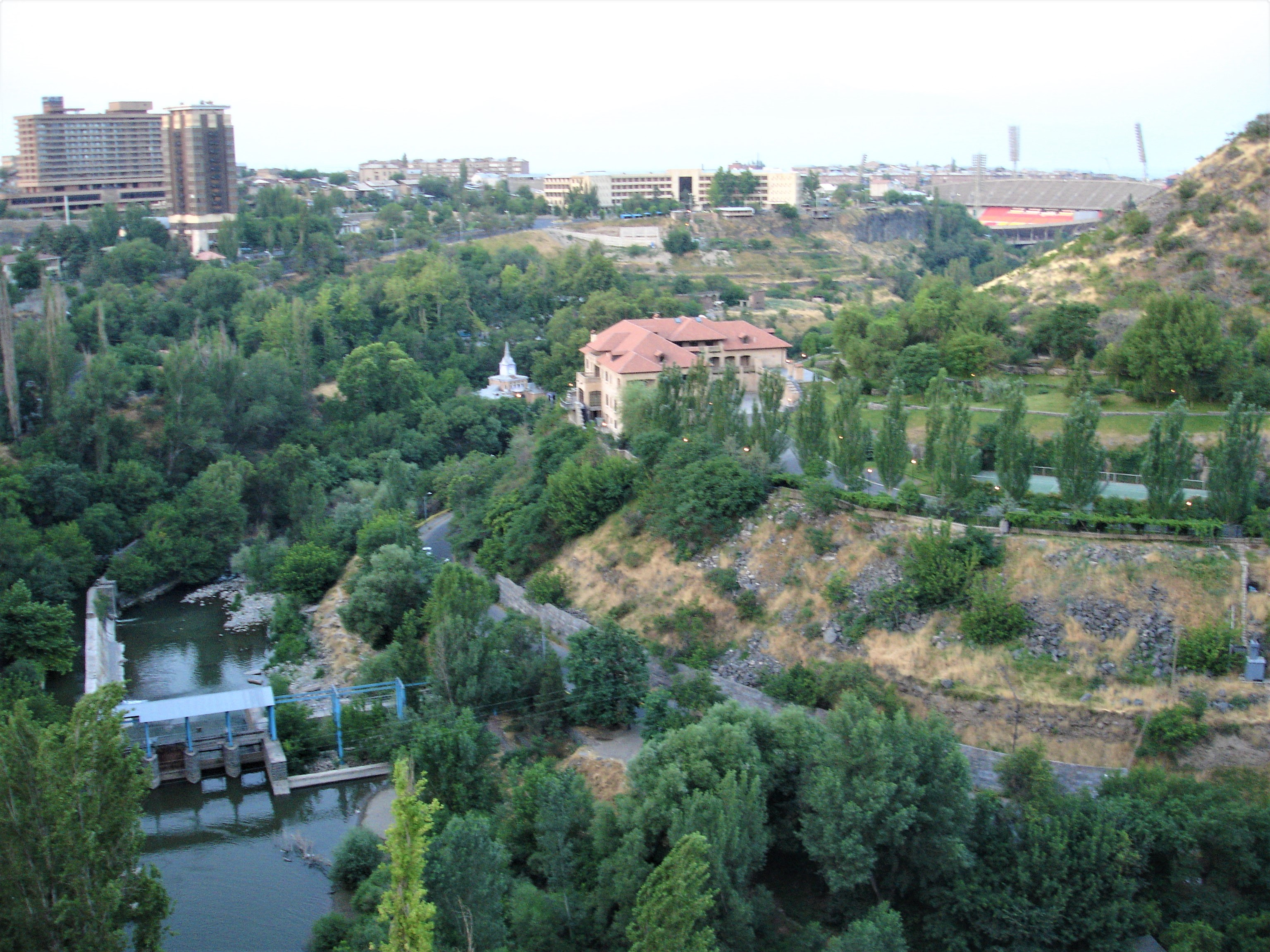
Il fiume Hrazdan serpeggia nel territorio di Erevan

L'altezza media del territorio su cui sorge Erevan è di 990 metri, con un minimo di 865 metri e un massimo di 1.390 metri sul livello del mare. La città si estende sulle sponde del fiume Hrazdan, che defluisce nella parte nordorientale della piana di Ararat, al centro della nazione armena. La parte superiore della città è cinta da catene montuose su tre lati, mentre a sud degrada verso le rive del fiume Hrazdan. Lo Hrazdan suddivide Erevan in due parti attraverso un canyon pittoresco.
Storicamente la città è ubicata nel cuore dell'altopiano armeno, nel cantone di Kotayk (in armeno: Կոտայք գավառ, Kotayk gavar, da non essere confusa con la provincia di Kotayk), nella Armenia Maior. In quanto capitale della nazione, Erevan non appartiene a nessun marz (provincia). Confina, invece, con le seguenti province: Kotayk a nord e a est, Ararat a sud e a sud-ovest, Armavir a ovest e Aragatsotn a nord-ovest.
La riserva statale di Erebuni, istituita nel 1981, è ubicata a circa otto chilometri di distanza verso sud-est dal centro città, nel distretto di Erebuni: a un'altezza tra i 1300 e i 1450 metri sul livello del mare, il sito occupa un'area di centoventi ettari, perlopiù consistenti in steppe montane semideserte.

### Clima
Erevan è caratterizzata da un clima continentale di tipo steppico, con estati lunghe, calde e asciutte e inverni freddi e nevosi. Questa situazione climatica è dovuta alla stessa collocazione geografica della città, adagiata su una piana circondata da montagne e distante dal mare e dai suoi effetti mitigatori. Come già accennato, infatti, le estati sono cocenti, con le temperature ad agosto che raggiungono persino picchi di 40 °C, mentre gli inverni sono caratterizzati da nevicate abbondanti e temperature che, a gennaio, raggiungono persino i -15 °C. Le precipitazioni sono esigue, e la media annua precipitativa si attesta a circa 318 millimetri. Erevan è caratterizzata da circa 2.700 ore di luce annue. Il regime termico di Erevan è comparabile con quello di alcune città del Midwest americano, come Kansas City, Detroit, Michigan, Omaha, Nebraska, malgrado la metropoli armena sia decisamente più asciutta.
| Erevan (1991-2020) Fonte:    | Mesi         | Mesi         | Mesi         | Mesi         | Mesi        | Mesi        | Mesi        | Mesi        | Mesi        | Mesi        | Mesi         | Mesi         | Stagioni | Stagioni | Stagioni | Stagioni | Anno  |
| Erevan (1991-2020) Fonte:    | Gen          | Feb          | Mar          | Apr          | Mag         | Giu         | Lug         | Ago         | Set         | Ott         | Nov          | Dic          | Inv      | Pri      | Est      | Aut      | Anno  |
| ---------------------------- | ------------ | ------------ | ------------ | ------------ | ----------- | ----------- | ----------- | ----------- | ----------- | ----------- | ------------ | ------------ | -------- | -------- | -------- | -------- | ----- |
| T. max. media (°C)           | 1,7          | 6,3          | 13,7         | 19,8         | 25,1        | 30,9        | 34,5        | 34,4        | 29,2        | 21,6        | 12,8         | 4,2          | 4,1      | 19,5     | 33,3     | 21,2     | 19,5  |
| T. media (°C)                | −3,5         | 0,0          | 7,0          | 12,9         | 17,7        | 23,1        | 26,8        | 26,7        | 21,4        | 14,0        | 5,8          | −0,8         | −1,4     | 12,5     | 25,5     | 13,7     | 12,6  |
| T. min. media (°C)           | −7,8         | −5,4         | 0,9          | 6,4          | 10,8        | 15,1        | 19,1        | 18,9        | 13,2        | 7,1         | 0,1          | −4,9         | −6,0     | 6,0      | 17,7     | 6,8      | 6,1   |
| T. max. assoluta (°C)        | 19,5 (1979)  | 19,6 (1955)  | 27,6 (2018)  | 35,0 (2008)  | 36,1 (2021) | 41,1 (2021) | 42,4 (2018) | 42,0 (2011) | 40,0 (2006) | 34,1 (1945) | 26,0 (1990)  | 20,0 (1998)  | 20,0     | 36,1     | 42,4     | 40,0     | 42,4  |
| T. min. assoluta (°C)        | −27,6 (2008) | −26,0 (1928) | −19,1 (1985) | −10,2 (2004) | −0,6 (1945) | 3,7 (1978)  | 7,5 (1886)  | 7,9 (1928)  | 0,1 (1921)  | −6,5 (1889) | −14,4 (1948) | −28,2 (2002) | −28,2    | −19,1    | 3,7      | −14,4    | −28,2 |
| Nuvolosità (okta al giorno)  | 5,5          | 5,6          | 5,8          | 6,0          | 5,4         | 3,9         | 3,1         | 2,8         | 2,7         | 4,4         | 4,9          | 5,6          | 5,6      | 5,7      | 3,3      | 4,0      | 4,6   |
| Precipitazioni (mm)          | 21           | 21           | 60           | 56           | 47          | 24          | 17          | 10          | 10          | 51          | 25           | 21           | 63       | 163      | 51       | 86       | 363   |
| Giorni di pioggia            | 2            | 4            | 8            | 12           | 12          | 8           | 5           | 4           | 4           | 8           | 7            | 4            | 10       | 32       | 17       | 19       | 78    |
| Nevicate (cm)                | 5            | 3            | 1            | 0            | 0           | 0           | 0           | 0           | 0           | 0           | 0            | 1            | 9        | 1        | 0        | 0        | 10    |
| Giorni di neve               | 7            | 7            | 2            | 0,2          | 0,0         | 0,0         | 0,0         | 0,0         | 0,0         | 0,1         | 1,0          | 5,0          | 19,0     | 2,2      | 0,0      | 1,1      | 22,3  |
| Giorni di nebbia             | 15           | 7            | 3            | 1            | 1           | 0,2         | 0,1         | 0,1         | 1,0         | 1,0         | 4,0          | 12,0         | 34,0     | 5,0      | 0,4      | 6,0      | 45,4  |
| Umidità relativa media (%)   | 81           | 74           | 62           | 59           | 58          | 51          | 47          | 47          | 51          | 64          | 73           | 79           | 78       | 59,7     | 48,3     | 62,7     | 62,2  |
| Ore di soleggiamento mensili | 93           | 108          | 162          | 177          | 242         | 297         | 343         | 332         | 278         | 212         | 138          | 92           | 293      | 581      | 972      | 628      | 2 474 |
| Vento (direzione-m/s)        | W 0,8        | S 1,3        | S 2,1        | S 2,4        | S 2,4       | S 2,8       | NE 3,3      | NE 3,0      | NE 2,2      | S 1,6       | S 1,2        | S 0,9        | 1,0      | 2,3      | 3,0      | 1,7      | 2,0   |

## Origini del nome

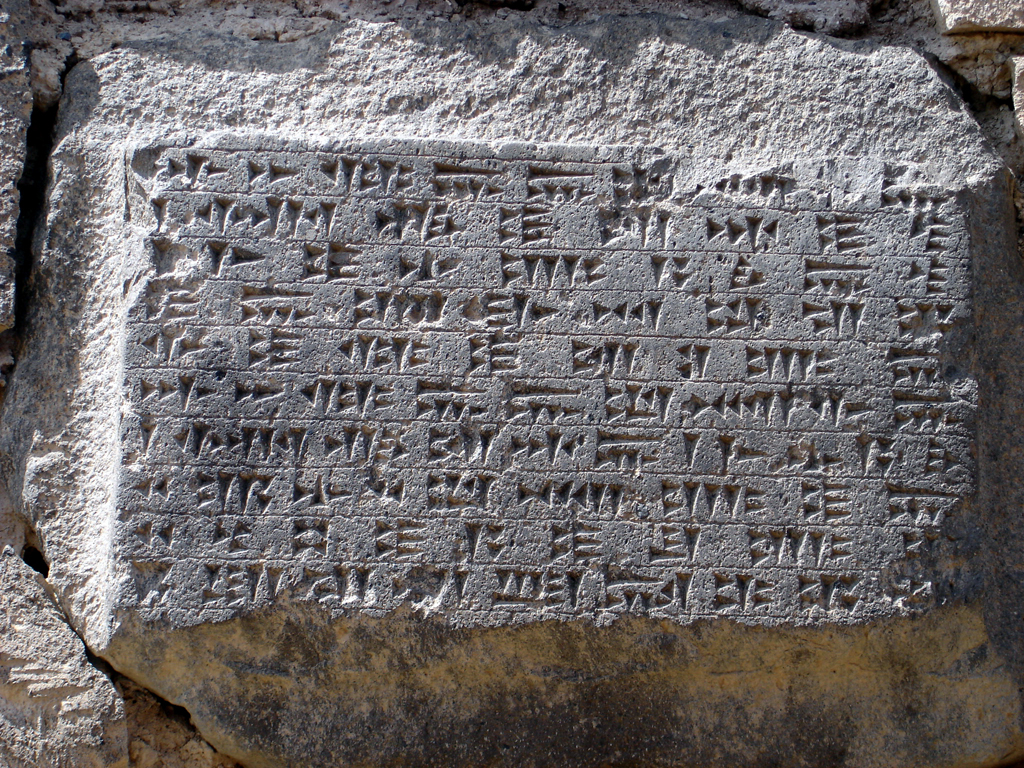
Il rinvenimento di lastre con iscrizioni cuneiformi, di cui questa portata alla luce sul sito della fortezza di Erebuni, ha aiutato a ricostruire le origini del toponimo di Erevan

Fra le tante teorie fiorite intorno all'origine del toponimo «Erevan», particolare fortuna ha avuto quella che vuole tale nome trarre le proprie origini dal monarca armeno Yervand (Oronte) il Quarto, ultimo esponente degli Orontidi e fondatore della città di Yervandashat. Più plausibilmente, tuttavia, il nome della città deve le proprie origini dalla fortezza militare urartiana di Erebuni, eretta sul territorio dell'odierna Erevan nel 782 a.C. dal monarca Argishti I. Gradualmente, quando la lingua urartiana si evolse assumendo le caratteristiche di quella armena odierna, il nome si modificò e divenne Erevan (Erebuni, Erevani, Erevan).
I primi cronisti armeni cristiani interpretarono l'origine del nome Erevan come una derivazione di un'esclamazione di Noè, il quale, guardando in direzione del sito dove poi sarebbe sorta la città, dopo la deposizione dell'arca sui declivi dell'Ararat e la recessione dei flutti, avrebbe urlato: «Yerevats!» («è apparso!»). Successivamente, in era medievale e moderna, quando Erevan era posta sotto la giurisdizione turca prima e persiana poi, la città era nota in lingua persiana come Iravân (ایروان), toponimo ancora ampiamente in uso presso gli azeri (İrəvan). Quando Erevan era sottoposta al dominio russo tra Ottocento e Novecento, invece, era conosciuta come Erivan (Эривань): fu solo nel 1936 che finalmente la città acquistò il nome, tuttora in uso, di Erevan (mutato in Yerevan nelle fonti inglesi).

## Storia

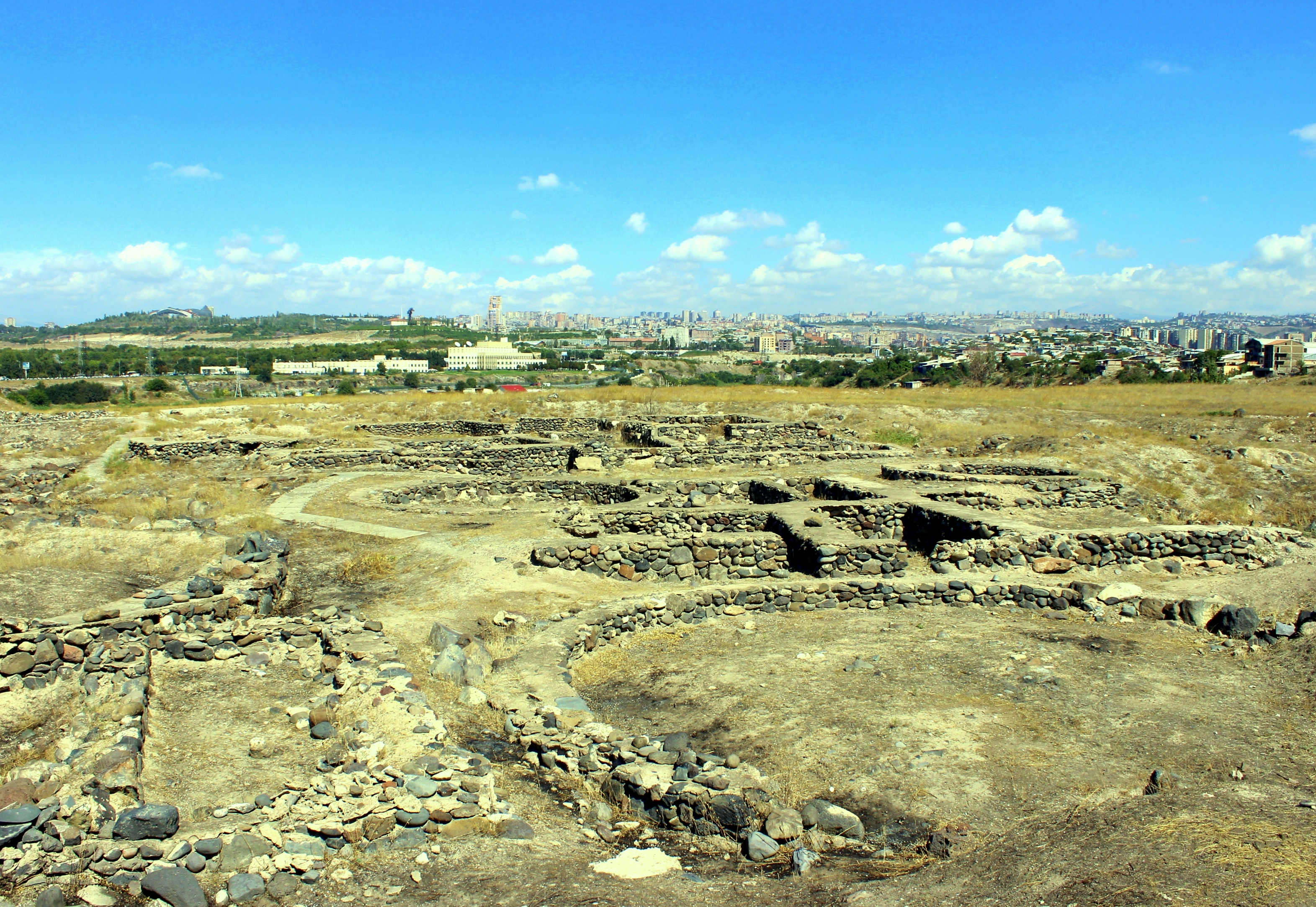
Il sito di Shengavit

### Protostoria di Erevan
Il territorio di Erevan è stato abitato sin dalla seconda metà del quarto millennio a.C. La parte meridionale della città, quella attualmente conosciuta come Shengavit, nel 3200 a.C. accoglieva insediamenti ascrivibili alla cultura Kura-Araxes dell'antica età del bronzo. I primi interventi di scavo nell'area di Shengavit sono stati condotti tra il 1936 e il 1938 sotto la guida dell'archeologo Yevgeny Bayburdyan: altre campagne archeologiche risalgono al 1958-1983 (Sandro Sardarian) e infine al 2000 (Hakob Simonyan).
Grazie a questi scavi è stato possibile rinvenire a una colonna stratigrafica completa fino al substrato roccioso, che mostra otto o nove livelli stratigrafici distinti che coprono un periodo compreso tra il 3200 a.C. e il 2500 a.C. Sono state trovate anche prove dell'uso successivo del sito, probabilmente fino al 2200 a.C. Il processo di scavo ha rivelato infine una serie di grandi edifici rotondi con stanze quadrate adiacenti e edifici rotondi minori. Una serie di installazioni rituali è stata scoperta nel 2010 e nel 2012.

### Erebuni
L'antico regno di Urartu si formò nel IX secolo a.C. nella conca del lago di Van nella zona dell'altopiano armeno, comprendente anche il territorio della moderna Erevan. Il re Arame fu il fondatore del regno, il quale in breve tempo divenne uno degli stati più sviluppati della sua epoca. Prove archeologiche, come un'iscrizione cuneiforme, indicano che la fortezza militare urartiana di Erebuni (Էրեբունի) fu fondata nel 782 a.C. dal re Argishti I sul sito della moderna Erevan, per fungere da cittadella fortificata a guardia dagli attacchi delle comunità del Caucaso settentrionale. Erevan, come già accennato, è considerata una delle città più antiche del mondo. L'iscrizione cuneiforme trovata nella Fortezza di Erebuni recita:

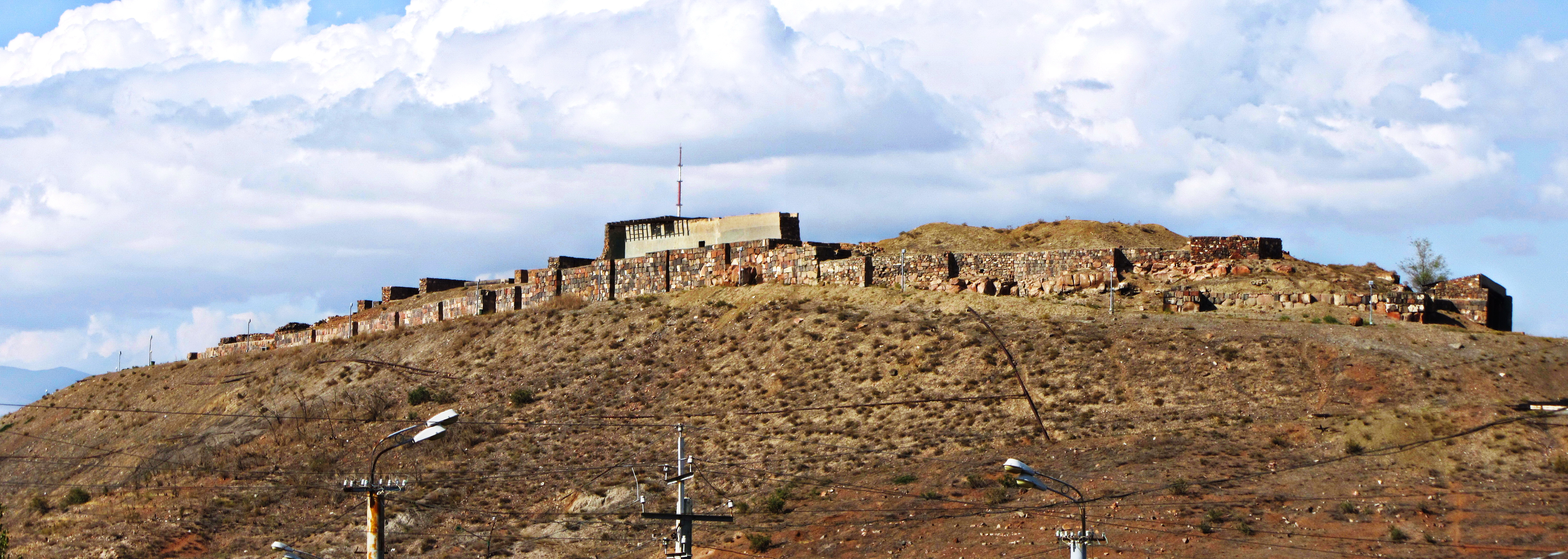
La fortezza di Erebuni

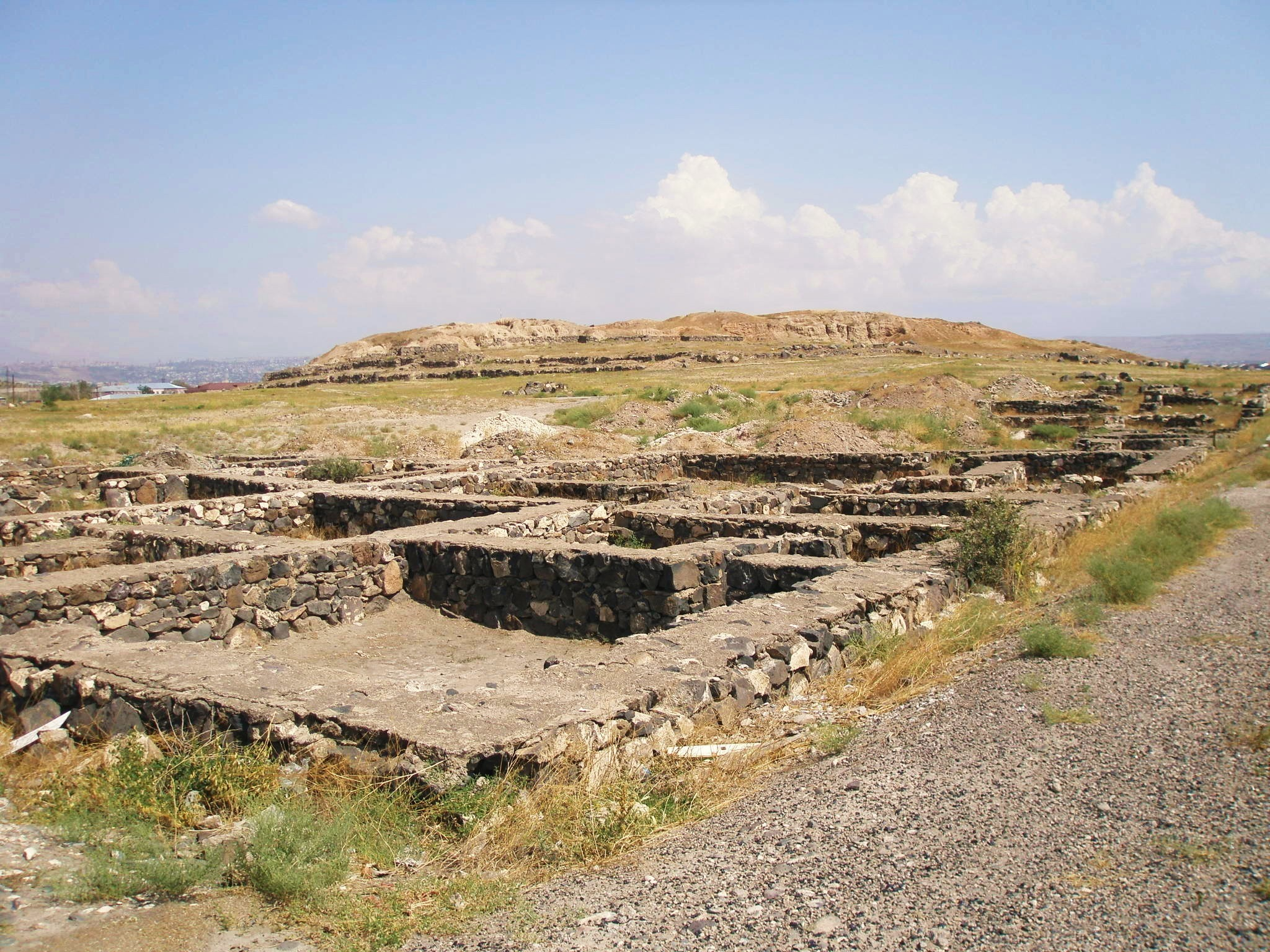
Il sito di Teishebaini

Durante l'apogeo del potere urartiano furono costruiti canali di irrigazione e bacini artificiali a Erebuni e nei suoi territori circostanti.
A metà del VII secolo a.C. fu fondata da Rusa II di Urartu la cittadella di Teishebaini, a circa sette chilometri di distanza dalla fortezza di Erebuni. Fortificata su una collina, oggi nota come Karmir Blur e compresa nel territorio comunale di Erevan, la struttura era funzionale alla protezione dei confini orientali di Urartu dalle comunità barbariche dei Cimmeri e degli Sciti: campagne di scavo hanno portato alla luce rimanenze di un complesso palaziale composto da centoventi stanze distribuite per un'estensione totale di dieci acri, nonché una cittadella religiosa consacrata alla divinità urartiana Teisheba. La cittadella di Teishebaini, completata nel settimo secolo a.C. durante il regno di Rusa III, fu desolatamente distrutta dai Medi e dagli Sciti nel 585 a.C.

### La Erevan pre-iraniana
Nel 590 a.C., in seguito alla caduta del regno di Urartu nelle mani dei Medi iraniani, Erebuni - così come tutto l'altopiano armeno - divenne parte dell'Impero retto da tale comunità, il quale a sua volta - nel 550 a.C., fu conquistato da Ciro il Grande. Divenuta parte della satrapia dell'Armenia meridionale, appartenente a sua volta al grande impero achemenide, la città acquistò notorietà e importanza sempre crescente, come testimoniano le monete coniate nel 478 a.C. rinvenute proprio presso la fortezza di Erebuni.

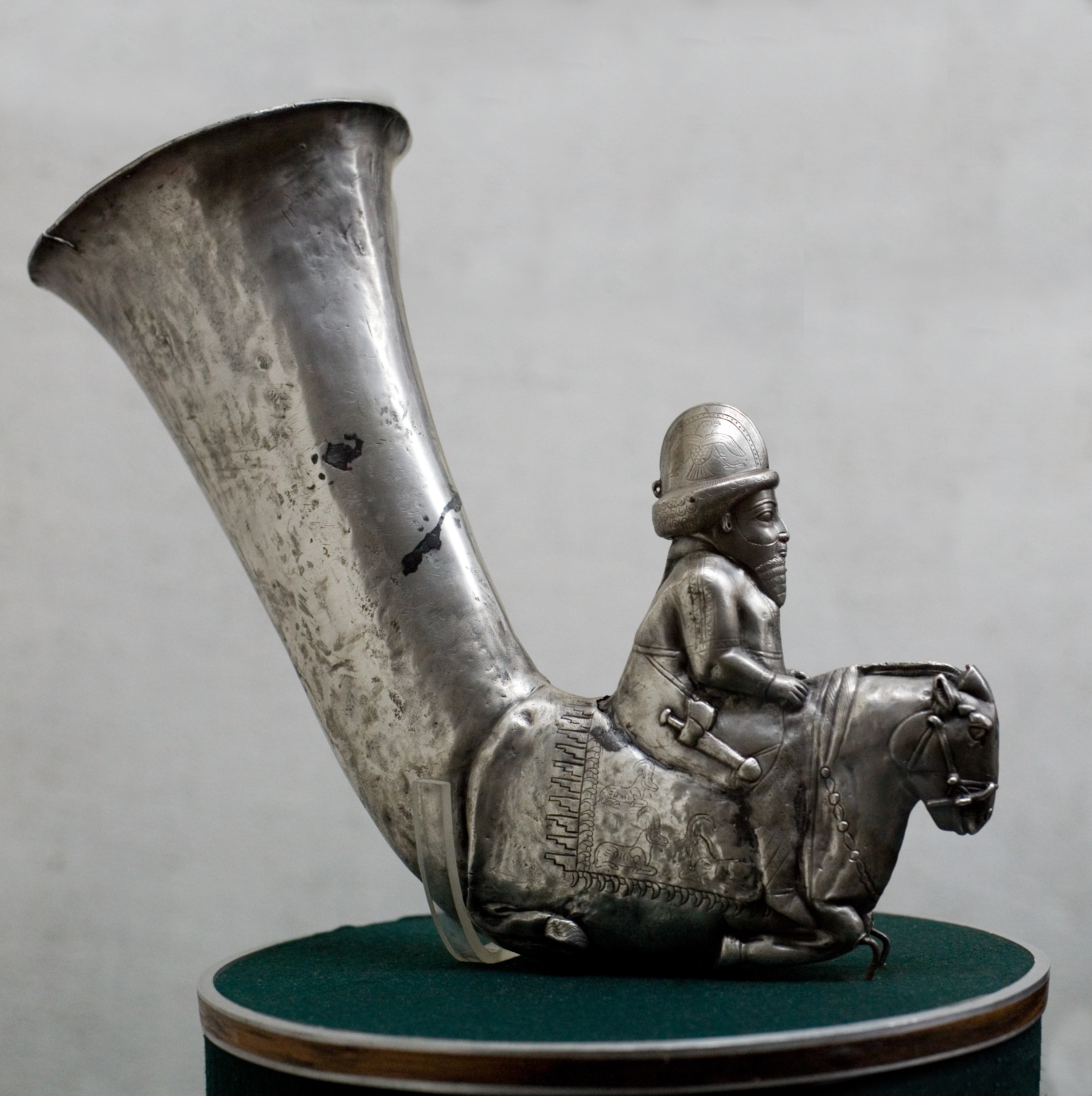
Rhyton achemenide

Seguirono i tumultuosi successi bellici di Alessandro Magno, il quale causò la decadenza dell'impero achemenide, suggellato dalla schiacciante vittoria macedone alla battaglia di Gaugamela, e l'istituzione del regno di Armenia. Con la fondazione di nuove città come Armavir, Zarehavan, Bagaran e Yervandashat, tuttavia, l'importanza di Erebuni declinò significativamente.
Con l'ascesa al potere della dinastia artasside il regno di Armenia si espanse in maniera esplosiva, arrivando a fagocitare territori estesi in Asia Minore, Fenicia, Siria, Iberia e Atropatene. Erebuni, considerata città di vecchia ascendenza persiana dai nuovi governanti artassidi, vide la propria importanza decadere in maniera ancor più precipitosa rispetto al passato, non più città centrale in seguito alla costruzione di nuovi centri urbani, commerciali, economici e strategici, come Vagharshapat e Dvin. Basti pensare che in questo periodo Erebuni è menzionata una sola volta in un testo risalente al terzo secolo. Un destino analogo sortì la città nel corso dell'Impero sasanide, durante il quale gran parte delle sue sorti ci rimangono ignote, proprio a causa della sua importanza ormai pressoché nulla: a questo periodo, tuttavia, risale la chiesa di Katoghike Tsiranavor, costruita tra il 595 e il 602 e parzialmente danneggiata nel corso del terremoto del 1679: si tratta dell'edificio cultuale più antico eretto nel territorio della moderna Erevan.
La provincia dell'Armenia persiana durò fino al 646, quando si dissolse in seguito alla conquista musulmana della Persia: la città, pertanto, divenne parte dell'Emirato di Armenia e fu posta sotto il comando della dinastia califfale araba degli Omaggioyadi. Essendo localizzata strategicamente nel pianoro dell'Ararat, all'incrocio tra le rotte carovaniere dall'Europa e dall'India, l'intera area - al crescere della potenza commerciale degli Arabi - acquistò una nuova importanza: fu proprio in questo periodo, all'incirca nel settimo secolo a.C., che il toponimo «Erebuni» mutò in «Erevan». Dopo due secoli di dominazione islamica Erevan - e l'Armenia tutte - furono poste sotto la giurisdizione di vari popoli, fra cui i bagratidi, i mongoli, e le tribù Aq Qoyunlu e Kara Koyunlu.

### Periodo iraniano
Nel 1501-02 la maggior parte dei territori dell'Armenia Est, fra cui ovviamente Erevan, furono repentinamente conquistati dall'emergente dinastia safavide dello scià Isma'il I. Poco dopo il 1502, Erevan divenne il centro dell'Erivan Beglarbegi, un nuovo territorio amministrativo dell'Iran retto dai Safavidi: per i successivi tre secoli la città rimase, salvo brevi intervalli, sotto il dominio iraniano. A causa della sua eccezionale rilevanza strategica Erevan - nota come «Revan» dagli Ottomani - fu aggressivamente contesa dagli Iraniani e dagli Ottomani, e passò prima sotto il controllo dell'una e dell'altra comunità, per poi passare permanentemente sotto la sovranità safavida. Nel 1555, infine, l'Iran si assicurò la legittimità del possesso di Erevan con gli Ottomani con la stipula della pace di Amasya.

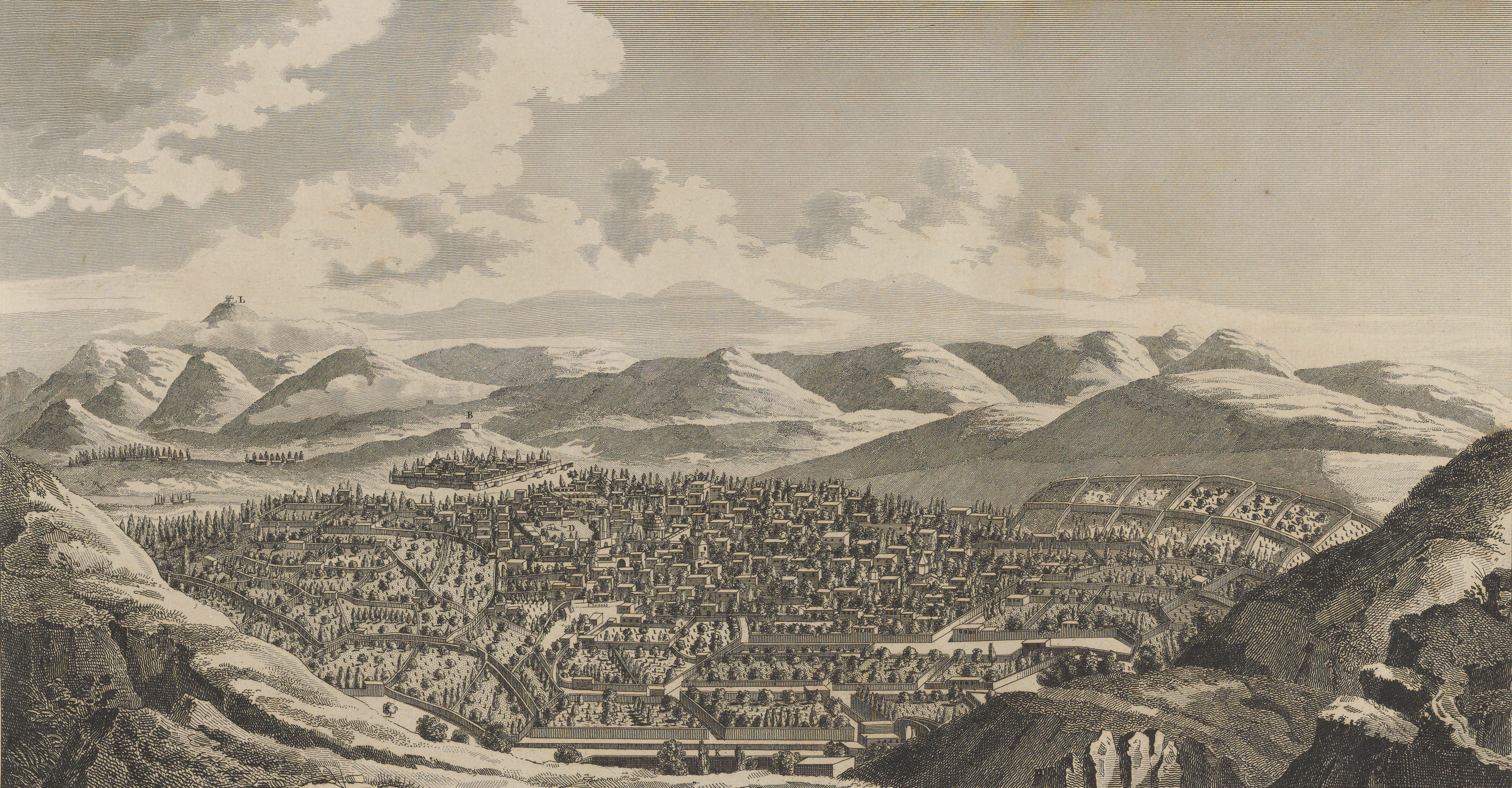
Illustrazione di Erevan eseguita dal viaggiatore Jean Chardin nel 1673

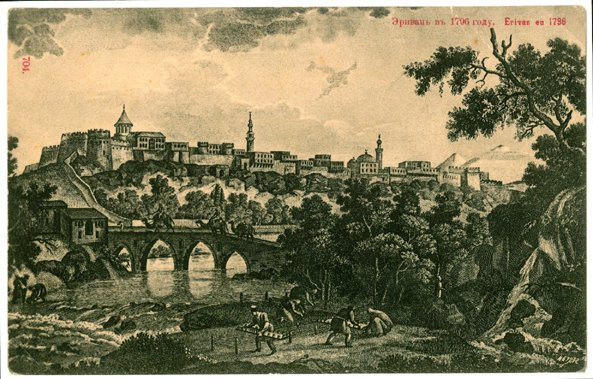
Erevan nel 1796, durante il dominio dei Qajar

Ben presto, tuttavia, la città fu riconquistata dai Persiani nel corso delle guerre ottomano-safavide: il risultato fu che lo scià ʿAbbās I il Grande dispose la deportazione di centinaia di Armeni, fra cui ovviamente cittadini di Erevan, verso la Persia. Di conseguenza Erevan subì un violento decremento demografico, perdendo gran parte della propria popolazione armena (che diminuì del 20%) in favore dei Persiani, Turchi, Curdi e Tatari, che arrivarono globalmente a rappresentare l'80% della popolazione cittadina. Ciò malgrado, gli Armeni, insediati soprattutto nel distretto Kond di Erevan e nei suburbi rurali che cingevano la città, costituirono per i Persiani una risorsa preziosa, dominando il commercio e altre varie attività professionali nell'area.
Durante la seconda guerra ottomano-safavide le truppe ottomane sotto il controllo del sultano Murad IV conquistarono la città, che fu soggiogata definitivamente l'8 agosto 1635. Ritornando trionfalmente a Istanbul il sultano sembrava sancire il definitivo trionfo ottomano su Erevan, che tuttavia fu ripresa dalle truppe iraniane nell'aprile 1636, sotto il comando dello scià Safi. Il trattato di Zuhab, stipulato nel 1639, riconfermò il predominio iraniano sull'Armenia dell'Est, e quindi anche su Erevan. Il 7 giugno 1679, inoltre, un devastante terremoto flagello la città, che fu praticamente ridotta interamente in macerie.
Nel 1724 la fortezza di Erivan fu presa in assedio dall'armata ottomana: dopo uno strenuo periodo di resistenza, la fortezza ricadde in mano turca, e la presenza safavide a Erevan si dissolse definitivamente. A prendere possesso della zona, dopo alterne vicende, vi fu l'Impero russo, che sancì il suo possesso dell'area con la vittoria sulla dinastia Qajar e con la stipula del trattato di Turkmenchay, nel 1828.

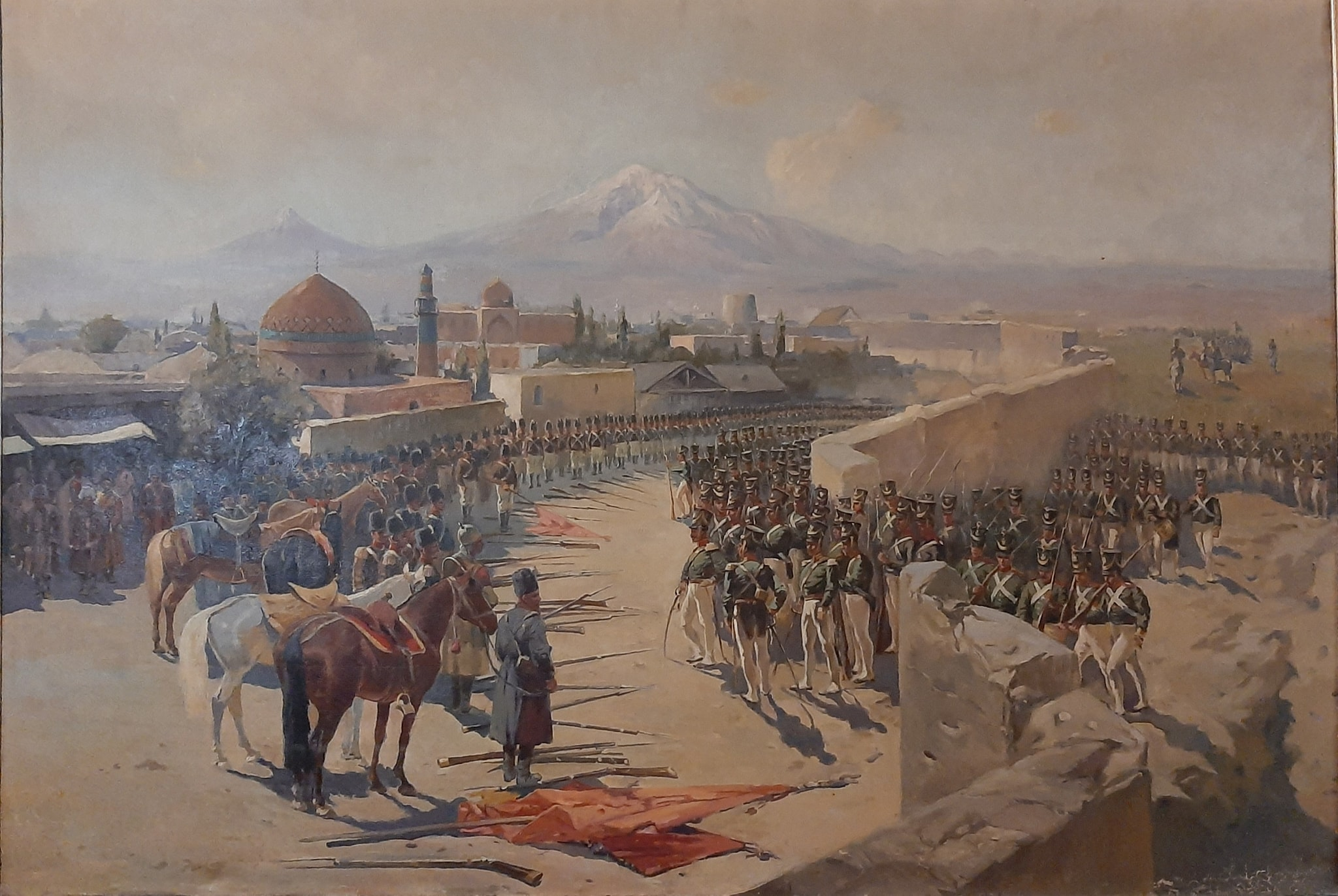
Le forze armate russe prendono la fortezza di Erevan in assedio nel 1827 in una raffigurazione di Franz Roubaud

### Periodo russo
Fu così che Erevan fu ceduta dagli Iraniani ai Russi e, designata capitale dell'«Oblast' armeno», divenne a pieno diritto parte integrante dell'Impero Russo, dal quale si sarebbe distaccata solo nel 1917, con la deposizione dell'ultimo zar Nicola II. I russi promossero il processo di reinsediamento della popolazione armena dalla Persia e dalla Turchia. A causa del reinsediamento la percentuale della popolazione armena di Erevan crebbe dal 28% al 53,8%. Il reinsediamento era finalizzato a creare una testa di ponte di potere favorevole alla Russia in Medio Oriente. Nel 1829 i rimpatriati armeni dalla Persia furono reinsediati nella città e fu costruito un nuovo quartiere per essi.
Erevan servì come sede dell'apparato governativo del nuovo Oblast tra il 1828 e il 1840. All'epoca della visita di Niccolò I, nel 1837, Yerevan era diventata uno uezd autonomo. Nel 1840 l'Oblast armeno fu sciolto e il suo territorio incorporato in una nuova provincia più grande, il Governatorato della Georgia-Imeretia. Nel 1850 il territorio dell'ex distretto fu riorganizzato nel Governatorato di Erivan, coprendo un'area di 28000 chilometri quadrati. Yerevan era il centro del nuovo governatorato.
In quel periodo Erevan era una piccola città con strade e vicoli stretti e tortuosi che avviluppavano il quartiere centrale di Shahar, il centro del commercio e degli scambi Ghantar e i quartieri residenziali di Kond, Dzoragyugh, Nork e Shentagh. Durante gli anni 1840 e gli anni 1850 molte scuole furono aperte nella città. Tuttavia il primo grande piano di Erevan fu adottato nel 1856, durante il quale furono fondate le università femminili di Saint Hripsime e Saint Gayane e fu aperto il parco inglese. Nel 1863 la via Astafyan fu ristrutturata e aperta. Nel 1874 Zacharia Gevorkian inaugurò la prima casa tipografica di Erevan, mentre il primo teatro aprì le sue porte alla popolazione armena nel 1879.

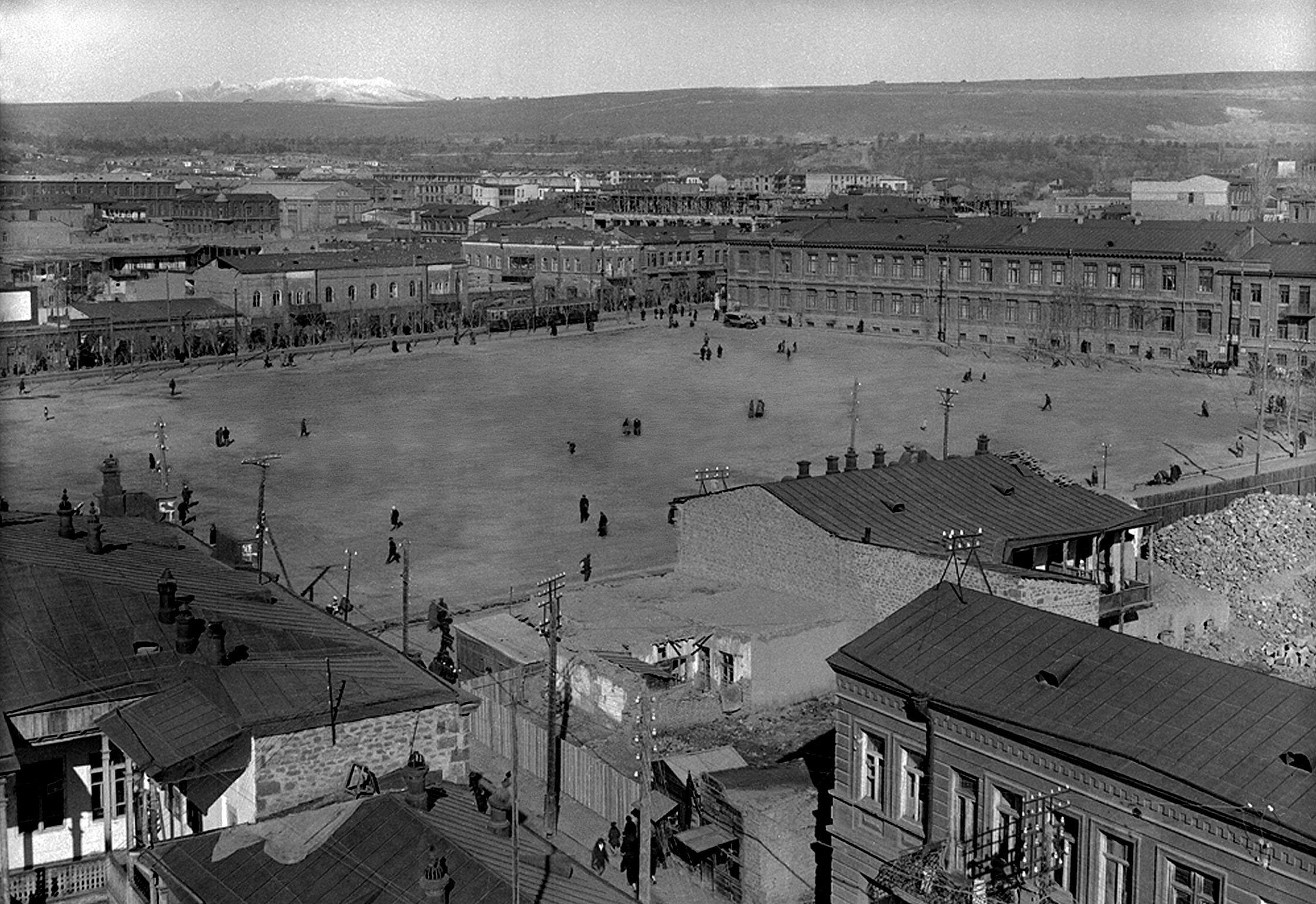
La piazza Grande di Erevan nel 1916

Il 1º ottobre 1879 a Erevan fu concesso lo status di città attraverso un decreto emanato da Alessandro II di Russia. Nel 1881 furono aperti il Seminario degli insegnanti di Erevan e il birrificio di Erevan, seguiti dalla fabbrica di vini e brandy di Tairyan nel 1887. Altre fabbriche di bevande alcoliche e acqua minerale furono aperte nel corso degli anni 1890. La monumentale chiesa di San Gregorio l'Illuminatore fu inaugurata nel 1900. Nel 1907 e 1913 furono introdotte le linee elettriche e telefoniche. In generale, con la collaborazione della corona zarista, Erevan conobbe un periodo di rapida e fiorente crescita, sia economica che politica: gli edifici vecchi vennero demoliti e di nuovi ne furono eretti, con stili più moderni, di ascendenza europea. Di questo sviluppo è testimonianza la crescita demografica, a tal punto che la popolazione di Erevan raggiunse agli albori del Novecento un picco di 29000 abitanti. Altre tappe importanti per l'espansione di questa città furono l'inaugurazione della linea ferroviaria tra Erevan e Alessandropoli, Tiflis e Julfa (1902) e l'apertura della prima biblioteca pubblica di Erevan (sempre nel 1902).

### Prima indipendenza

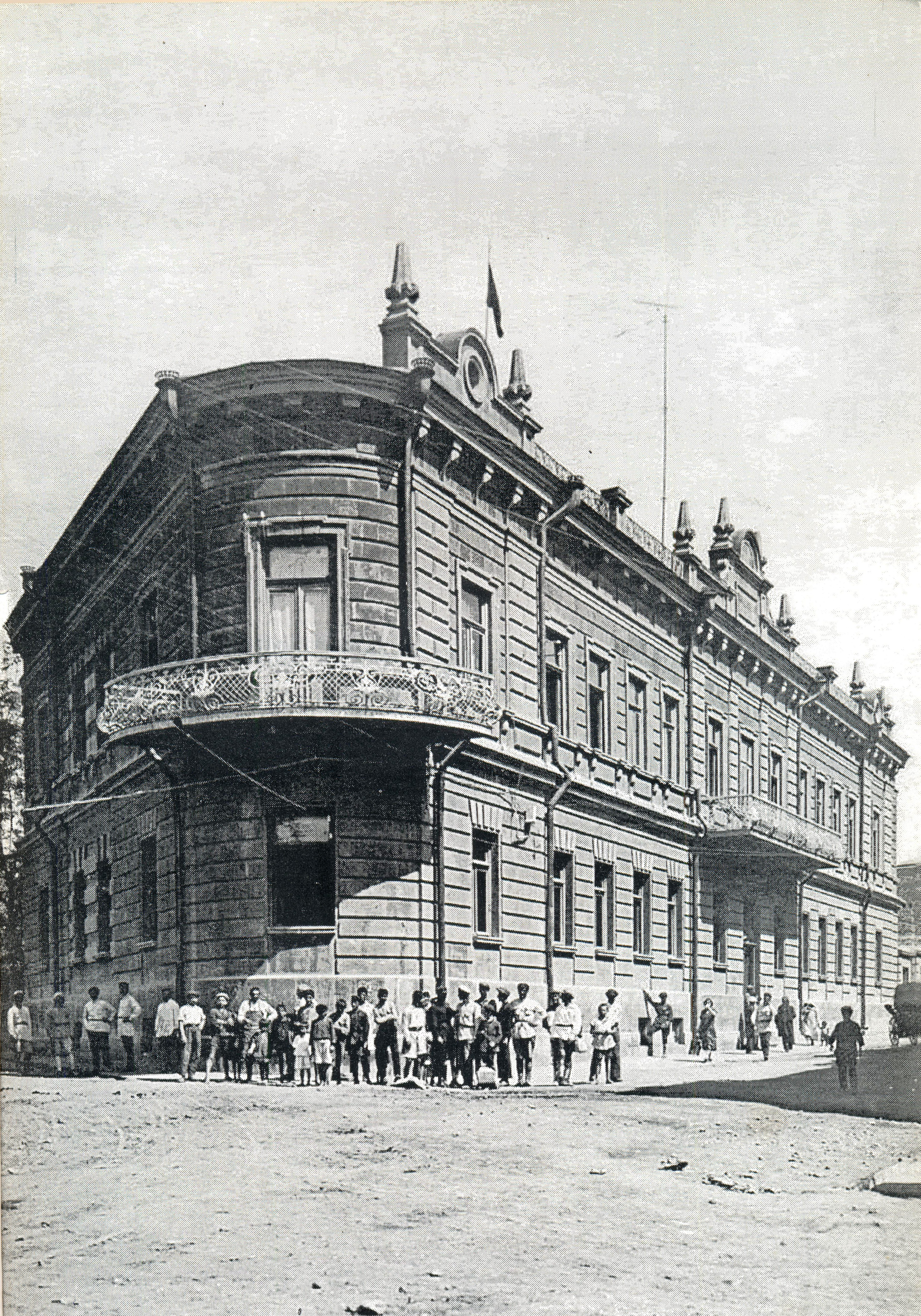
Il palazzo del Governo dal quale Aram Manukian proclamò l'indipendenza della Repubblica Armena nel maggio 1918

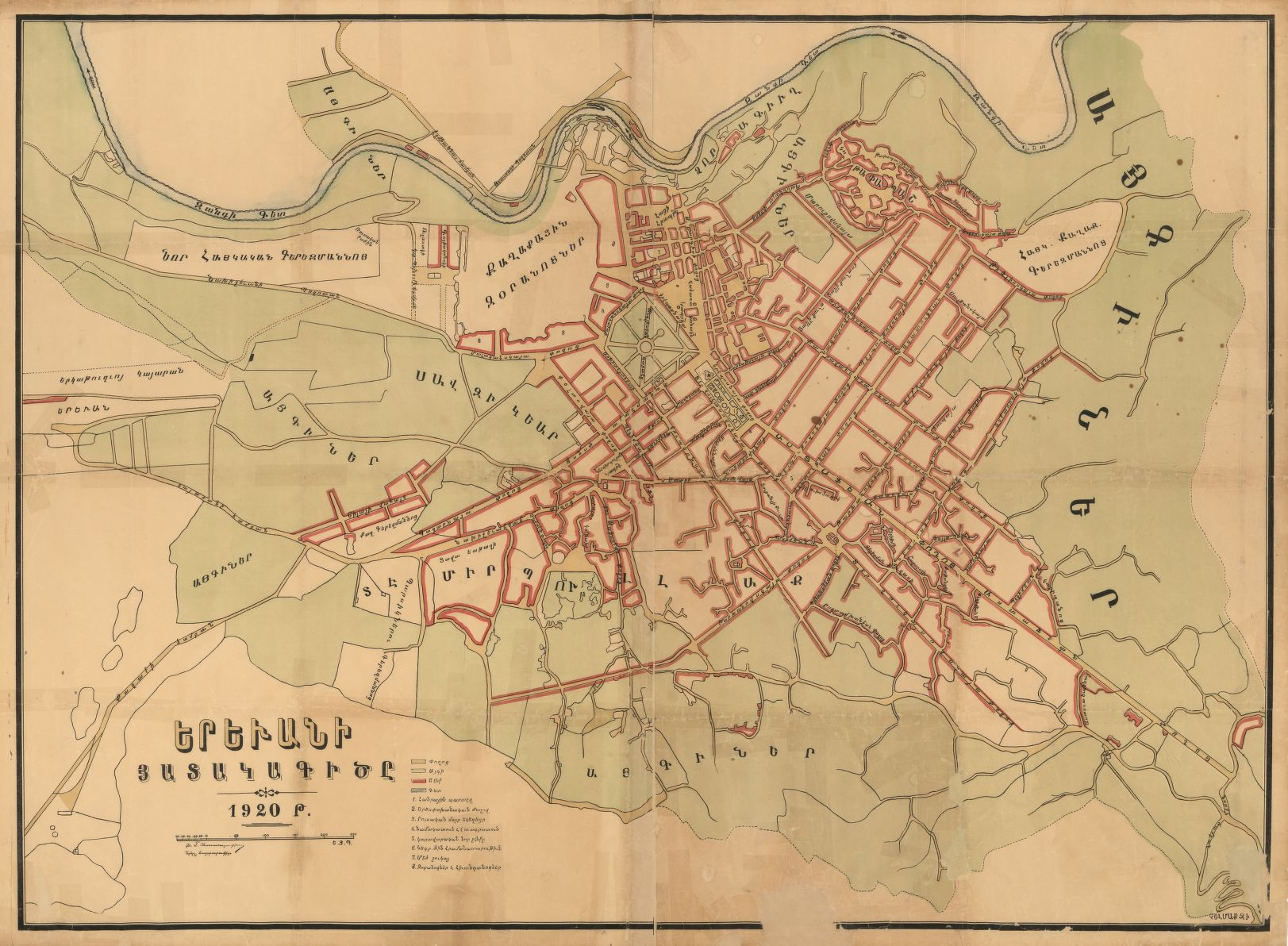
Mappa di Erevan del 1920 raffigurante l'assetto urbanistico precedente agli interventi sovietici

All'inizio del ventesimo secolo, dunque, Erevan era una piccola città - seppur in rapido accrescimento - con una popolazione di trentamila persone. Nel 1917 l'impero russo terminò con la rivoluzione d'ottobre. In seguito il capo armeno, quello georgiano e quello musulmano della Transcaucasia si unirono per formare la Federazione Transcaucasica e proclamarono la secessione della Transcaucasia.
La Federazione, tuttavia, fu di breve durata. Dopo avere preso il controllo su Alessandropoli l'esercito turco stava avanzando verso sud e verso est per eliminare il centro di resistenza armeno basato a Erevan. Il 21 maggio 1918 i turchi iniziarono la loro avanzata verso Erevan via Sardarabad. Il catholicos Gevorg V ordinò che le campane della chiesa suonassero per sei giorni consecutivi per organizzare unità militari con armeni provenienti da ogni ceto sociale - contadini, poeti, fabbri e persino sacerdoti. Anche i civili, compresi i bambini, hanno collaborato in tal senso.
Alla fine di maggio del 1918 gli armeni riuscirono a sconfiggere l'esercito turco nelle battaglie di Sardarabad, Abaran e Karakilisa. Così, il 28 maggio 1918, il leader di Dashnak Aram Manukian dichiarò l'indipendenza dell'Armenia. Successivamente Erevan divenne la capitale e il centro della Repubblica dell'Armenia di nuova fondazione, sebbene i membri del Consiglio Nazionale Armeno dovessero ancora rimanere a Tiflis fino al loro arrivo a Erevan per istituire il governo nell'estate dello stesso anno. L'Armenia divenne una repubblica parlamentare con quattro suddivisioni amministrative. La capitale Erevan faceva parte della Provincia Araratiana. All'epoca Erevan riceveva più di 75.000 rifugiati dall'Armenia occidentale, sfuggiti ai massacri perpetrati dai turchi ottomani durante il genocidio armeno.
Il 26 maggio 1919 il governo approvò una legge per aprire l'Università Statale di Erevan, ubicata sulla strada principale di Astafyan (oggi Abovyan) della città. Dopo la stipula del Trattato di Sèvres nel 1920, inoltre, l'Armenia ottenne un riconoscimento internazionale ufficiale. Gli Stati Uniti, così come molti paesi sudamericani, aprirono ufficialmente canali diplomatici con il governo dell'Armenia indipendente. Erevan aveva anche inviato rappresentanti in Gran Bretagna, Italia, Germania, Serbia, Grecia, Iran e Giappone. Tuttavia, dopo il breve periodo di indipendenza, Erevan cadde sotto i bolscevichi e l'Armenia fu incorporata nell'Unione Sovietica il 2 dicembre 1920. Sebbene le forze nazionaliste riuscirono a riconquistare la città nel febbraio 1921 e con successo liberarono tutte le figure politiche e militari imprigionate, l'élite nazionalista della città fu nuovamente sconfitta dalle forze sovietiche il 2 aprile 1921.

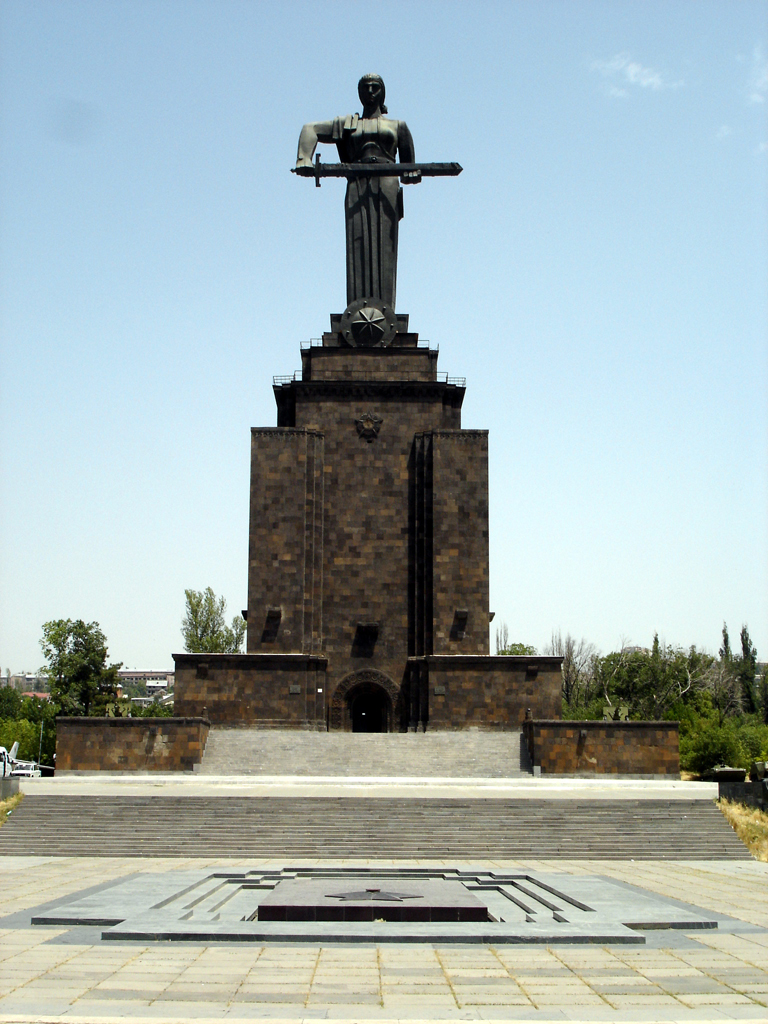
Madre Armenia

### Era sovietica
L'Armata Rossa Sovietica invase l'Armenia il 29 novembre 1920 da nord-est. Il 2 dicembre 1920 Erevan, insieme agli altri territori della Repubblica di Armenia, divenne parte dell'Unione Sovietica, capitale della Repubblica Socialista Sovietica Armena. Tuttavia la SSR armena formò l'SFSR transcaucasico (TSFSR) insieme alla Repubblica socialista sovietica georgiana e alla Repubblica socialista sovietica dell'Azerbaigian, tra il 1922 e il 1936.
Sotto il dominio sovietico Erevan divenne la prima tra le città dell'Unione Sovietica per la quale fu sviluppato un piano generale. Il Piano Generale di Yerevan, sviluppato dall'accademico Alexander Tamanian, fu approvato nel 1924. Inizialmente fu elaborato per una popolazione di 150.000 persone. La città fu rapidamente trasformata in una moderna metropoli industriale di oltre un milione di persone. Sono state fondate anche nuove istituzioni educative, scientifiche e culturali.
Tamanian coniugò le tradizioni nazionali con la concezione urbana contemporanea. Il suo progetto urbanistico era caratterizzato una disposizione radiale-circolare che sovrapponeva la città preesistente e inglobava in maniera traumatica gran parte del suo reticolo stradale. Di conseguenza molti edifici storici furono demoliti, tra cui chiese, moschee, la fortezza persiana, i bagni, i bazar e i caravanserragli. Molti dei quartieri attorno al centro di Erevan sono stati intitolati a ex comunità armene che furono devastate dai turchi ottomani durante il genocidio armeno. I distretti di Arabkir, Malatia-Sebastia e Nork Marash, per esempio, prendono il nome rispettivamente dalle città di Arabkir, Malatya, Sebastia e Marash. Dopo la fine della seconda guerra mondiale i prigionieri di guerra tedeschi furono usati per accelerare la costruzione di nuovi edifici e strutture, come il ponte di Kievyan.
Nel corso degli anni il distretto centrale di Kentron è diventato l'area più sviluppata di Yerevan, cosa che ha aperto un divario significativo rispetto agli altri quartieri della città. La maggior parte delle istituzioni educative, culturali e scientifiche erano infatti concentrate in tale distretto. Nel 1965, durante le commemorazioni del cinquantesimo anniversario del genocidio armeno, Erevan fu inoltre il luogo di una manifestazione: la prima di queste dimostrazioni in Unione Sovietica, a chiedere il riconoscimento ufficiale del genocidio da parte delle autorità sovietiche. Nel 1968, inoltre, è stato commemorato il 2.750º anniversario della città.
Erevan ha svolto un ruolo chiave nel movimento democratico nazionale armeno emerso durante il governo di Michail Gorbačëv negli anni ottanta. Le riforme di Glasnost e Perestroika hanno aperto interrogativi su questioni come lo stato del Nagorno-Karabakh, l'ambiente, la russificazione, la corruzione, la democrazia e infine l'indipendenza. All'inizio del 1988, quasi un milione di armeni provenienti da diverse regioni dell'Armenia si impegnavano su questi temi in grandiose manifestazioni, aventi epicentro sulla piazza del teatro della città (attualmente intitolata alla Libertà).

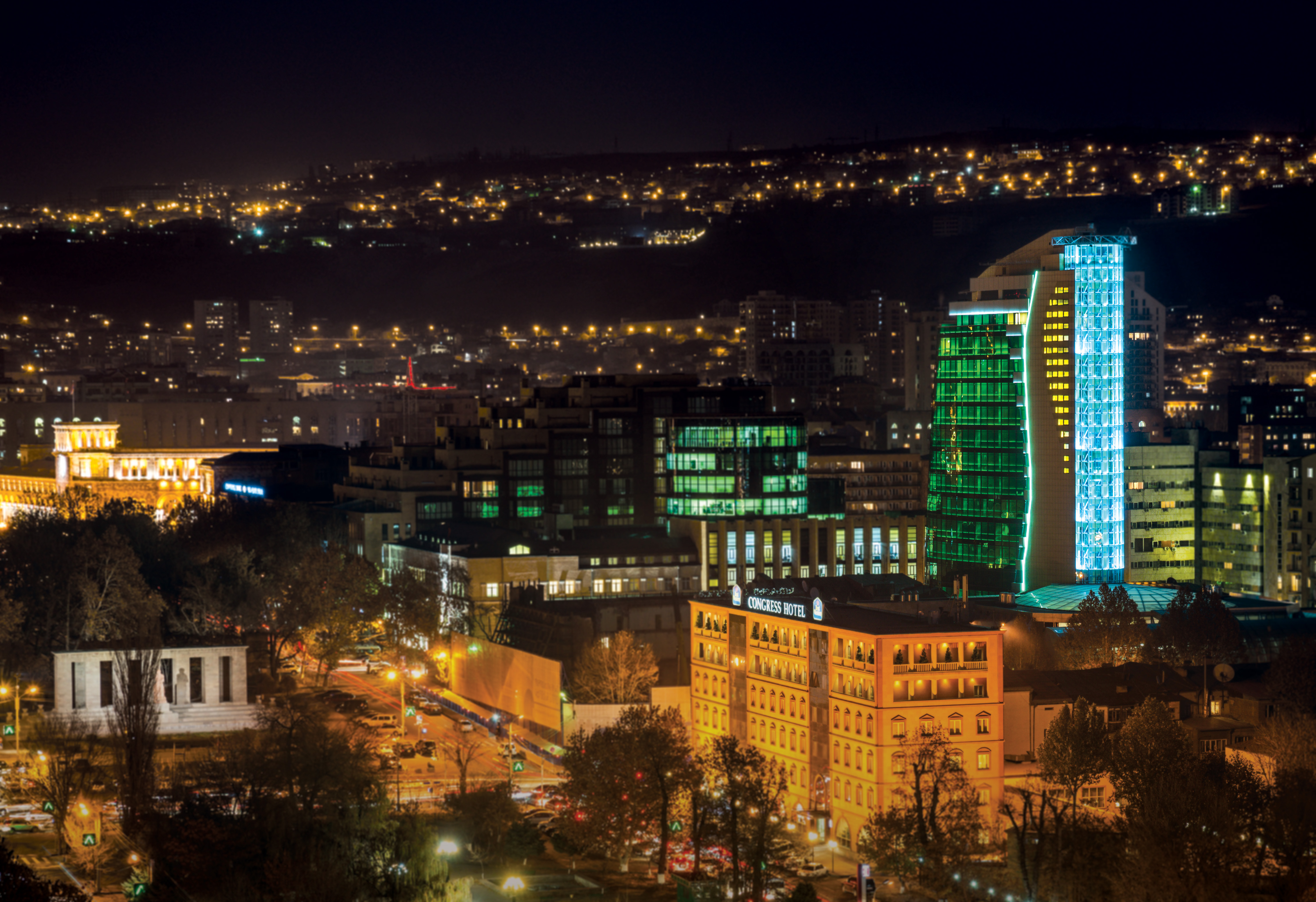
Il centro cittadino di Erevan di notte

### Seconda indipendenza
In seguito allo scioglimento dell'Unione Sovietica Erevan divenne la capitale della Repubblica di Armenia in data 21 settembre 1991. Il mantenimento delle forniture di gas ed elettricità si è dimostrato difficile; l'elettricità costante non è stata ripristinata fino al 1996, nel bel mezzo del caos provocato dalla transizione male pianificata verso un'economia basata sul mercato.
Dal 2000 il centro di Erevan è stato trasformato in un vastissimo cantiere, con gru disseminate in tutto il distretto di Kentron. Ufficialmente, le decine di edifici a più piani fanno parte di progetti di pianificazione urbana su larga scala. Circa 1,8 miliardi di dollari sono stati spesi per tali costruzioni nel 2006, secondo il servizio statistico nazionale. I prezzi per gli appartamenti in centro sono aumentati di circa dieci volte durante il primo decennio del XXI secolo. Sono state aperte molte nuove strade e viali, come la via Argishti, il corso Italia, il corso Saralanj, il corso monte Melkonian e il corso Settentrionale.

### Simboli
Il simbolo principale di Erevan è il monte Ararat, visibile da qualunque punto della capitale. Lo stemma della città raffigura un leone alato di Erebuni dotato di uno scudo ornato proprio dal simbolo dell'eternità e dalle creste montane dell'Ararat: si erge su un piedistallo, dove è riportato il nome della metropoli in lettere armene.
Il 27 settembre 2005 la città ha adottato un inno, «Erebuni-Yerevan», scritto da Paruyr Sevak e musicato da Edgar Hovhanisyan. È stato scelto nell'ambito di un concorso per promuovere una nuova identità cittadina con la creazione di un nuovo inno e di una nuova bandiera che potessero rappresentare in maniera più emblematica Erevan. La bandiera scelta reca lo stemma della città circondata da dodici triangoli rossi (a significare le dodici capitali storiche dell'Armenia) su uno sfondo bianco.

## Monumenti e luoghi d'interesse

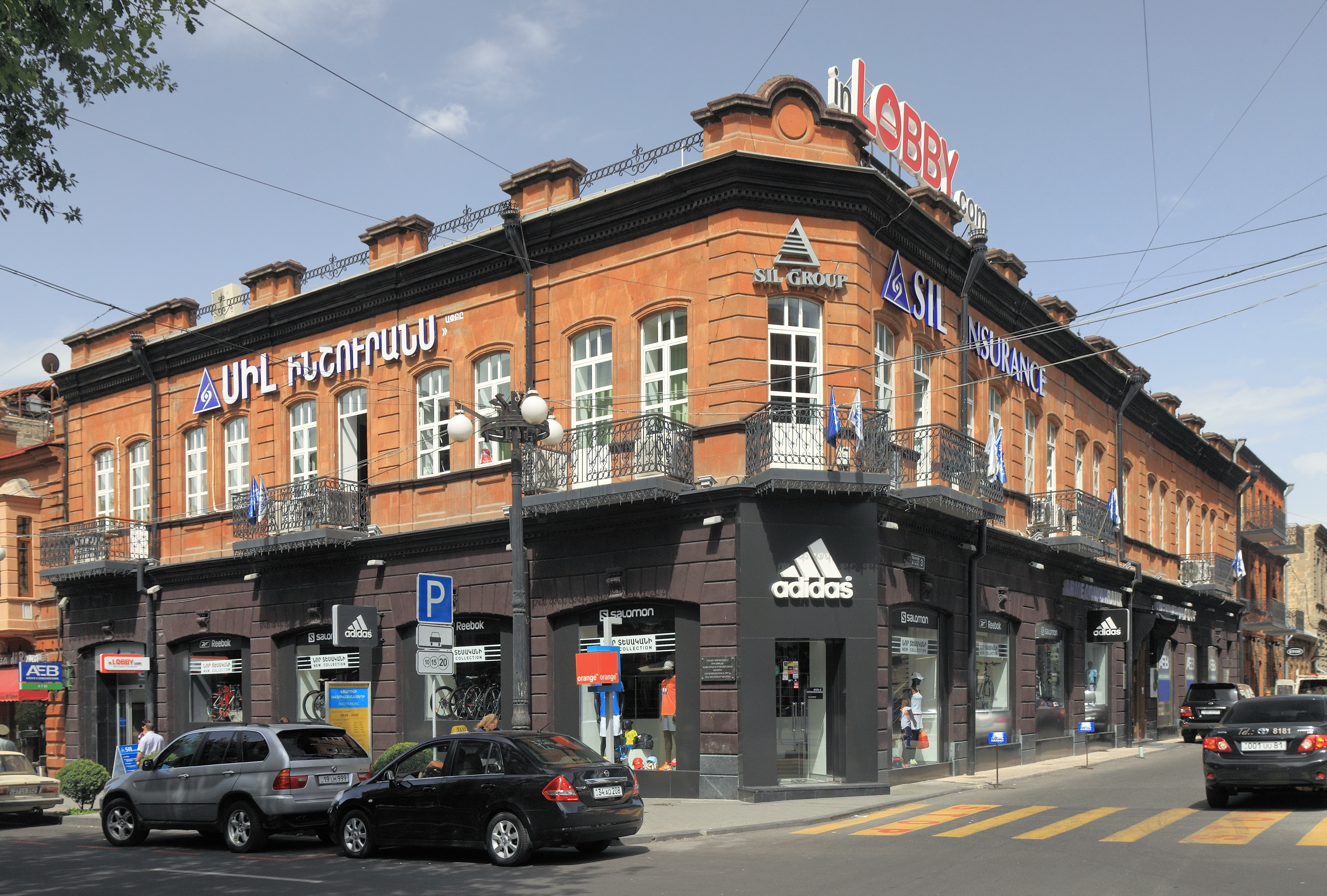
Edificio tradizionale ottocentesco di Erevan

La torre della televisione di Erevan è la struttura più alta non solo della città, bensì dell'intera regione transcaucasica. La piazza della Repubblica, l'Opera teatrale di Erevan e la Cascata sono tra i punti di interesse più rilevanti di Erevan, frutto della visione architettonica di Aleksandr Tamanian e di Jim Torosyan.
- Ponte Rosso
- Chiesa di San Sargis predecessore

### Parchi

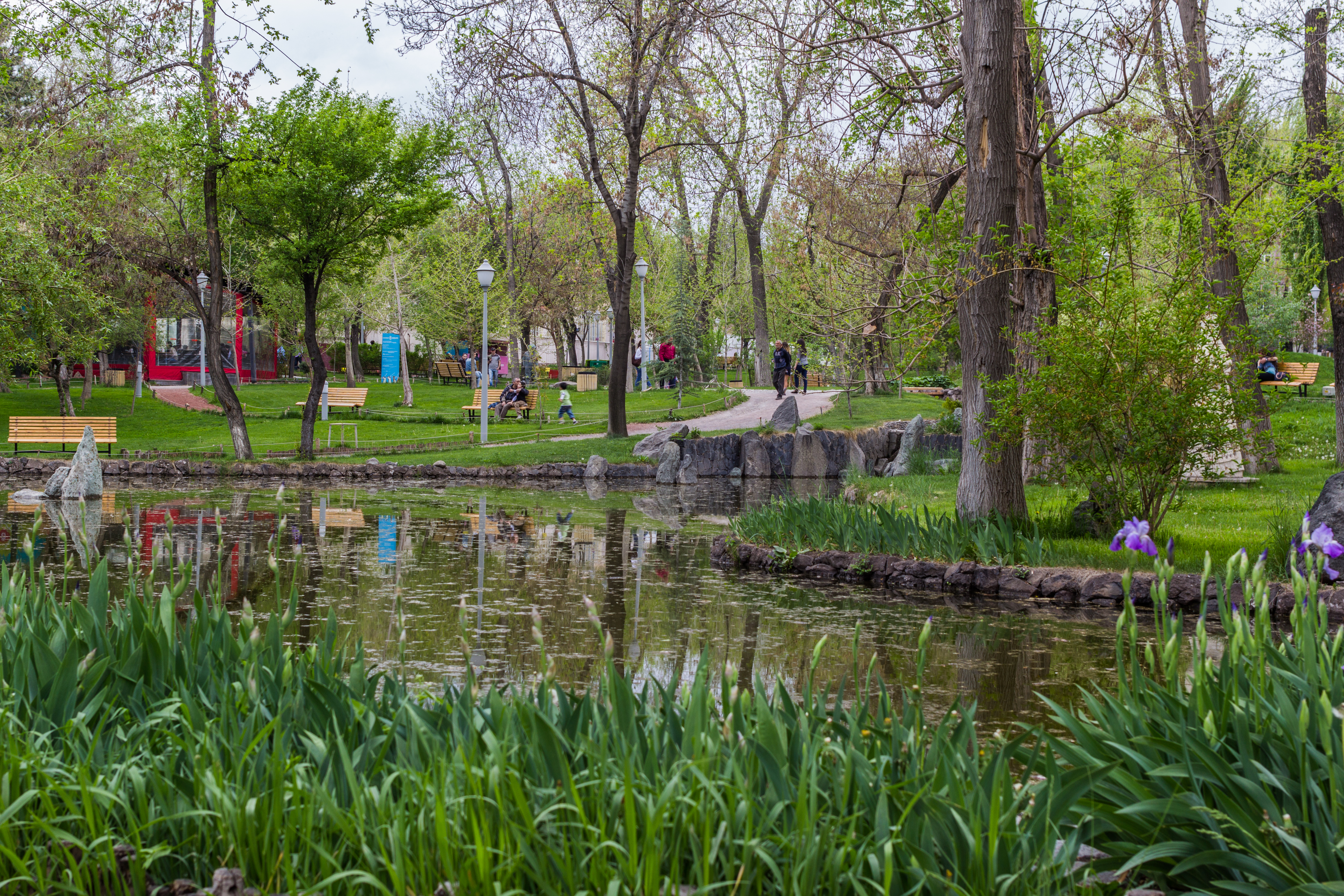
Il parco degli Amanti

Erevan, pur essendo una città densamente costruita, accoglie numerosi parchi pubblici uniformemente distribuiti nei suoi dodici distretti. L'area verde più antica della città è il parco pubblico di Erebuni, con il suo lago artificiale e i suoi diciassette ettari di estensione, formato sotto il regno di Argishti I di Urartu nell'ottavo secolo d.C. Nel 2011 il giardino fu completamente rimodellato e acquistò il nuovo nome di Parco di Lione, come segno di riconoscenza verso la città omonima francese, con cui Erevan è affiliata.
Nel distretto di Shengavit si trova invece il Pantheon di Komitas, un parco che è stato istituito nel 1936 ed è noto per essere il luogo di sepoltura di alcuni dei più illustri personaggi armeni.
Altri parchi sono il Parco degli Amanti e il Parco Inglese, istituiti nel Settecento e nell'Ottocento e particolarmente apprezzati dalla popolazione locale; i giardini botanici di Erevan, inaugurati nel 1935, il parco della Vittoria e il Parco Circolare, tra i più grandi per estensione, e il giardino dell'Opera di Erevan.

## Politica

### Capitale

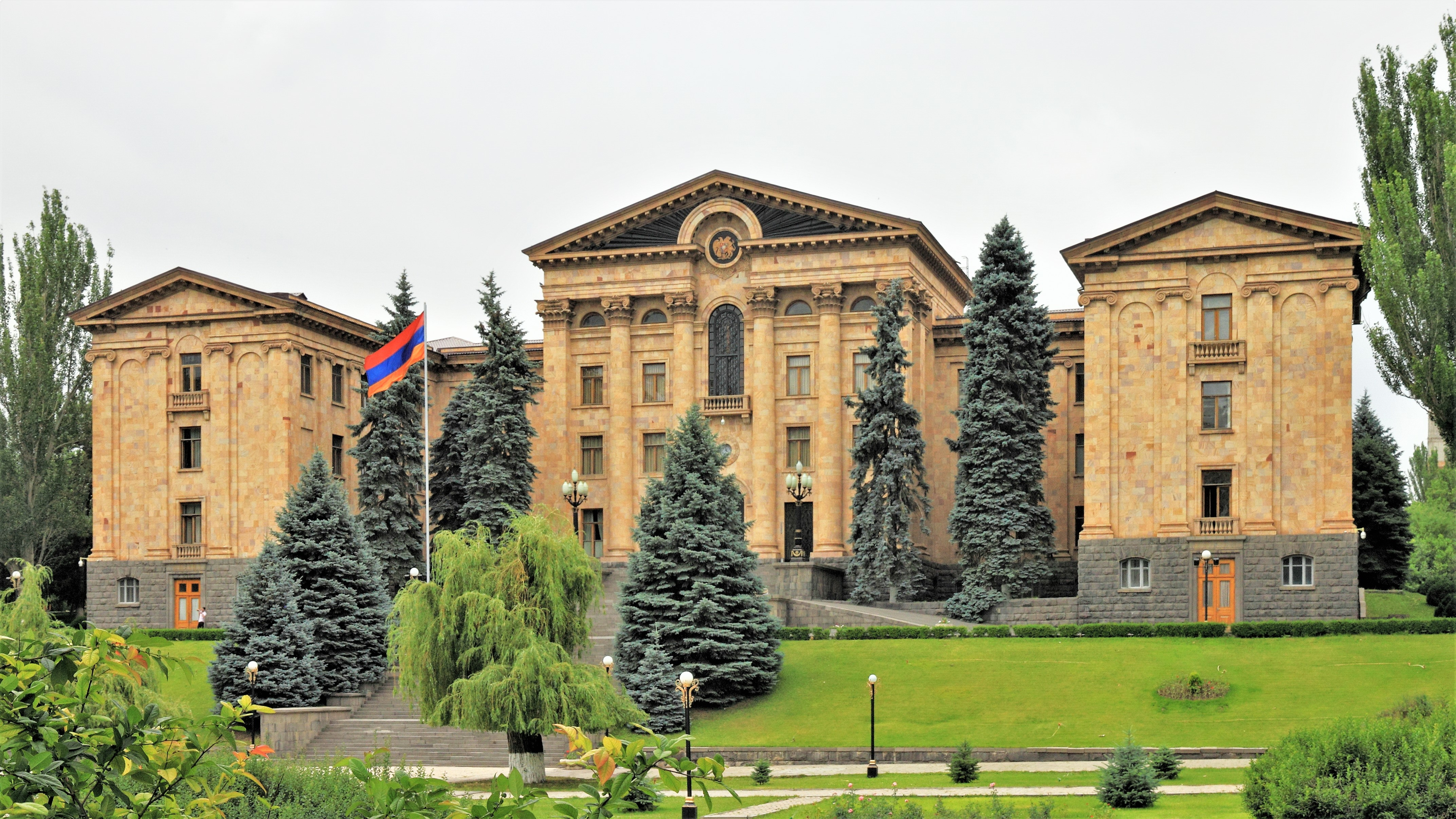
L'Assemblea Nazionale dell'Armenia

Erevan è stata la capitale dell'Armenia sin dai tempi dell'indipendenza della prima repubblica, proclamata nel 1918. Situata nella piana di Ararat, cuore della storia armena, rappresentava la scelta logistica più adeguata per le esigenze della giovane repubblica.
Quando l'Armenia venne fagocitata dall'Unione Sovietica Erevan mantenne il suo status di capitale e accolse tutte le istituzioni politiche e diplomatiche della repubblica. Nel 1991, con la seconda indipendenza armena, Erevan continuò a essere il cuore politico e culturale della città e vi trovarono infatti sede le maggiori istituzioni nazionali, come il Governo, l'assemblea Nazionale, la Banca Centrale, la Corte Costituzionale, tutti i ministeri, i corpi politici e altre organizzazioni governamentali.

### Municipalità

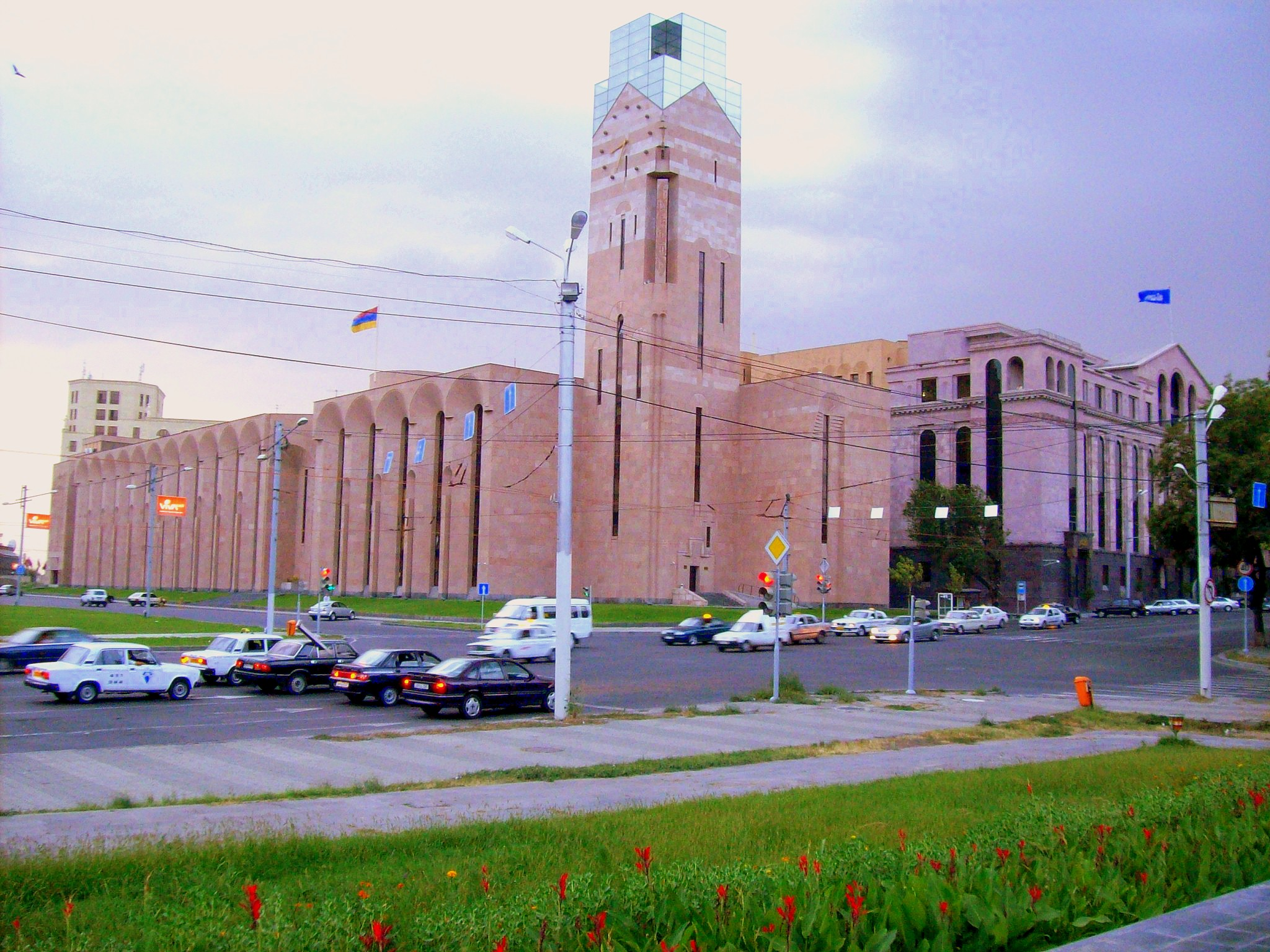
Il Municipio di Erevan

Erevan è stata insignita dello status di città il 1º ottobre 1879 con un decreto emesso dallo zar Alessandro II di Russia. Il primo consiglio comunale fu capeggiato da Hovhannes Ghorghanyan, che quindi può dirsi a tutti gli effetti primo sindaco di Erevan.
La Costituzione della Repubblica di Armenia entrata in vigore nel 1995 garantisce a Erevan anche lo status di marz (provincia): pertanto, sotto questo punto di vista, Erevan - pur godendo di particolari forme e condizioni amministrative - è analoga alle altre province della Repubblica. Il corpo amministrativo di Erevan è rappresentato da:
- il Sindaco, nominato dal Presidente (che ne può revocare la carica in qualunque momento) su consiglio del Primo Ministro, insieme a un gruppo di quattro vice sindaci;[43]
- il consiglio comunale di Yerevan, che raggruppa i capi dei distretti comunitari sotto l'autorità del sindaco[44]
- dodici "distretti della comunità", ciascuno con il proprio leader e i loro consigli eletti. Erevan ha un municipio principale e dodici vice-sindaci distrettuali.[45]

### Relazioni internazionali
La città di Erevan è membro di numerose organizzazioni internazionali: l'Assemblea internazionale delle Capitali dei paesi della CIS e le grandi città (MAG), l'Associazione delle Capitali del Mar Nero (BSCA), l'Associazione internazionale dei sindaci francofoni (AIMF), l'Organizzazione delle Città Patrimonio Mondiale (OWHC), l'Associazione Internazionale delle Comunità su larga scala e l'Associazione internazionale per l'illuminazione delle comunità urbane (LUCI).

## Società

### Evoluzione demografica
| Anno                                             | Armeni               | Armeni               | Azeri  | Azeri | Russi  | Russi | Altri  | Altri | Totale    |
| ------------------------------------------------ | -------------------- | -------------------- | ------ | ----- | ------ | ----- | ------ | ----- | --------- |
| c. 1650                                          | maggioranza assoluta | maggioranza assoluta | —      | —     | —      | —     | —      | —     | —         |
| c. 1725                                          | maggioranza assoluta | maggioranza assoluta | —      | —     | —      | —     | —      | —     | ~20,000   |
| 1830                                             | 4.132                | 35,7%                | 7.331  | 64,3% | —      | —     | 195    | 1,7%  | 11.463    |
| 1873                                             | 5.900                | 50,1%                | 5.800  | 48,7% | 150    | 1,3%  | 24     | 0,2%  | 11.938    |
| 1897                                             | 12.523               | 43,2%                | 12.359 | 42,6% | 2.765  | 9,5%  | 1.359  | 4,7%  | 29.006    |
| 1926                                             | 59.838               | 89,2%                | 5.216  | 7,8%  | 1.401  | 2,1%  | 666    | 1%    | 67.121    |
| 1939                                             | 174.484              | 87,1%                | 6.569  | 3,3%  | 15.043 | 7,5%  | 4.300  | 2,1%  | 200.396   |
| 1959                                             | 473.742              | 93%                  | 3.413  | 0,7%  | 22.572 | 4,4%  | 9.613  | 1,9%  | 509.340   |
| 1970                                             | 738.045              | 95,2%                | 2.721  | 0,4%  | 21.802 | 2,8%  | 12.460 | 1,6%  | 775.028   |
| 1979                                             | 974.126              | 95,8%                | 2.341  | 0,2%  | 26.141 | 2,6%  | 14.681 | 1,4%  | 1.017.289 |
| 1989                                             | 1.100.372            | 96,5%                | 897    | 0,0%  | 22.216 | 2,0%  | 17.507 | 1,5%  | 1.201.539 |
| 2001                                             | 1.088.389            | 98,63%               | —      | —     | 6.684  | 0,61% | 8.415  | 0,76% | 1.103.488 |
| 2011                                             | 1.048.940            | 98,94%               | —      | —     | 4.940  | 0,47% | 6258   | 0,59% | 1.060.138 |
| Gli azeri erano noti come tatari prima del 1918. |                      |                      |        |       |        |       |        |       |           |

In origine una cittadina di ridotte dimensioni, Erevan è oggi la capitale dell'Armenia e una grande metropoli con più di un milione di abitanti. Fino alla caduta dell'Unione Sovietica la maggior parte della popolazione della città erano armeni con minoranze russe, curde, azere e iraniane: tuttavia, con lo scoppio della guerra Nagorno-Karabakh, la minorità azera è drasticamente diminuita. La comunità russa di Erevan pure si è ridotta rispetto all'era sovietica a causa della pressione economica della crisi del 1990. Oggi, la popolazione di Erevan è in grande maggioranza armena.
Dopo la dissoluzione dell'Unione Sovietica e la crisi economica che ne seguì furono in molti a emigrare dall'Armenia, perlopiù verso la Russia, il Nord America o l'Europa: la popolazione di Erevan passò dai 1.250.000 abitanti del 1989 ai 1,103,488 del 2001 e ai 1,091,235 del 2003. Dopo questa battuta d'arresto, tuttavia, la popolazione è ritornata a essere in sensibile crescita, attestandosi ai 1.107.800 nel 2007.
A Erevan è diffuso il dialetto propriamente detto di Erevan, formatosi nel Duecento e parlato non solo nella capitale ma anche nelle città di Vagharshapat e Ashtarak. Derivato dal classico armeno, nel corso della storia tale dialetto ha preso a prestito lemmi provenienti da varie lingue, fra cui il russo e il persiano.

### Etnie e minoranze straniere

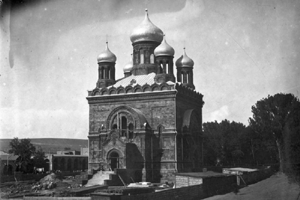
La cattedrale russa di San Nicola

I primi ad abitare Erevan furono gli Armeni. La popolazione della fortezza di Erivan, fondata nel 1580, erano invece perlopiù musulmani, ed erano in totale due-tremila. Il viaggiatore francese Jean-Baptiste Tavernier, in visita a Erevan sei volte tra il 1631 e il 1668, riportava comunque che la città era praticamente abitata da soli armeni: questa predominanza vacillò nei secoli successivi, quando a causa delle continue guerre tra Impero Ottomano, Iran e Russia Erevan iniziò a essere caratterizzata da una maggioranza musulmana.
Prima della sovietizzazione dell'Armenia Erevan era una città multiculturale, con una predominanza perlopiù armena e tatara (azera). Dopo il genocidio degli Armeni, la maggior parte dei rifugiati delle terre oggi soprannominate dagli Armeni «Armenia dell'Ovest» ma in realtà appartenenti alla Turchia (un tempo all'Impero Ottomano) cercarono rifugio nell'Armenia dell'Est, e in modo particolare a Erevan: nel solo 1919 arrivarono in città ben 75,000 rifugiati, perlopiù provenienti dalla regione dei laghi di Van. Gran parte di essi perì per il tifo e altre malattie analoghe.
Dal 1921 al 1936 circa 42,000 armeni residenti in Iraq, Turchia, Iran, Grecia, Siria, Francia, Bulgaria e altre nazioni ritornarono in patria, e la maggior parte di loro si stabilì proprio a Erevan. Quest'ondata di rimpatri si replicò ancora più vigorosa tra il 1946 e il 1948, con 100,000 armeni residenti sino a quel momento in Libano, Cipro, Palestina, Egitto conversi verso Erevan. La multietnicità propria dell'Erevan di un tempo, pertanto, si è ridotta significativamente negli ultimi anni, soprattutto con lo scoppio della guerra Nagorno-Karabakh, per via della quale la minoranza azera si è praticamente nullificata.

### Servizi medici

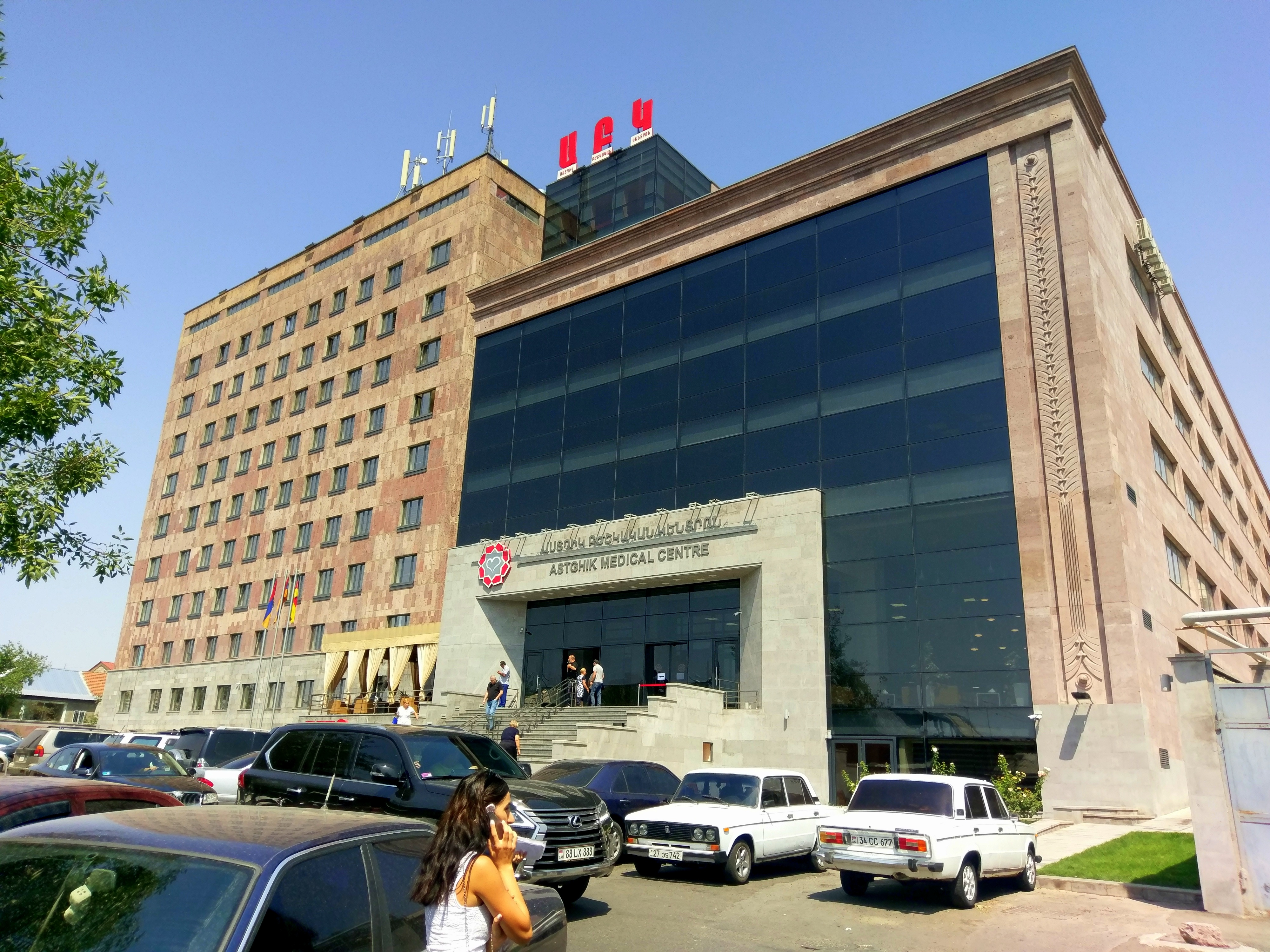
Il polo medico Astghik

I servizi medici in Armenia, a eccezione di quelli relativi alla maternità, non sono sovvenzionati dal governo. Tuttavia il governo stanzia ogni anno una certa somma dal bilancio statale per le esigenze mediche dei gruppi socialmente vulnerabili.
Erevan è un importante centro di assistenza sanitaria e medica nella regione. Diversi ospedali di Erevan sono stati riqualificati con tecnologie moderne, erogando così assistenza medica e ricerche mediche di qualità, come il centro medico Shengavit, il centro medico Erebouni, il centro medico Izmirlian, il centro medico San Gregorio Illuminatore, il centro medico Nork-Marash, il centro medico repubblicano armeno, il centro medico Astghik, il centro di benessere americano armeno e il complesso ospedaliero Mkhitar Heratsi dell'università medica statale di Yerevan. Il comune gestisce trentanove policlinici e centri medici in tutta la città.
Il Centro di ricerca per la protezione della salute materno-infantile è attivo a Yerevan dal 1937, mentre il Centro Clinico Armenicum è stato aperto nel 1999, dove le ricerche sono condotte principalmente su malattie infettive e ricerche associate, tra cui l'HIV, l'immunodeficienza e l'epatite. La fabbrica Liqvor Pharmaceuticals, attiva dal 1991 a Erevan, è attualmente il più grande produttore di medicinali dell'Armenia.

### Religione

#### Cristianesimo apostolico armeno

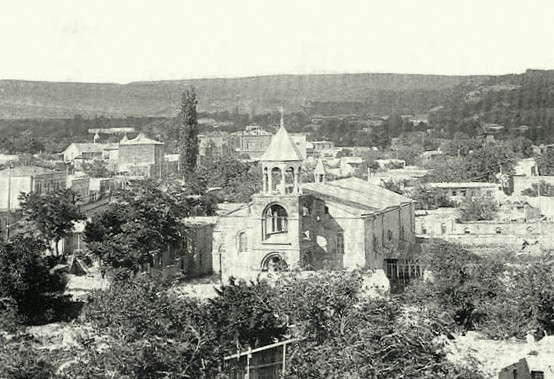
La Chiesa Armena ai Santi Pietro e Paolo

Il cristianesimo apostolico armeno è la religione predominante in Armenia. La Chiesa di San Paolo e Pietro del V secolo, demolita nel novembre 1930 dalle autorità sovietiche, fu tra le prime chiese mai costruite a Erebuni-Erevan. Molte delle antiche chiese armene e medievali della città furono distrutte dai sovietici negli anni trenta durante la Grande Purga.
Il corpo regolatore della Chiesa armena di Yerevan è la diocesi pontificia ararata, con la cattedrale Surp Sarkis che ospita la sede della diocesi. È la più grande diocesi della Chiesa armena e una delle più antiche diocesi del mondo, amministratrice dal punto di vista religiosa la città di Erevan e la provincia dell'Ararat dell'Armenia.
Erevan è attualmente sede della più grande chiesa armena del mondo, la Cattedrale di San Gregorio l'Illuminatore. Questo luogo di culto fu consacrato nel 2001, durante il 1700º anniversario dell'insediamento della Chiesa armena e l'adozione del cristianesimo come religione nazionale in Armenia. A partire dal 2017, infine, Erevan ha diciassette chiese armene attive e quattro cappelle.

#### Chiesa ortodossa russa

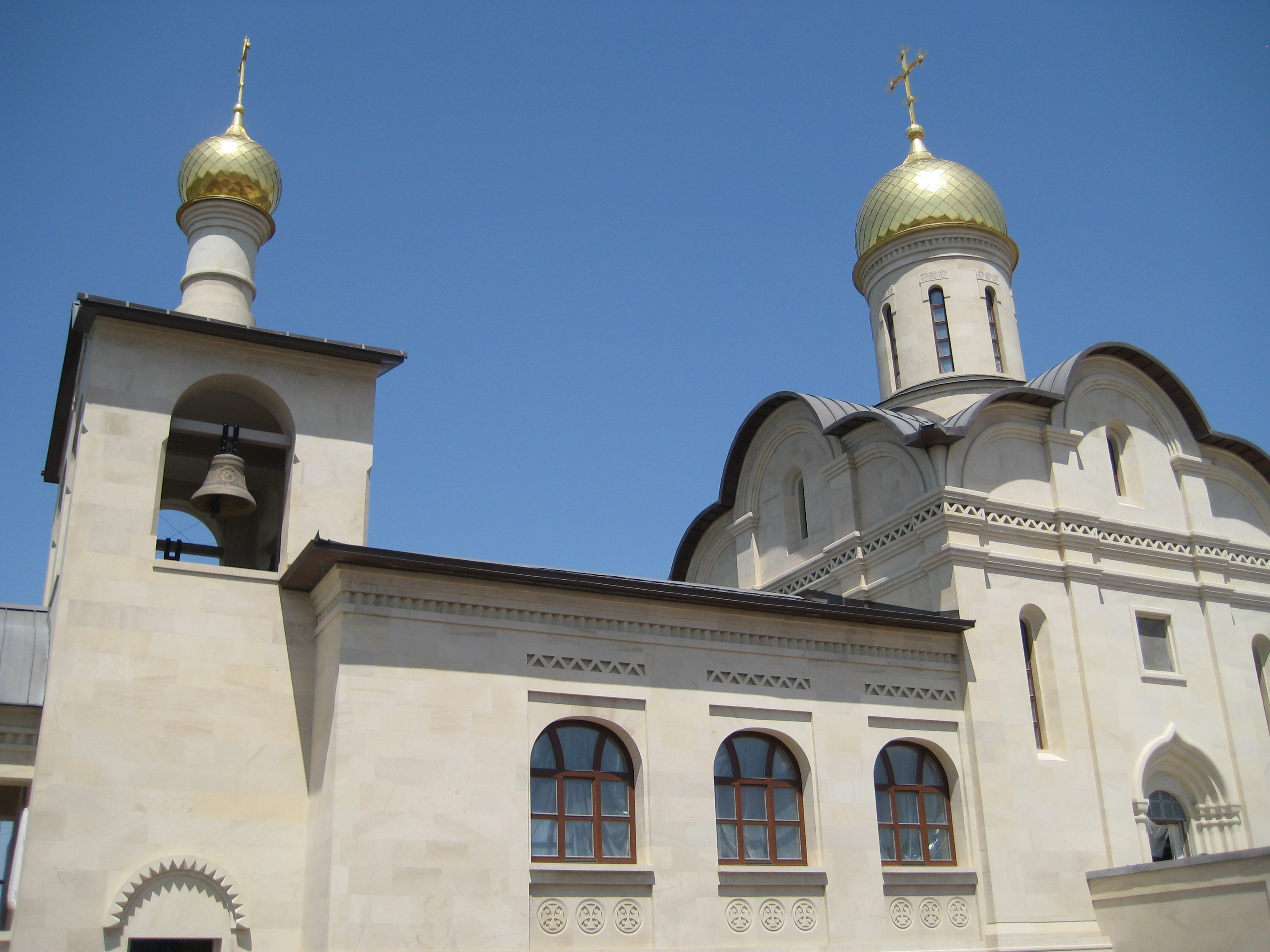
Chiesa russa della Santa Croce

Dopo la presa di Yerevan da parte dei russi a seguito della guerra russo-persiana del 1826-28, molte chiese russe ortodosse furono costruite nella città sotto gli ordini del comandante russo Ivan Paskevich. La cattedrale di San Nicola, aperta al culto nella seconda metà del XIX secolo, era la più grande chiesa russa della città. La Chiesa dell'Intercessione della Santa Madre di Dio fu invece edificata nel 1916 a Kanaker-Zeytun.
Malgrado ciò la maggior parte delle chiese furono chiuse o demolite dai sovietici negli anni trenta. La Cattedrale di San Nicola fu completamente distrutta nel 1931, mentre la Chiesa dell'Intercessione della Santa Madre di Dio fu chiusa e trasformata prima in un magazzino e successivamente in un luogo di ricovero per il personale militare. I servizi religiosi ripresero nella chiesa nel 1991 e nel 2004 furono aggiunti una cupola e un campanile. Nel 2010, la cerimonia della nuova chiesa ortodossa russa della Santa Croce ha avuto luogo con la presenza del patriarca Kirill I di Mosca. La chiesa fu infine consacrata il 7 ottobre 2017, con la presenza del Catholicos Karekin II, vescovi russi e del benefattore della chiesa Ara Abramyan.

#### Altre religioni
Secondo Ivan Chopin c'erano otto moschee a Erevan nella metà dell'Ottocento. La Moschea Blu del XVIII secolo di Yerevan è stata restaurata e riaperta negli anni novanta, con finanziamenti iraniani, ed è attualmente l'unica moschea attiva in Armenia, utilizzata principalmente dai visitatori sciiti iraniani.
Erevan inoltre ospita piccole comunità yezidi, molokan, neopagane, bahai ed ebraiche, con la comunità ebraica rappresentata dal Consiglio ebraico dell'Armenia. Nella città vi è una varietà di comunità non trinitarie - considerate come sette pericolose dalla Chiesa Apostolica Armena - inclusi i testimoni di Geova, i mormoni, e gli avventisti del settimo giorno.

## Cultura

### Istruzione

#### Biblioteche
La Biblioteca Nazionale dell'Armenia, situata su Teryan Street di Erevan, è la biblioteca pubblica della città e dell'intera Repubblica. Fu istituito nel 1832 ed è operativa nel suo attuale edificio dal 1939. Un'altra biblioteca nazionale di Erevan è la Biblioteca Khnko Aper per l'Infanzia, fondata nel 1933. Altre importanti biblioteche pubbliche includono la Biblioteca Centrale Avetik Isahakyan fondata nel 1935, la Biblioteca Repubblicana di Medicina Scienze fondata nel 1939, la Biblioteca della Scienza e della Tecnologia fondata nel 1957 e la Biblioteca Musicale fondata nel 1965. Inoltre, ogni distretto amministrativo di Yerevan è dotato di una propria biblioteca pubblica (di solito più di una biblioteca).

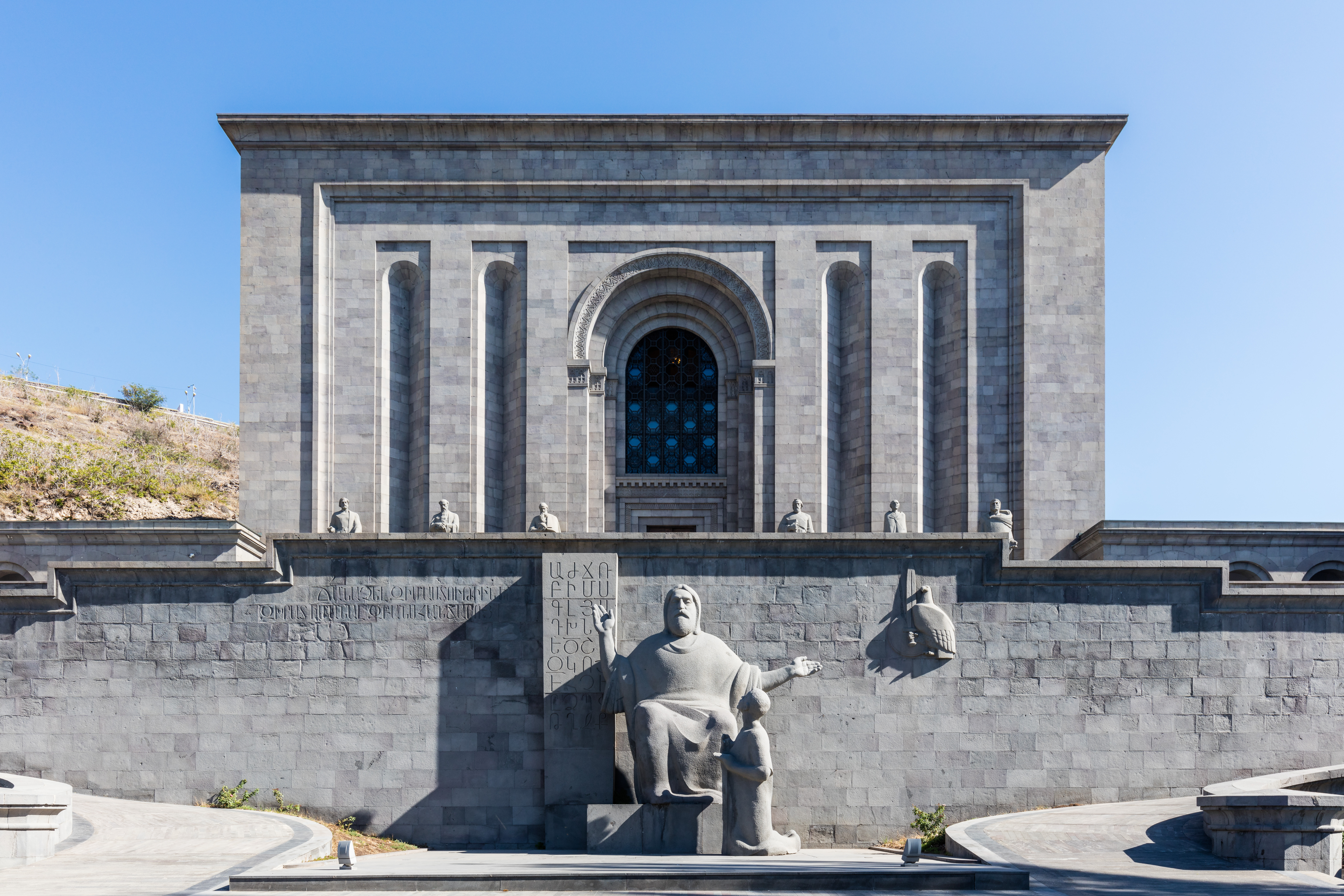
Il Matenadaran

Il Matenadaran è una biblioteca-museo e un centro di ricerca, che raggruppa 17.000 manoscritti antichi e diverse bibbie del Medioevo. I suoi archivi custodiscono una ricca collezione di preziosi manoscritti antichi armeni, greci, aramaici, assiri, ebraici, latini, medi e moderni persiani. Si trova sul corso Mashtots, nel centro di Yerevan. Il 6 giugno 2010, inoltre, Erevan è stata nominata Capitale mondiale del libro 2012 dall'Organizzazione delle Nazioni Unite per l'educazione, la scienza e la cultura (UNESCO). La capitale armena è stata scelta per la qualità e la varietà del programma presentato al comitato di selezione, che si è riunito nella sede dell'UNESCO a Parigi il 2 luglio 2010.

#### Ricerca
Sotto il dominio sovietico Erevan si è trasformata in un importante centro per la scienza e la ricerca. L'Accademia nazionale delle scienze armena è pionieristica nella ricerca scientifica in Armenia. Fu fondata nel 1943 come ramificazione armeno dell'Accademia delle scienze sovietica per poi divenire il principale organismo che conduce ricerche e coordina le attività nei campi della scienza in Armenia. Ha molti partizionamenti, tra cui scienze matematiche e tecniche, fisica e astrofisica, scienze naturali, chimica e scienze della terra, armologia e scienze sociali.
Dopo l'indipendenza sono stati aperti molti nuovi centri di ricerca in città, come il CANDLE Synchrotron Research Institute (2010), il Tumo Center for Creative Technologies (2011), e il Nerses Mets Medical Research and Education Center (2013).

#### Scuole e università

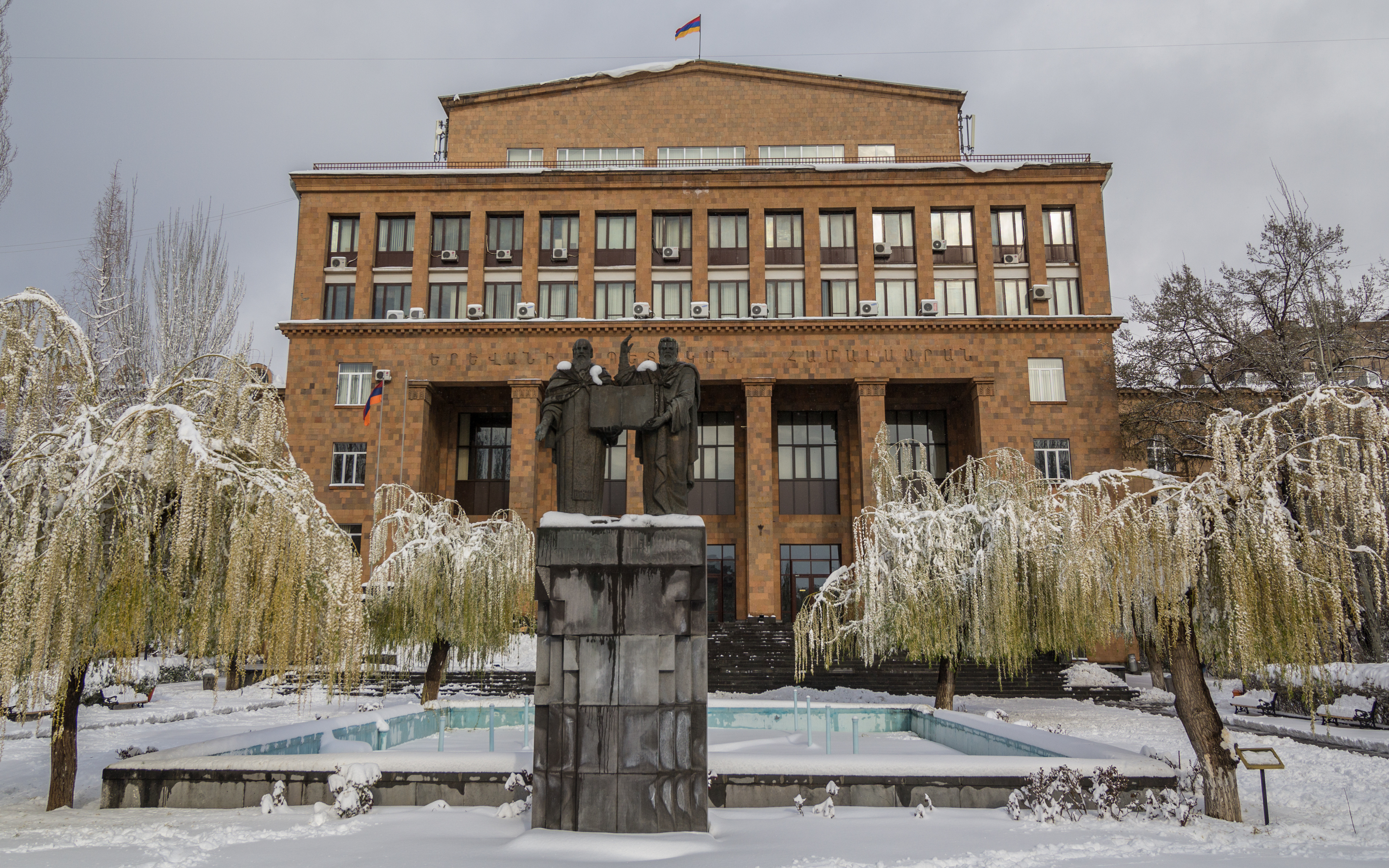
L'Università Statale di Erevan

Erevan è un importante centro educativo della regione. A partire dal 2017 la città comprende 253 scuole, di cui 210 di proprietà statale, 159 gestite dal comune e 51 gestite dal ministero dell'istruzione, mentre le restanti 43 sono di proprietà privata. Il comune gestisce inoltre centosessanta asili in tutta la città.
La scuola internazionale QSI, l'École Française Internationale en Arménie, la scuola Ayb, il complesso educativo Mkhitar Sebastatsi e la scuola avventizia Khoren e Shooshanig sono tra le più importanti scuole internazionali o private di Erevan.
A partire dal 2016 più di sessanta istituti di istruzione superiore sono accreditati e autorizzati a operare nella Repubblica di Armenia. Erevan è sede di circa cinquanta istituzioni, di cui tredici sono statali, sette sono intergovernative, cinque sono private internazionali, tre militari, e il resto sono università private locali. L'Università Statale di Erevan, l'Università Americana dell'Armenia, l'Università russo-armena (slava), l'Università medica statale di Erevan e l'Università pedagogica statale armena sono le migliori università dell'Armenia e tra le prime classificate nella regione.

#### Musei

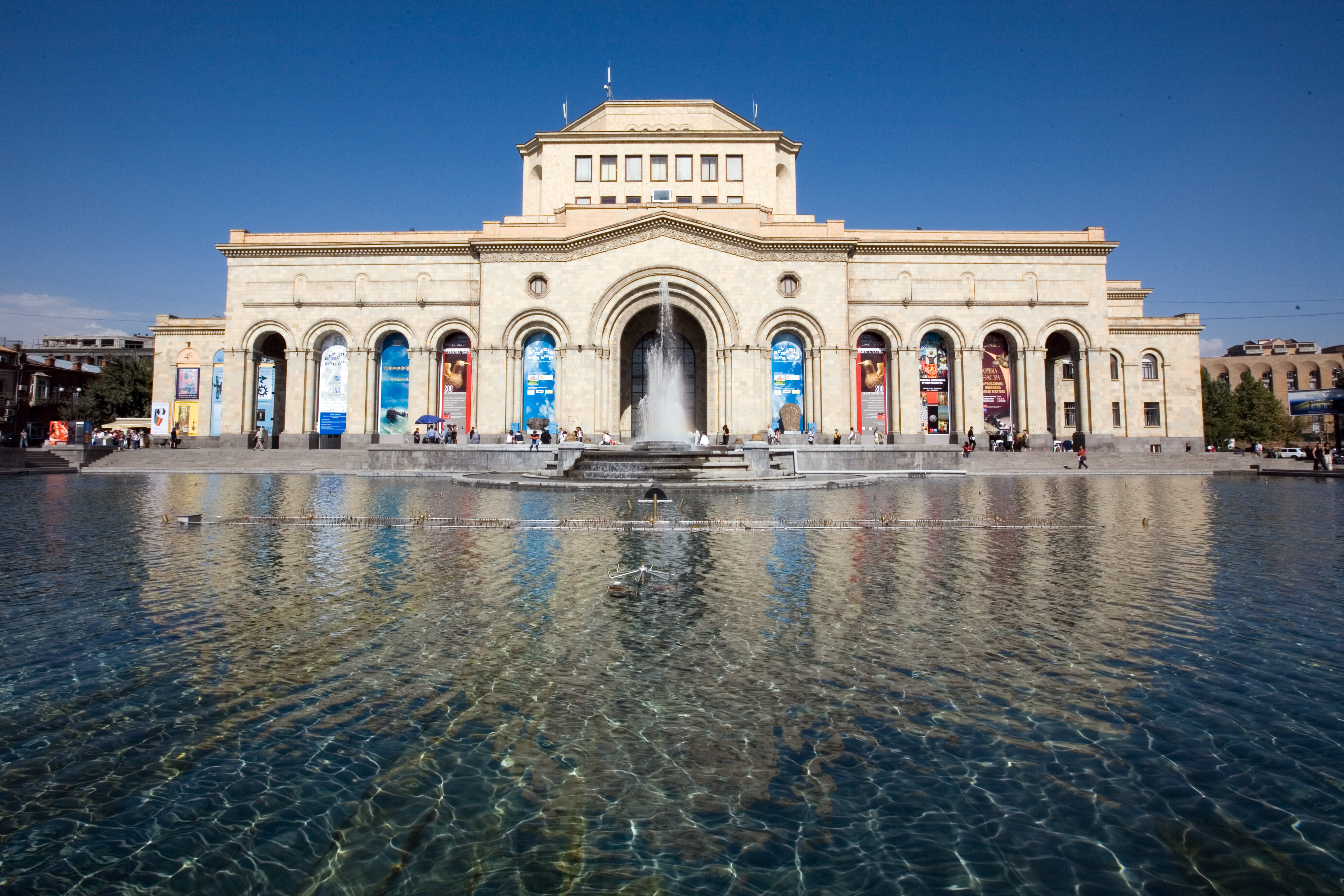
Galleria Nazionale dell'Armenia

Erevan è sede di un gran numero di musei, gallerie d'arte e biblioteche. I più importanti sono la Galleria Nazionale dell'Armenia, il Museo storico dell'Armenia, il Museo d'arte Cafesjian, la biblioteca Matenadaran di antichi manoscritti e il museo del genocidio armeno del complesso di Tsitsernakaberd.
La Galleria Nazionale dell'Armenia e il Museo di Storia dell'Armenia, fondati nel 1921, sono i principali musei della città. Oltre ad avere un'esposizione permanente di opere di pittori armeni la galleria ospita una collezione di dipinti, disegni e sculture di artisti tedeschi, americani, austriaci, belgi, spagnoli, francesi, ungheresi, italiani, olandesi, russi e svizzeri. Solitamente ospita esposizioni temporanee.
Il museo del genocidio armeno si trova ai piedi del memoriale di Tsitsernakaberd e presenta numerosi resoconti di testimonianze oculari, testuali e fotografiche dell'epoca. Tra i vari articoli esposti vi è una pietra commemorativa composta da tre parti, l'ultima delle quali è dedicata alle figure intellettuali e politiche che, come dice il sito del museo, «sollevarono il loro grido di protesta contro il genocidio perpetrato dai turchi contro gli armeni»: T. Wegner, Hedvig Büll, Henry Morgenthau Sr., Franz Werfel, Johannes Lepsius, James Bryce, Anatole France, Giacomo Gorrini, Benedetto XV, Fritjof Nansen e altri.
Il Museo d'arte Cafesjian, all'interno del complesso della Cascata, è un centro d'arte inaugurato il 7 novembre 2009. Espone una massiccia collezione di opere d'arte in vetro, in particolare le opere degli artisti cechi Stanislav Libenský e Jaroslava Brychtová. I giardini anteriori comprendono sculture della collezione di Gerard L. Cafesjian. Il Museo Erebuni, fondato nel 1968, è un museo archeologico che ospita reperti urartiani rinvenuti durante gli scavi nella fortezza di Erebuni. Il Museo di Storia di Yerevan e il Museo di storia della Federazione Rivoluzionaria Armena sono tra i musei di spicco della storia di Erevan e della Prima Repubblica di Armenia. Il Museo Militare all'interno del complesso della Madre Armenia riguarda la partecipazione dei soldati armeni nella seconda guerra mondiale e nella guerra del Nagorno-Karabakh.

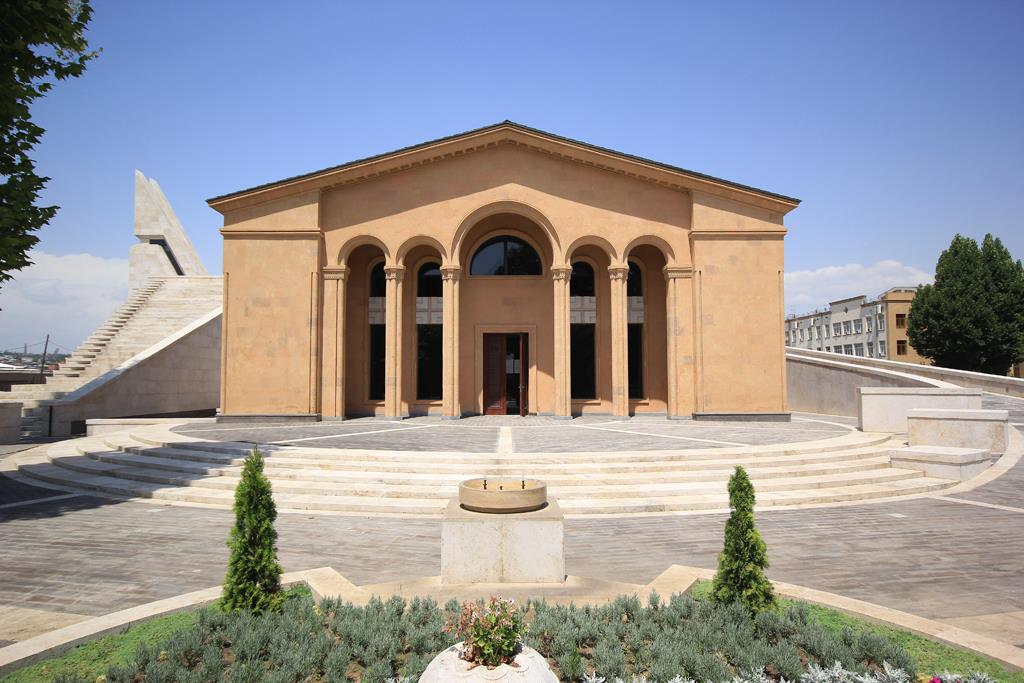
Museo Komitas

La città è anche sede di un gran numero di musei d'arte. Il museo Sergei Parajanov, inaugurato nel 1988, è dedicato alle opere d'arte di Sergei Parajanov nel cinema e nella pittura. Il Museo Komitas, inaugurato nel 2015, è un museo d'arte musicale dedicato al famoso compositore armeno Komitas. Il Charents Museum of Literature and Arts è stato inaugurato nel 1921, il Museo di Arte Moderna di Erevan è stato inaugurato nel 1972 e il Museo d'arte del Medio Oriente, aperto nel 1993, è anche uno dei più importanti musei d'arte della città.
I musei biografici sono anche assai comuni a Yerevan. Molti poeti, pittori e musicisti armeni rinomati sono onorati con musei-casa nella loro memoria, come il poeta Hovhannes Tumanjan, il compositore Aram Khachaturian, il pittore Martiros Saryan, il romanziere Khachatur Abovian e il cantante franco-armeno Charles Aznavour. Recentemente, infine, a Erevan sono stati aperti molti musei di scienza e tecnologia, come il Museo della Medicina Armena (1999), il Museo dello Spazio di Erevan (2001), il Museo di Scienze e Tecnologie (2008), il Museo ferroviario armeno (2009), il Museo di Comunicazioni (2012) e il Museo Scientifico Innovativo Little Einstein (2016).

### Arte

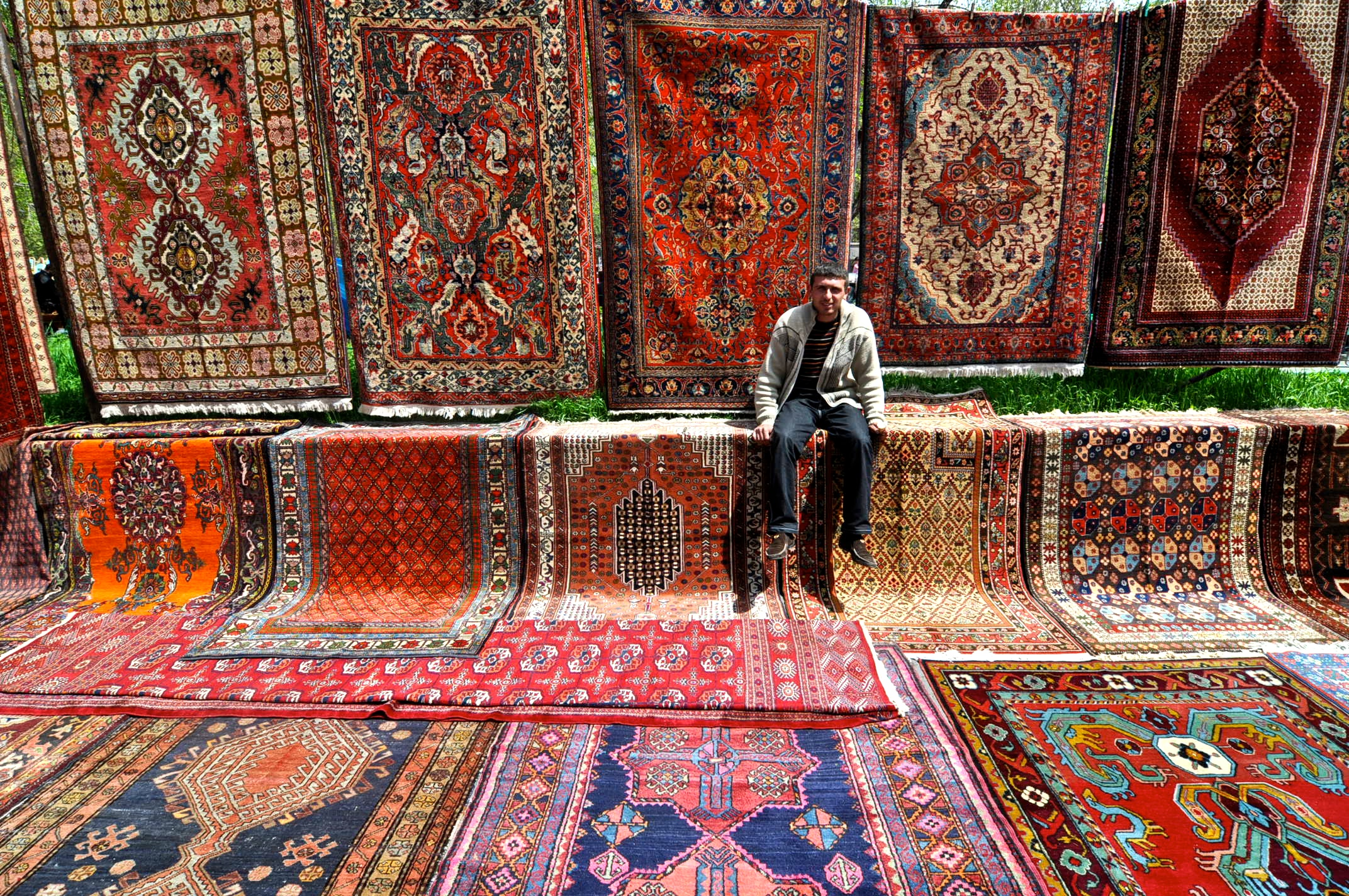
Tappeti artigianali armeni a Erevan

Erevan è uno dei centri storici di produzione artigianale del tappeto tradizionale armeno. Vari frammenti di tappeti sono stati rinvenuti in occasione di campagne di scavo nelle aree intorno a Erevan, risalenti al VII secolo a.C. o prima. Questa tradizione trovò un ulteriore sviluppo dal sedicesimo secolo quando Erevan divenne la città centrale dell'Armenia persiana. Tuttavia, la produzione di tappeti nella città si è notevolmente arricchita con lo stormo di migranti armeni occidentali dall'impero ottomano per tutto l'Ottocento, e con l'arrivo di rifugiati armeni sfuggiti al genocidio all'inizio del 20 ° secolo. Attualmente, la città ospita la fabbrica di tappeti Arm aperta nel 1924, così come i tappeti artigianali Tufenkian (dal 1994) e i tappeti fatti a mano di Megerian (dal 2000).

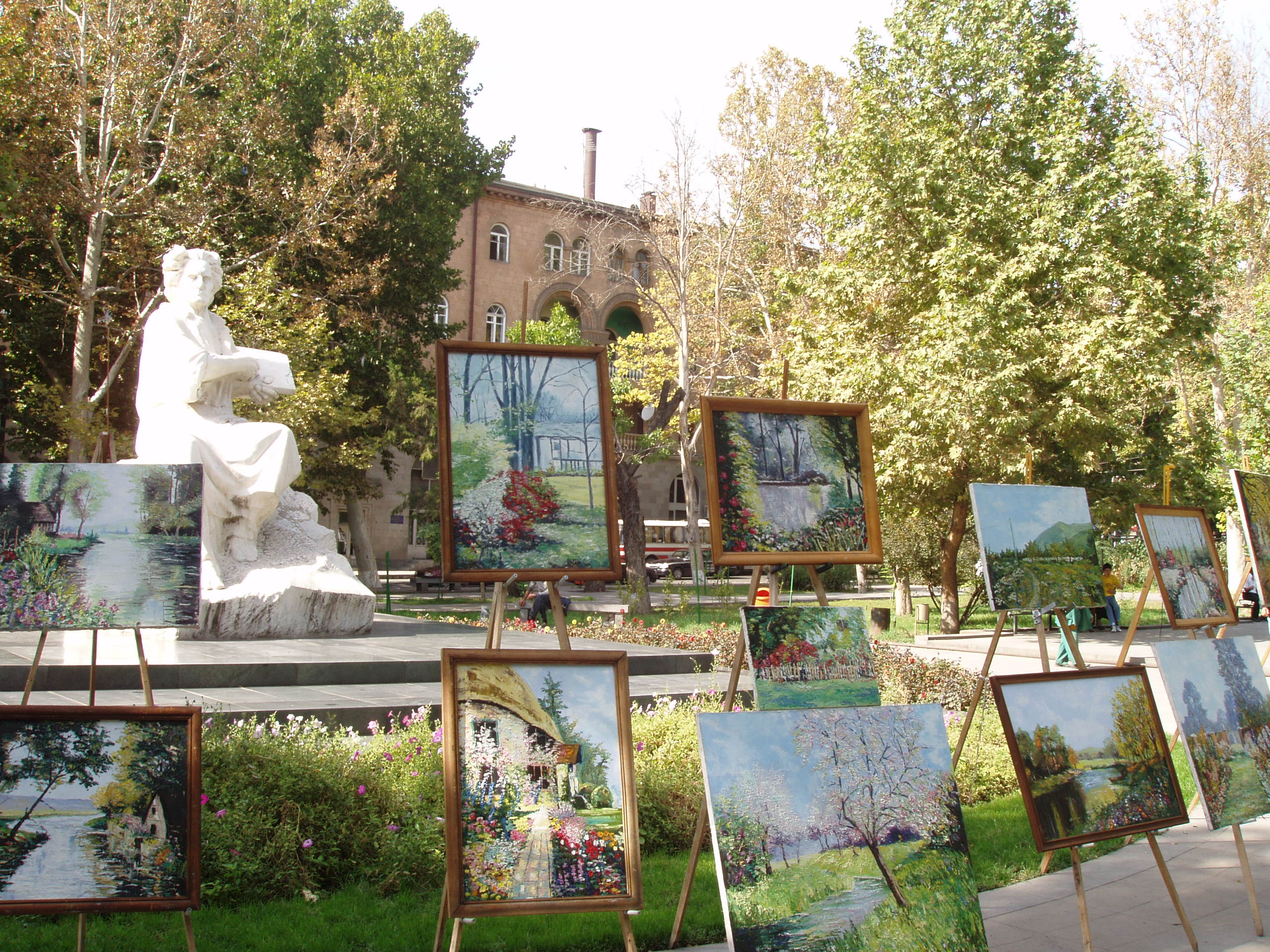
Dipinti in esposizione al parco Saryan

Il mercato espositivo all'aperto del Vernissage di Erevan, istituito alla fine degli anni ottanta in Aram Street, espone una vasta collezione di diversi tipi di opere d'arte tradizionali armene tradizionali, in particolare sculture in legno, tappeti e tappeti. D'altra parte, il parco Saryan situato vicino al teatro dell'opera, è famoso per essere un luogo permanente in cui gli artisti espongono le loro creazioni pittoriche. Il Centro armeno per l'arte sperimentale contemporanea, fondato nel 1992 a Yerevan, è un polo di creatività che aiuta a scambiare esperienze tra artisti professionisti in un'atmosfera adeguata.

### Teatro
Jazz, musica classica, folk e tradizionale sono tra i generi più popolari nella città di Erevan. Un gran numero di ensemble, orchestre e cori di diversi tipi di musica armena e internazionale sono attivi in città.
L'Orchestra Filarmonica Armena fondata nel 1925 è uno dei più antichi gruppi musicali di Erevan e dell'Armenia moderna. Il coro da camera della radio nazionale armeno fondato nel 1929 vinse il primo premio dell'Unione Sovietica nella competizione di cori del 1931 tra le varie repubbliche sovietiche. La musica popolare e classica dell'Armenia è stata insegnata nei conservatori sponsorizzati dallo stato durante l'era sovietica. L'Ensemble di canzoni popolari armeno Sayat-Nova è stato fondata a Yerevan nel 1938. Attualmente diretta da Tovmas Poghosyan, l'ensemble esegue le opere di importanti gusani armeni come Sayat-Nova, Jivani e Sheram.
Nel 1939 fu aperto il Teatro Nazionale Accademico dell'Opera e del Balletto. Ospita la sala concerti Aram Khatchaturian e l'auditorium Alexander Spendiarian del Teatro Nazionale dell'Opera e del Balletto. La Komitas Chamber Music House, inaugurata nel 1977, è la sede di artisti e amanti della musica da camera in Armenia. Nel 1983 è stato aperto il complesso sportivo e dei concerti di Karen Demirchyan. Attualmente è la più grande sede al coperto in Armenia.

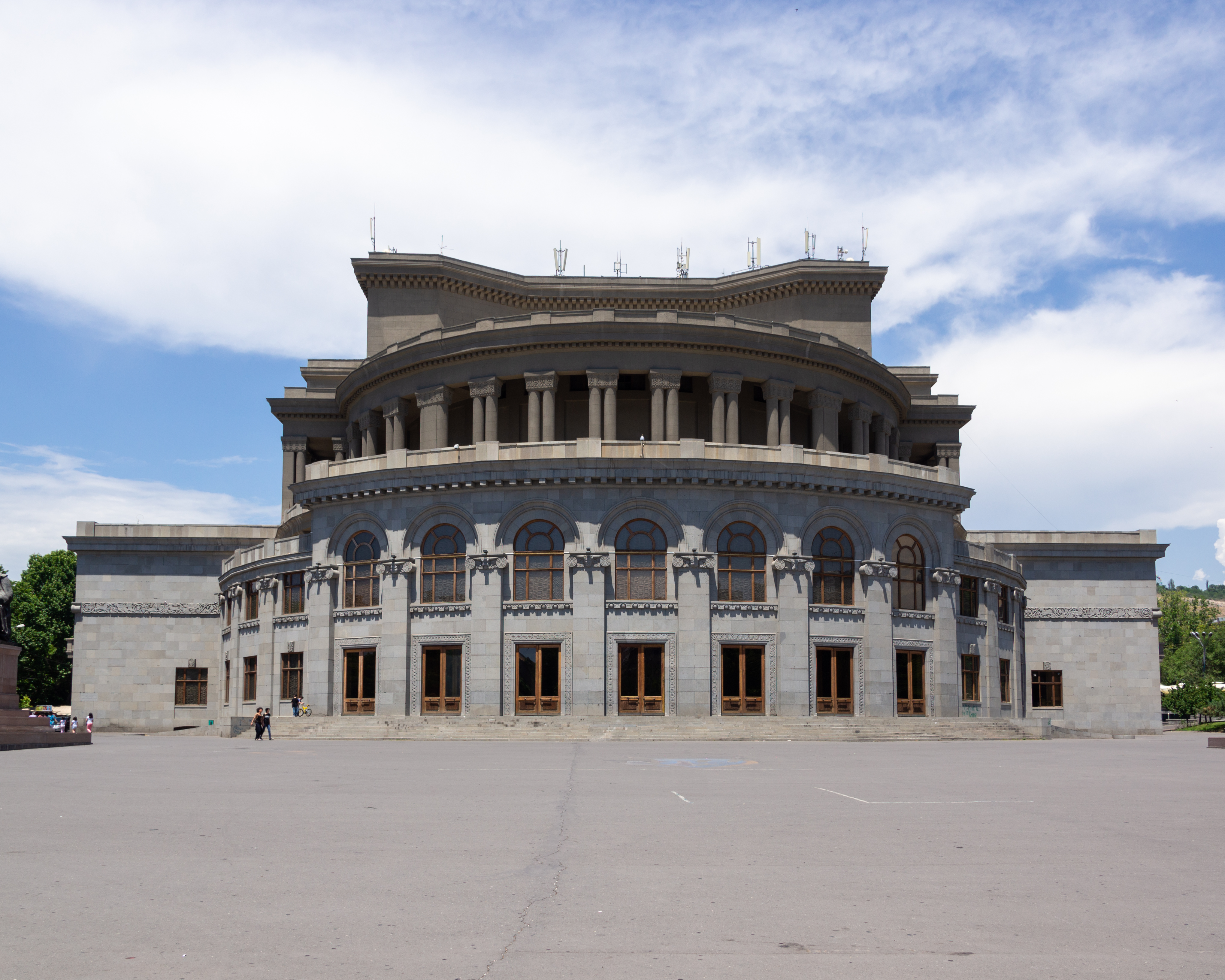
Teatro dell'Opera di Erevan

Il jazz è anche uno dei generi particolarmente amati dai cittadini di Erevan. La prima orchestra jazz di Erevan è stata fondata nel 1936. Attualmente a Yerevan sono attive molte band di jazz ed etnojazz come Time Report, Art Voices e Nuance Jazz Band. Il jazz club Malkhas, fondato dall'artista Levon Malkhasian, è tra i club più popolari della città. Lo Yerevan Jazz Fest è un festival jazz annuale che si svolge ogni autunno dal 2015, organizzato dall'Armenian Jazz Association con il patrocinio della municipalità di Yerevan.
Il rock armeno si è originato a Yerevan a metà degli anni sessanta, principalmente grazie agli interventi musicali di Arthur Meschian e della sua banda Arakyalner. All'inizio degli anni settanta a Erevan erano attive una serie di bande professionali abbastanza prestigiose da competere con le loro controparti sovietiche. Nell'Armenia post-sovietica a Erevan si è sviluppata una scena di rock progressivo armeno, principalmente attraverso Vahan Artsruni, la rock band di Oaksenham e la banda dei Dorian. La Armian Navy Band fondata da Arto Tunçboyacyan nel 1998 è anche famosa per il jazz, l'avanguardia e la musica popolare. Il reggae sta diventando popolare anche nella capitale principalmente attraverso la banda musicale della Reincarnazione.
La musica religiosa armena è rimasta liturgica fino a quando Komitas introdusse la polifonia alla fine del XIX secolo. A partire dalla fine degli anni cinquanta, la musica religiosa divenne ampiamente diffusa quando i canti armeni (noti anche come Sharakans) furono eseguiti dal soprano Lusine Zakaryan. Il Tagharan Ensemble di Erevan, gestito dallo stato, fondato nel 1981 e attualmente diretto da Sedrak Yerkanian, esegue anche rituali e musica antica armena. Il Centro per le Arti Cafesjian è noto per i suoi eventi musicali, tra cui la «serie di musica classica Cafesjian» il primo mercoledì di ogni mese, e la serie «Music Cascade» di musica jazz, pop e rock, concerti dal vivo ogni venerdì e sabato. Durante l'estate si tengono spesso concerti all'aperto, come il Giardino delle sculture Cafesjian su via Tamanyan.

### Danza
La danza folcloristica e tradizionale è molto popolare tra gli armeni. Durante la fresca stagione estiva della città di Erevan, è molto comune trovare gente che balla in gruppo presso la Northern Avenue o la via Tamanyan, vicino alla cascata.
I gruppi di danza professionisti si sono formati a Erevan durante l'epoca sovietica. Il primo gruppo fu l'Armenian Folk Music and Dance Ensemble, fondato nel 1938 da Tatul Altunyan. Fu seguito dallo State Dance Ensemble dell'Armenia nel 1958. Nel 1963 fu formato il Berd Dance Ensemble. Il Barekamutyun State Dance Ensemble di Armenia è stato fondato nel 1987 da Norayr Mehrabyan.
Il Karin Traditional Song and Dance Ensemble, fondato nel 2001 da Gagik Ginosyan, è noto per la rinascita e l'esecuzione delle antiche danze armene delle regioni storiche dell'altopiano armeno, come Hamshen, Mush, Sasun, Karin, ecc.

## Geografia antropica

### Urbanistica
Un rilevante sviluppo urbano interessa la città sin dall'anno 2000: ne consegue che svariate strutture storiche sono state demolite e sostituite con nuovi edifici. Questo rinnovamento architettonico è stato talora criticato da parte della popolazione, in quanto reo di distruggere siti storici risalenti all'epoca della dominazione russa, diminuendo al contempo anche le capacità abitative delle città. Le abitazioni del centro città le cui dimensioni sono reputate troppo piccole per gli standard moderni sono gradualmente demolite e sostituite con strutture ad alto sviluppo verticale. Tra i progetti più rilevanti dei primi due decenni del ventunesimo secolo vi sono la cattedrale di San Gregorio, la nuova sede del Municipio di Erevan, la nuova sezione del Matenadaran, il nuovo terminal dell'aeroporto, il Corso Settentrionale.
Al maggio del 2017 Erevan accoglie 4,883 appartamenti residenziali, 39,799 pali dell'illuminazione pubblica, e 1,080 strade che si snodano per una lunghezza totale di 750 km.

### Suddivisioni amministrative

I dodici distretti amministrativi di Erevan

Erevan è suddivisa in dodici «distretti amministrativi» (վարչական շրջան, varčakan šrĵan) ciascuno con un proprio amministratore.
| Distretto        | Armeno           | Popolazione (censimento del 2011) | Popolazione (censimento del 2016) | Area (km²) |
| ---------------- | ---------------- | --------------------------------- | --------------------------------- | ---------- |
| Ajapnyak         | Աջափնյակ         | 108.282                           | 109.100                           | 25,82      |
| Arabkir          | Արաբկիր          | 117.704                           | 115.800                           | 13,29      |
| Avan             | Ավան             | 53.231                            | 53.100                            | 7,26       |
| Davtashen        | Դավթաշեն         | 42.380                            | 42.500                            | 6,47       |
| Erebuni          | Էրեբունի         | 123.092                           | 126.500                           | 47,49      |
| Kanaker-Zeytun   | Քանաքեր-Զեյթուն  | 73.886                            | 74.100                            | 7,73       |
| Kentron          | Կենտրոն          | 125.453                           | 125.700                           | 13,35      |
| Malatia-Sebastia | Մալաթիա-Սեբաստիա | 132.900                           | 135.900                           | 25,16      |
| Nork-Marash      | Նորք-Մարաշ       | 12.049                            | 11.800                            | 4,76       |
| Nor Nork         | Նոր Նորք         | 126.065                           | 130.300                           | 14,11      |
| Nubarashen       | Նուբարաշեն       | 9.561                             | 9.800                             | 17,24      |
| Shengavit        | Շենգավիթ         | 135.535                           | 139.100                           | 40,6       |

## Economia

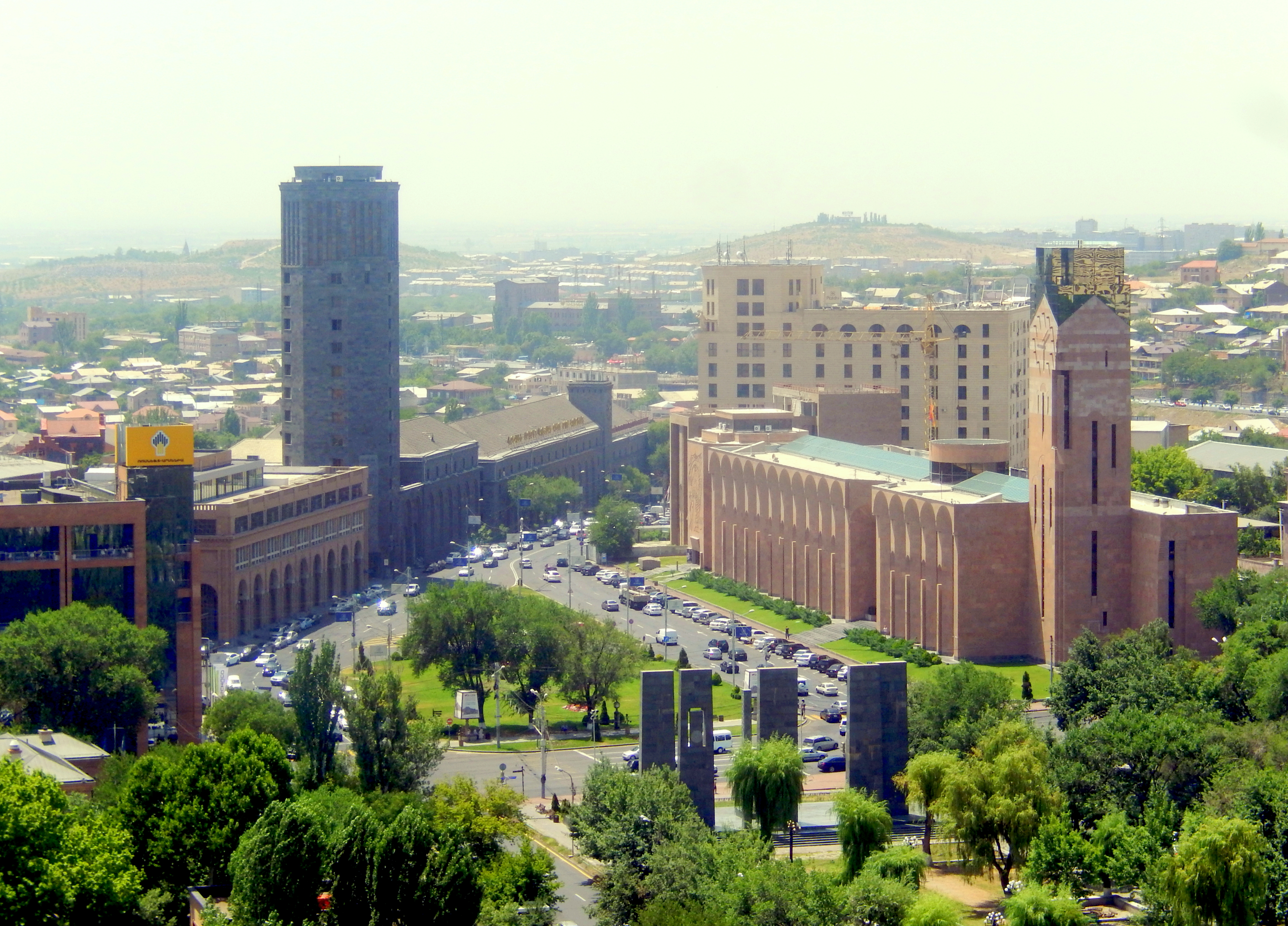
La Yerevan Ararat Brandy Factory

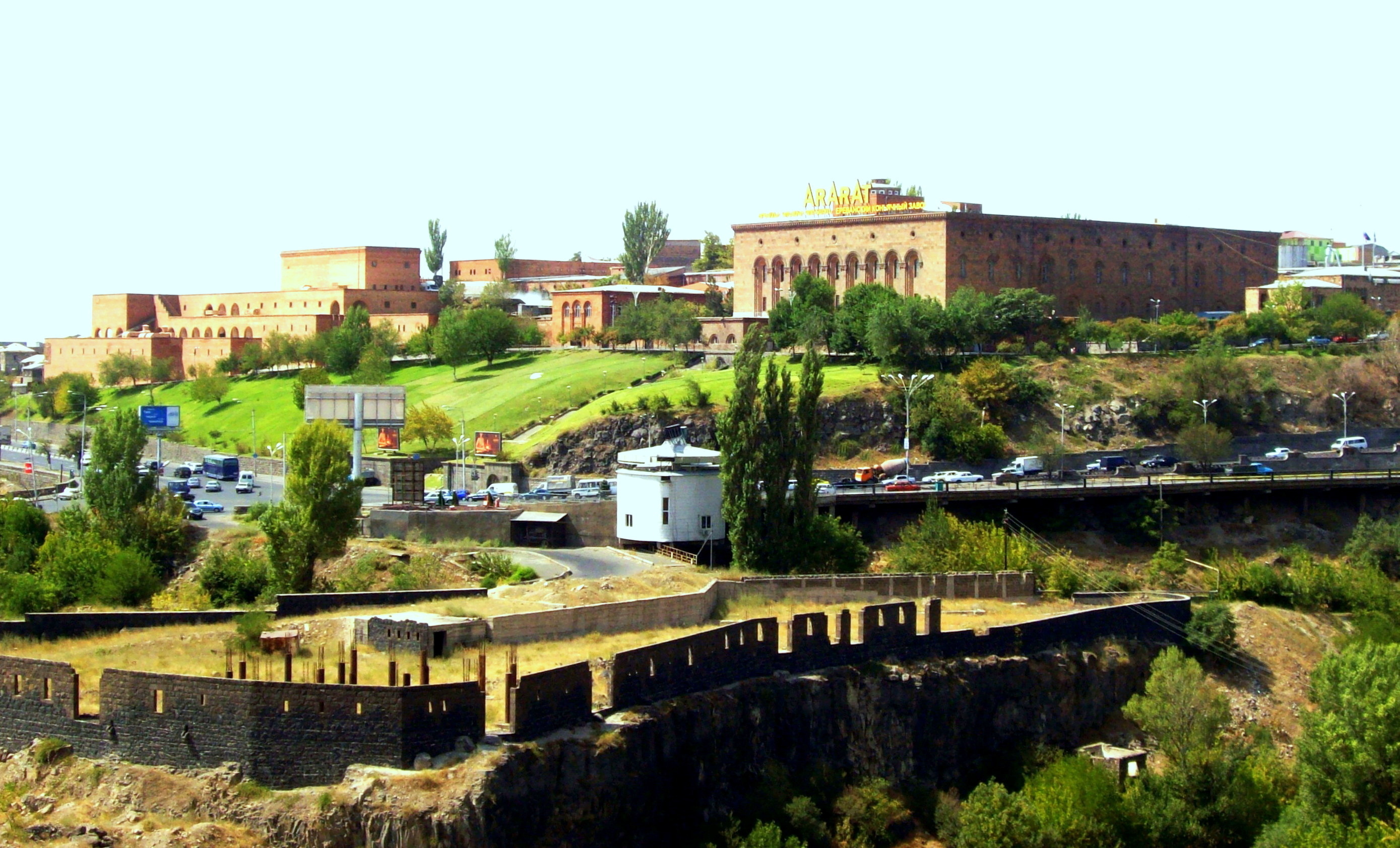
Yerevan Brandy Company

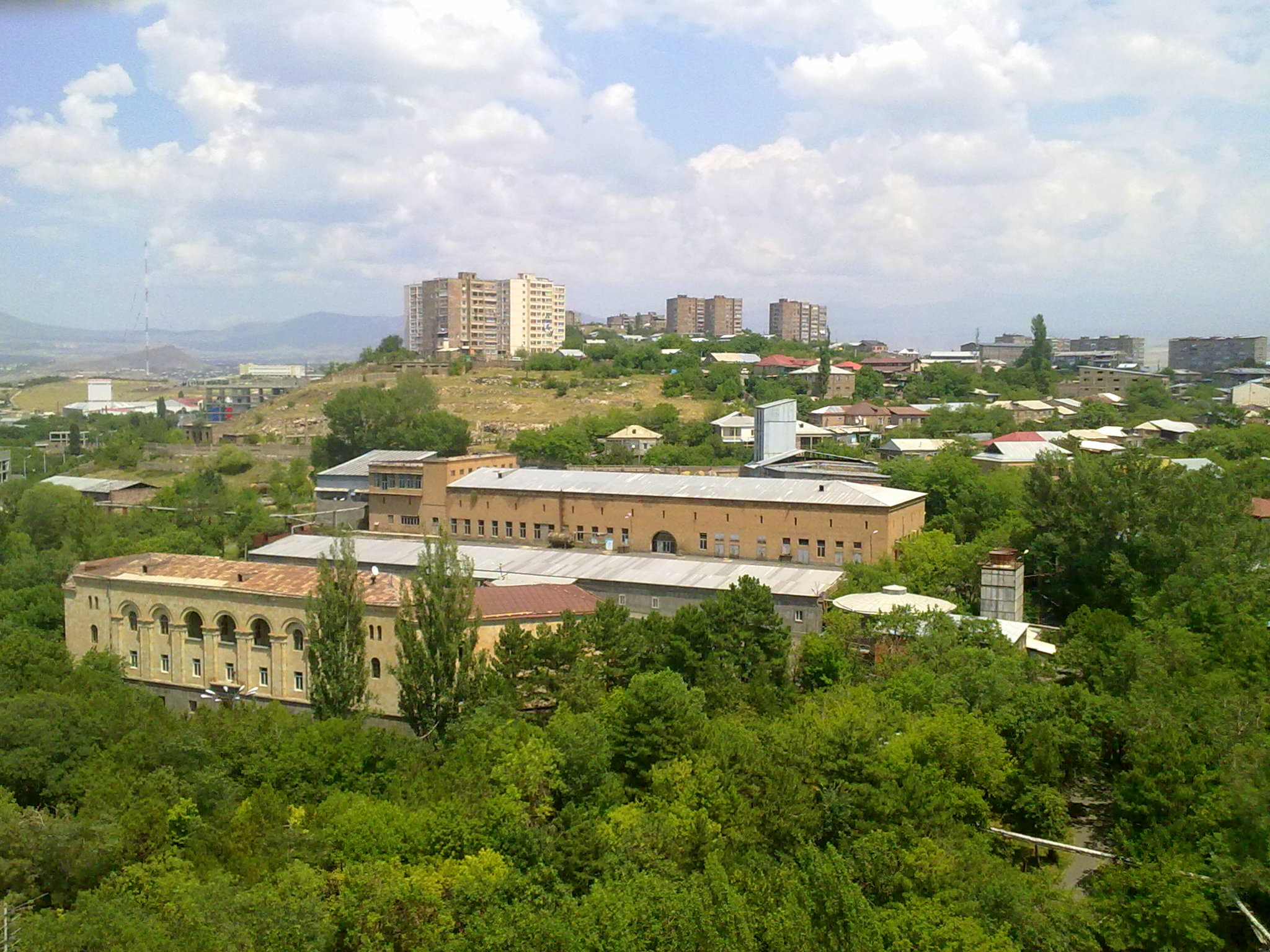
Yerevan Champagne Wines Factory

### Industrie
A partire dal 2013, la quota di Yerevan nel prodotto industriale totale annuo dell'Armenia è del 41%. La produzione industriale di Yerevan è abbastanza diversificata e comprende varie merci fra cui prodotti chimici, metalli primari e manufatti in acciaio, macchinari, prodotti in gomma, plastica, tappeti, tessili, abbigliamento e calzature, gioielli, prodotti in legno e mobili, materiali da costruzione, bevande alcoliche, acqua minerale, prodotti caseari e alimenti trasformati. Nonostante la crisi economica degli anni novanta abbia devastato l'industria del paese, diverse fabbriche restano sempre in servizio, in particolare nei settori petrolchimico e dell'alluminio.
Le bevande armene, in particolare il cognac e la birra armena, godono di una fama mondiale. Per questo motivo Erevan è la patria di molte importanti imprese dell'Armenia e del Caucaso per la produzione di bevande alcoliche, come la Yerevan Ararat Brandy Factory, la Yerevan Brandy Company, la Yerevan Champagne Wines Factory, il birrificio "Beer of Yerevan" (Kilikia Beer), la Armco Brandy Factory, la Proshyan Brandy Factory e l'Astafian Wine-Brandy Factory. I due produttori di tabacco di Yerevan sono le società "Cigaronne" e "Grand Tabak".
L'industria dei tappeti in Armenia ha una storia profondamente radicata con le antiche tradizioni: ne consegue che la produzione di tappeti è piuttosto sviluppata a Yerevan con tre importanti fabbriche che producono anche tappeti fatti a mano. La fabbrica "Megerian Carpet" è quella di testa in questo settore.
Altre importanti impianti della città includono la "Nairit", per la preparazione di prodotti chimici, il laminatoio di alluminio Rusal Armenal, i produttori dolciari armeno-canadesi "Grand Candy", la fabbrica di cioccolato "Arcolad", la fabbrica "Marianna" per prodotti caseari, il "Talgrig Group" per prodotti di grano e farina, la fabbrica di gelato "Shant", "Crown Chemicals" per vernici, la società mineraria di travertino "ATMC", la fabbrica di orologi di Yerevan "orologi AWI", la fabbrica di jerevan Jewellry e stabilimenti di produzione di acqua minerale "Arzni", " Sil "e" Dilijan Frolova ". I prodotti alimentari includono carne lavorata, tutti i tipi di conserve, grano e farina, dolci e cioccolato, frutta secca, bibite e bevande. I materiali da costruzione comprendono principalmente travertino, pietrisco e asfalto.

### Finanza

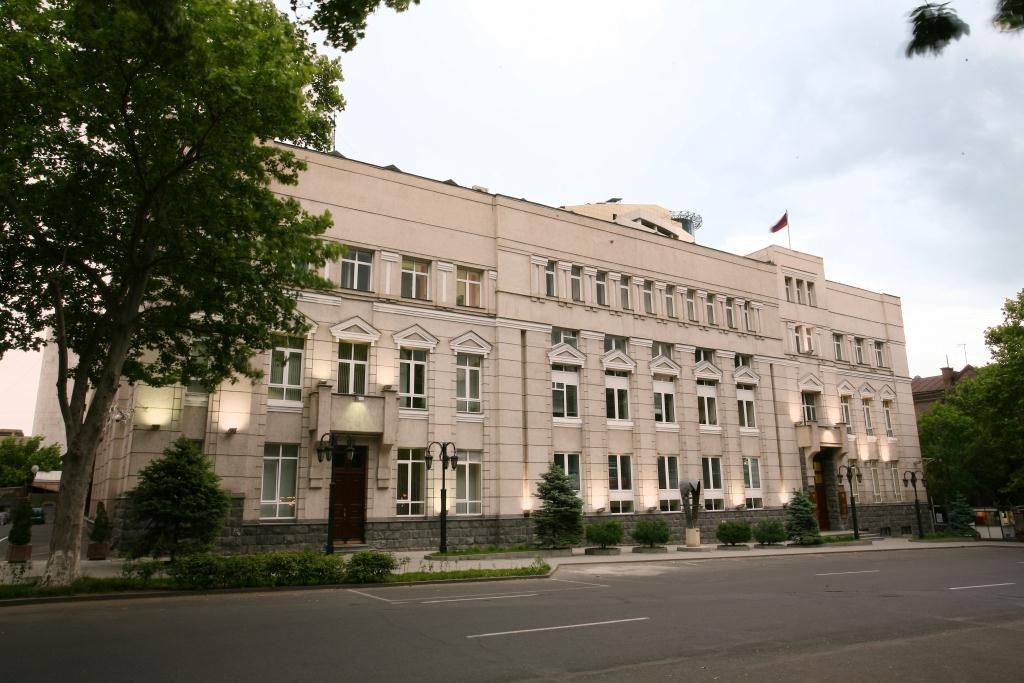
La Banca Centrale di Armenia

Come attraente location di esternalizzazioni per le multinazionali dell'Europa occidentale, russe e americane, Erevan ospita sedi di molte aziende internazionali. È l'hub finanziario dell'Armenia, sede della Banca centrale dell'Armenia, della Borsa armena (NASDAQ OMX Armenia), nonché della maggior parte delle più grandi banche commerciali del paese. A partire dal 2013, la città domina oltre l'85% del totale dei servizi annuali in Armenia, oltre all'84% del commercio al dettaglio totale annuo.
Molte filiali di società di servizi e banche russe operano a Erevan, tra cui Gazprom, Ingo Armenia, Rosgosstrakh e VTB Bank. L'ACBA Bank è controllata dal francese Crédit Agricole. L'HSBC Armenia ha anche sede a Yerevan.

### Edilizia

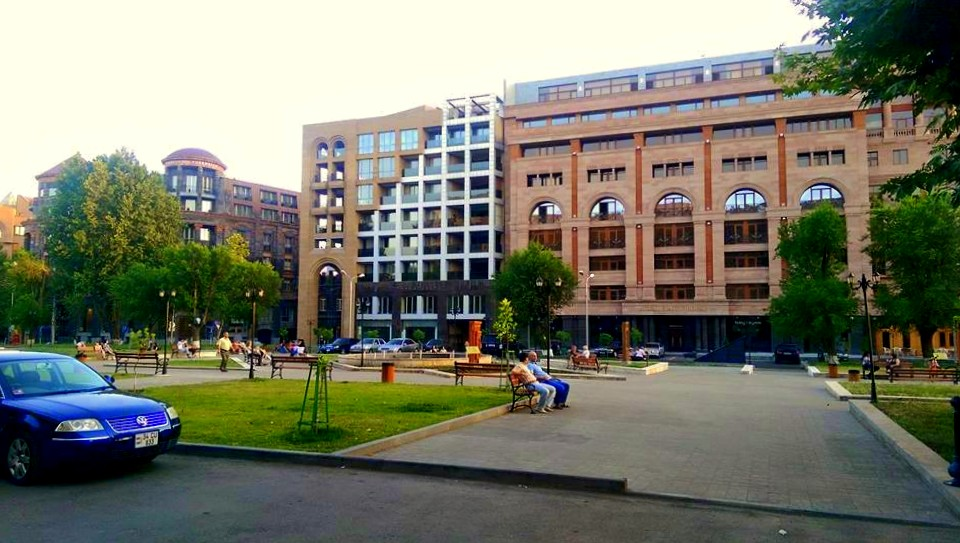
Unità residenziale del Novecento con aggiunte moderne

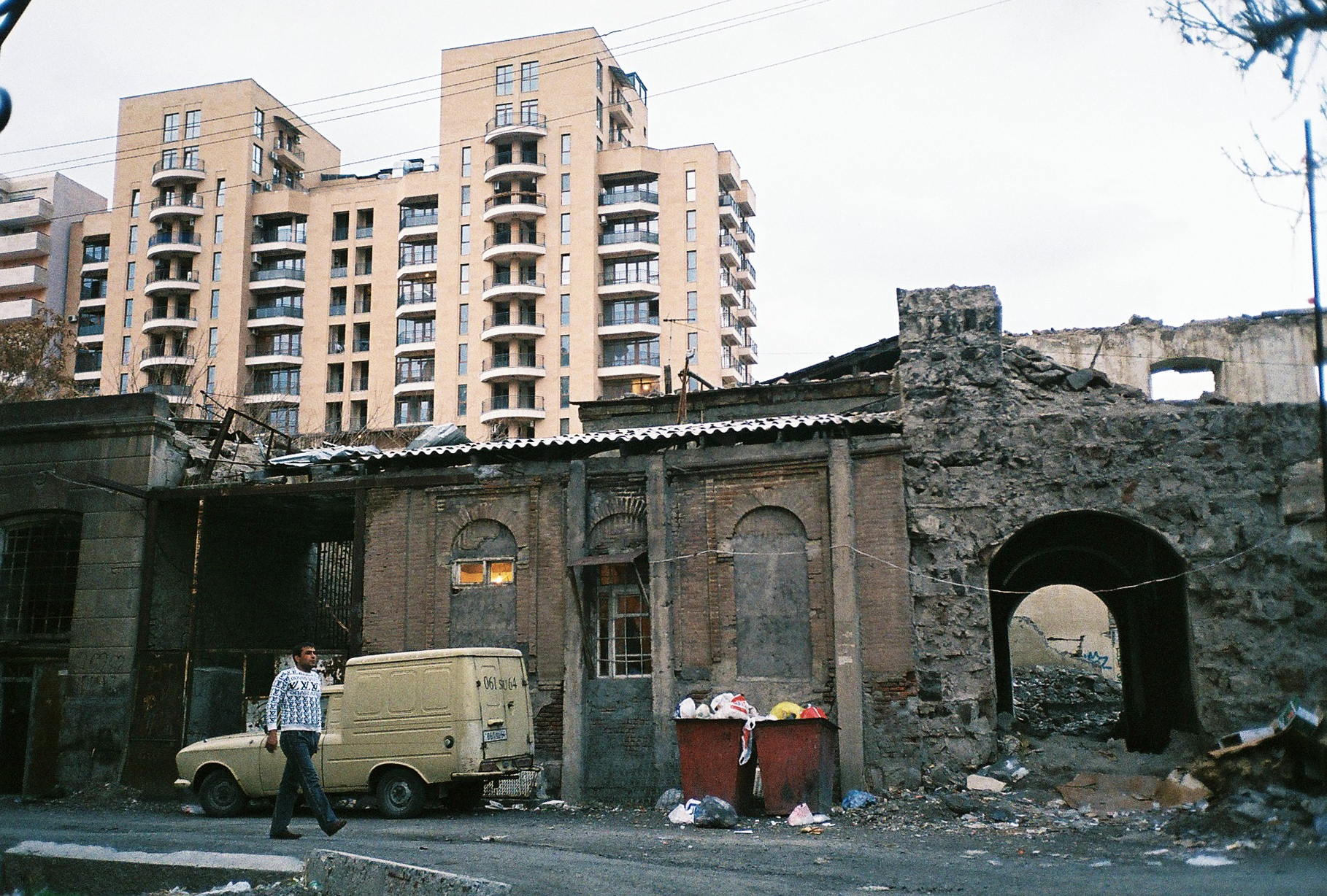
Spesso le preesistenze antiche vengono demolite per lasciare posto a costruzioni moderne

Il settore delle costruzioni ha registrato una crescita significativa durante il primo decennio del XXI secolo. A partire dal 2000, Erevan è stata protagonista di un massiccio boom edilizio, finanziato principalmente da milionari armeni provenienti dalla Russia e dagli Stati Uniti, con un ampio e controverso processo di riqualificazione in cui molti edifici del XVIII e XIX secolo sono stati demoliti e sostituiti con nuovi edifici. Questa crescita è stata accompagnata da un significativo aumento dei prezzi degli immobili.
Molti progetti di costruzione importanti sono stati condotti a Erevan, come il Corso Settentrionale e la riabilitazione di Old Yerevan in Aram Street. Il Corso Settentrionale è stato completato ed è stato aperto nel 2007, mentre il progetto Old Yerevan è ancora in fase di sviluppo. Negli ultimi anni, il centro della città è stato anche interessato da importanti lavori di ricostruzione stradale, nonché dalla ristrutturazione della piazza della Repubblica, finanziata dal miliardario americano-armeno Kirk Kerkorian. D'altro canto, l'imprenditore armeno argentino Eduardo Eurnekian ha rilevato l'aeroporto, mentre il progetto di sviluppo della Cascata è stato finanziato dal miliardario armeno statunitense Gerard L. Cafesjian.
Tuttavia il settore è notevolmente diminuito nel corso del primo decennio del XXI secolo, a seguito della crisi immobiliare globale nel 2007-09. Nel 2013 Erevan ha dominato oltre il 58% del totale del settore edile annuale dell'Armenia. Nel febbraio del 2017 il comitato per lo sviluppo urbano del governo ha rivelato i suoi piani per i prossimi grandi progetti di costruzione della città. Con un costo totale di trecento milioni di dollari un nuovo distretto commerciale sorgerà nel centro della città, per sostituire l'attuale area commerciale di Firdowsi. Il comitato ha anche annunciato la costruzione del distretto residenziale etnografico di Noy (Noah) nelle vicinanze occidentali del distretto di Kentron, con un costo approssimativo di cento milioni di dollari.

### Energia

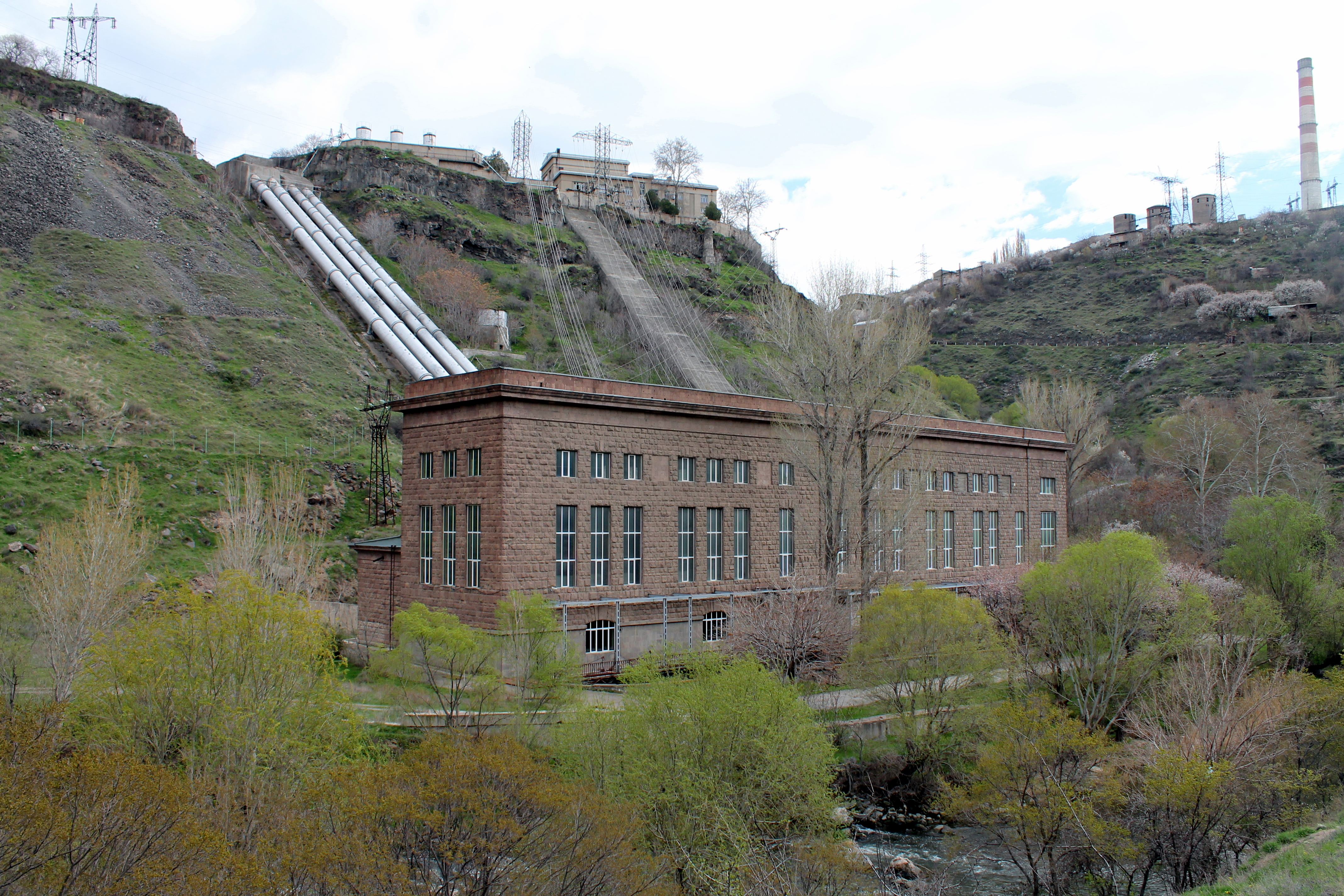
Kanaker HPP

La posizione della città lungo le rive del fiume Hrazdan ha consentito la produzione di energia idroelettrica. In quanto comprendente la cascata Sevan-Hrazdan, nel territorio amministrativo di Yerevan sono state istituite tre centrali idroelettriche: Kanaker HPP, Yerevan-1 HPP, e Yerevan-3 HPP. L'intero impianto è stato privatizzato nel 2003 ed è attualmente di proprietà di RusHydro.
La città ospita anche la centrale termoelettrica di Erevan, una struttura unica nella regione per la sua qualità tecnologica, situata nella parte meridionale della città. Originariamente aperto nel 1961, nel 2007 fu costruito un moderno impianto, dotato di una nuova turbina a ciclo combinato a vapore e gas, per generare energia elettrica. Nel marzo 2017 è stata avviata la costruzione di una nuova centrale termica con un investimento iniziale di 258 milioni di dollari e una capacità prevista di 250 megawatt. La centrale elettrica entrerà in servizio nel 2019.

### Telefonia

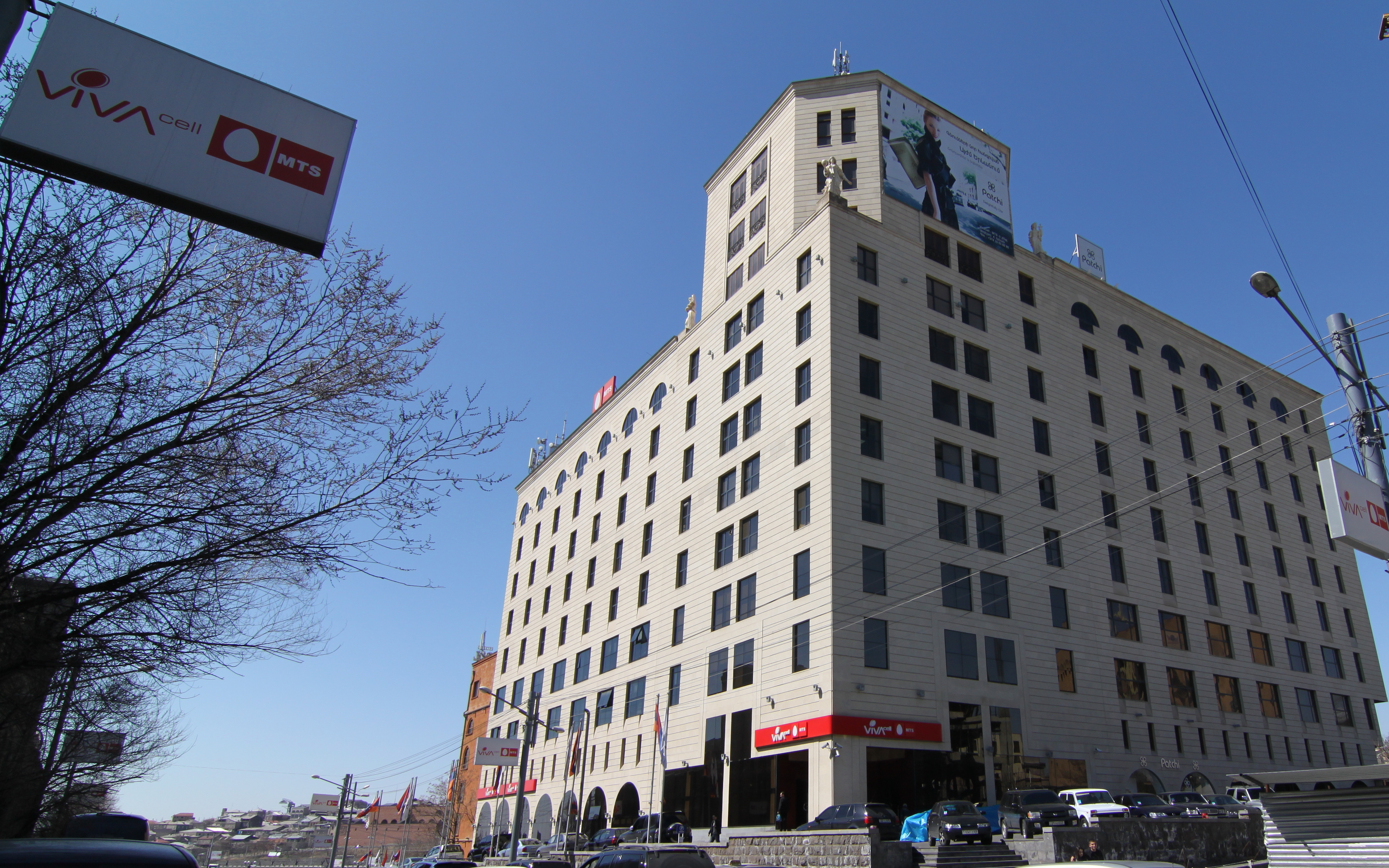
Sede della VivaCell MTS a Erevan

A partire dal 2017 l'Armenia è dotata di tre fornitori di servizi di telefonia mobile:
- Armenia Telephone Company's Beeline, attualmente di proprietà di VimpelCom. Con sede a Erevan, la compagnia opera dal 1995;[110]
- Vicacell-MTS di K-Telecom, fondata nel 2004 a Erevan e attualmente di proprietà di MTS;[111]
- Ucom, fondata come erogatore di servizi internet nel 2009 a Erevan. Ha sostituito Orange Armenia come terzo gestore di reti mobili nel paese nel dicembre 2015.[112]

Oltre ai provider di rete mobile, molte altre società di piccole e medie dimensioni sono coinvolte anche nei servizi Internet. L'accesso a Internet in Armenia è ampiamente illimitato. Tuttavia, ai sensi dell'articolo 11 della legge della Repubblica di Armenia sulla polizia, le forze dell'ordine hanno il diritto di bloccare il contenuto per prevenire l'attività criminale.
HayPost è l'operatore postale nazionale ufficiale dell'Armenia. Con sede a Erevan, attualmente opera attraverso novecento uffici postali in Armenia.

### Turismo

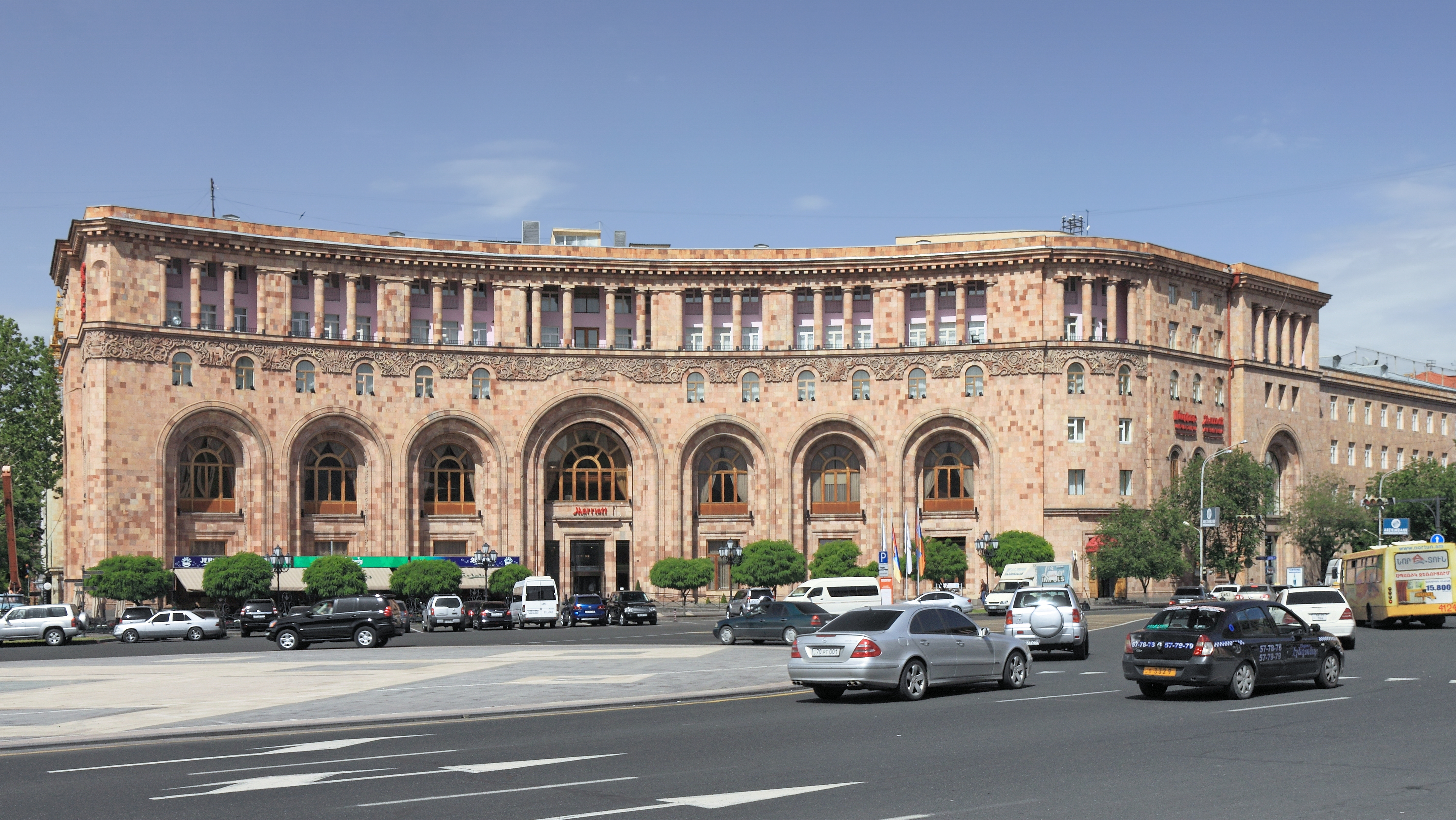
L'Armenia Marriott Hotel Yerevan a piazza della Repubblica

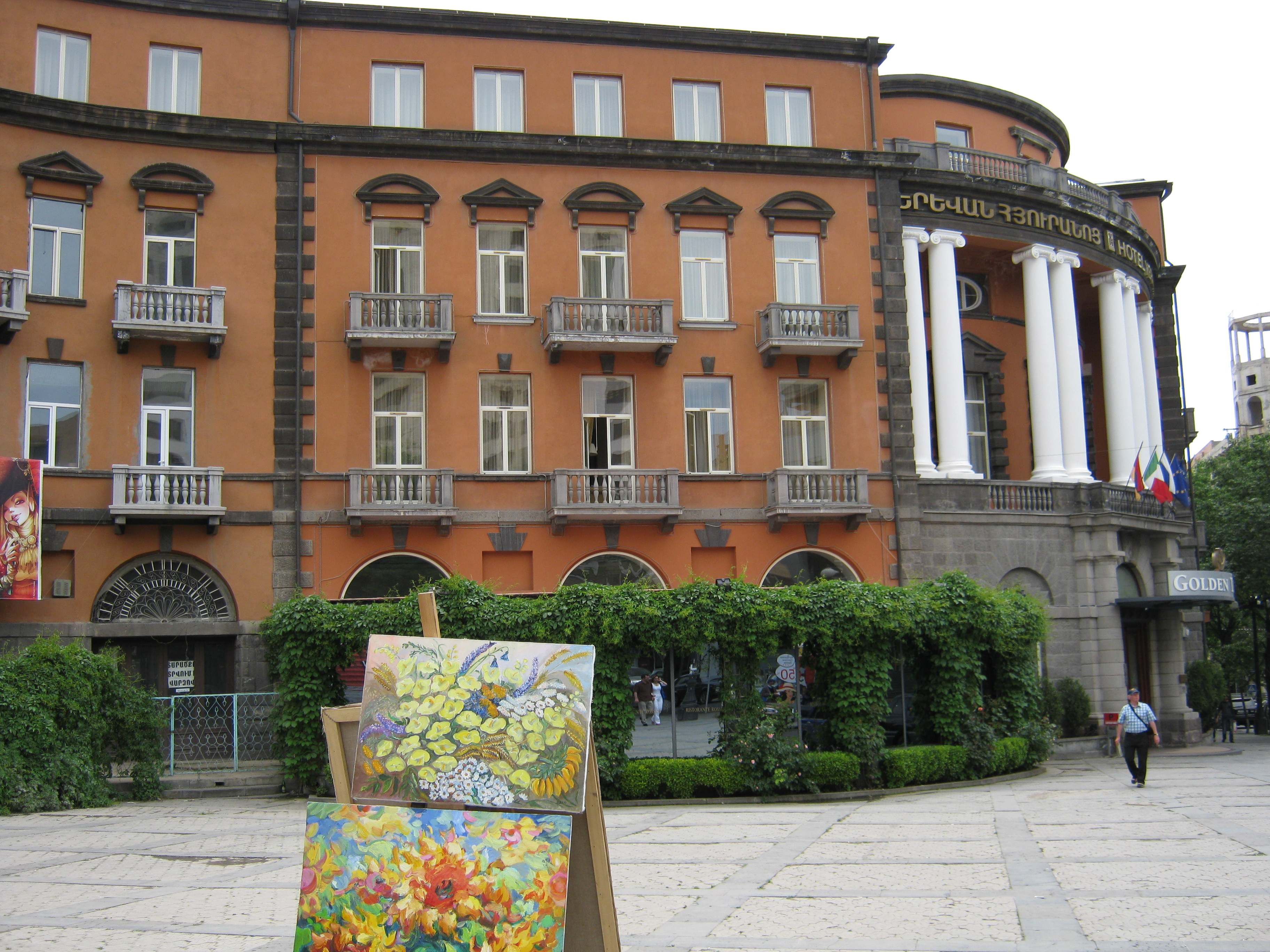
Il Grand Hotel Erevan, operativo dal 1926

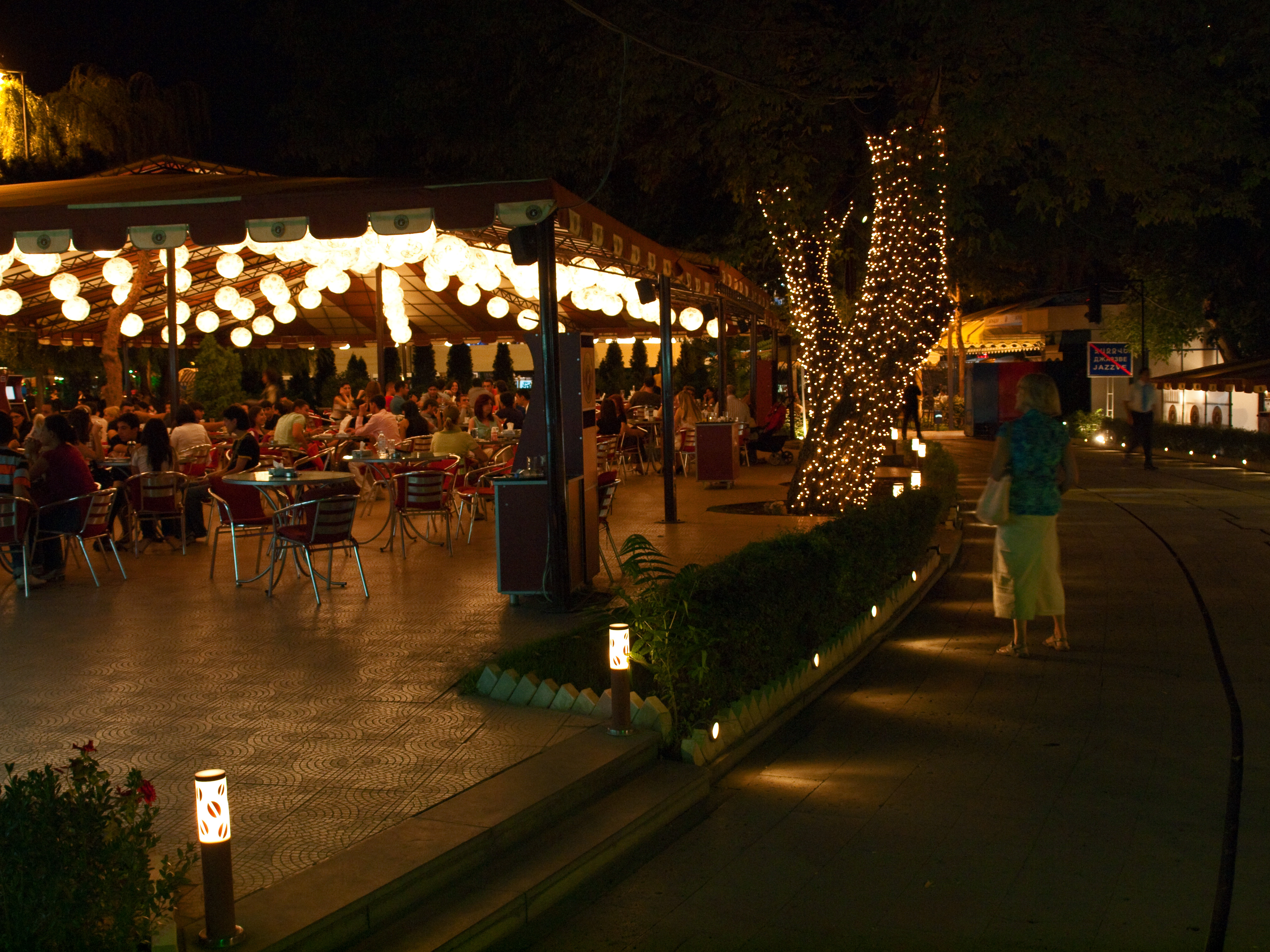
Turisti e locali affollano i caffè in una tipica serata a Erevan

Il turismo in Armenia si sta sviluppando gradualmente con il passare degli anni e la capitale Erevan è una delle principali destinazioni turistiche. La città è dotata di un notevole numero di hotel di lusso, ristoranti moderni, bar, pub e discoteche. L'aeroporto di Zvartnots ha anche condotto progetti di ristrutturazione stante il crescente numero di turisti che visitano il paese. Numerosi posti a Erevan sono giudicati attraenti dai turisti, come le fontane danzanti di Piazza della Repubblica, il Teatro dell'Opera di Stato, il complesso della Cascata, le rovine della città urartiana di Erebuni (Arin Berd), il sito storico di Karmir Blur (Teishebaini) e l'ex sede del Consolato iraniano. L'hotel più grande della città è l'Ani Plaza Hotel. L'Armenia Marriott Hotel è situato in Piazza della Repubblica, nel centro di Erevan, mentre il Radisson Blu Hotel è situato nelle immediate vicinanze al Parco della Vittoria. Altre grandi catene che operano nel centro di Erevan includono il Grand Hotel Yerevan, il Best Western Congress Hotel, il DoubleTree by Hilton, l'Hyatt Place, l'Ibis Yerevan Center e l'Alexander.
La stessa posizione privilegiata di Erevan è un fattore attrattivo stimolante per gli stranieri che visitano la città per godersi la vista del monte biblico di Ararat, poiché la città si trova ai piedi della montagna intorno alla quale si dispone come se fosse un anfiteatro romano. Ci sono molti siti storici, chiese e cittadelle nelle aree e nelle regioni immediatamente prospicienti la città di Yerevan, come il Tempio di Garni, la Cattedrale di Zvartnots, i monasteri di Khor Virap e Geghard, e altri ancora.
Essendo tra le prime dieci città più sicure al mondo Erevan ha una vita notturna molto vibrante con una grande varietà di locali, zone pedonali, caffè all'aperto, caffè jazz, sale da tè, casinò, pub, club karaoke e ristoranti. Il Casino Shangri La e il Pharaon Complex sono tra i più grandi centri di svago e divertimento della città. Molte star della musica di fama mondiale, celebrità della musica russa, così come cantanti armeni della diaspora, si esibiscono occasionalmente in concerti a Yerevan. Altri centri di intrattenimento della città assai popolari sono lo zoo di Yerevan, fondato nel 1940, il Circolo di Yerevan aperto nel 1956 e lo Yerevan Water World, aperto nel 2001.

## Infrastrutture e trasporti

### Ferrovie
Erevan ha una sola stazione ferroviaria centrale (diverse stazioni ferroviarie di periferia non sono state utilizzate dal 1990) che è collegata alla metropolitana attraverso la stazione di Davide di Sassun. La stazione ferroviaria è realizzata in uno stile architettonico tipicamente sovietico. A causa dei blocchi turchi e azeri dell'Armenia, è operativo un solo treno internazionale che passa una volta ogni due giorni e diretto verso la vicina Georgia. Per esempio, per una somma da 9.000 a 18.000 dram è possibile prendere il treno notturno per la capitale georgiana, Tbilisi. Questo treno continua quindi fino alla sua destinazione finale, Batumi, sulle rive del Mar Nero (questo, tuttavia, solo nella stagione estiva).
L'unica ferrovia che va in Iran a sud passa dal confine, bloccato, del Nakhichevan. Per questo motivo non ci sono treni che vanno a sud da Erevan. Attualmente è in fase di studio un progetto di costruzione di una nuova linea ferroviaria che collega direttamente l'Armenia e l'Iran. Durante il primo decennio del XXI secolo la Ferrovie del Sud Caucaso (CJSC) - che è l'attuale gestore del sistema ferroviario armeno - ha annunciato la sua disponibilità a mettere in servizio tutta la linea ferroviaria Yerevan-Gyumri-Kars (la tratta da Gyumri a Kars è chiusa dal 1993) nel caso in cui i protocolli armeno-turchi siano ratificati e l'apertura delle frontiere tra i due paesi venga raggiunta.
A partire da luglio 2017 sono previsti i seguenti percorsi ferroviari da e per Erevan:
- Erevan-Tbilisi-Batumi-Erevan, con un viaggio giornaliero attivo dal 15 giugno 2017, in coordinamento con le Ferrovie Georgiane;[122]
- Erevan-Gyumri-Erevan, con 3 viaggi giornalieri operativi dal 15 giugno 2017;[123]
- Erevan-Yeraskh-Erevan, con un viaggio giornaliero attivo dal 12 luglio 2014;[124]
- Erevan-Araks-Erevan, con un viaggio giornaliero;[125]
- Erevan-Shorzha-Erevan, con viaggi nel fine settimana;

La relazione Erevan-Ararat-Erevan è temporaneamente non operativa, mentre la relazione Erevan-Tbilisi-Erevan è operativa a partire dal 2 ottobre 2017.

### Aeroporti

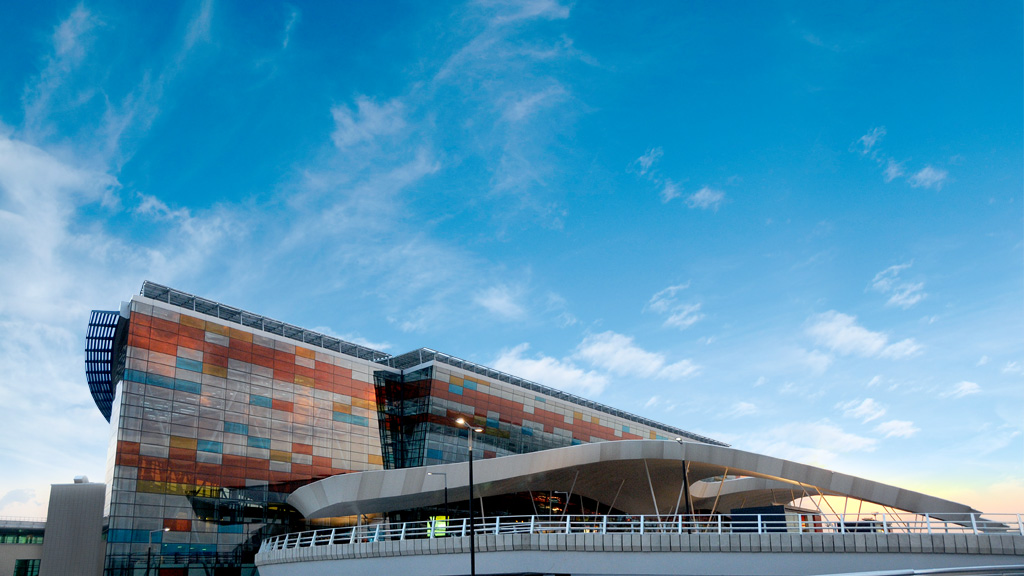
Aeroporto di Zvartnots

Erevan è servita dall'aeroporto di Erevan Zvartnots, situato a dodici chilometri a ovest del centro città. È l'aeroporto principale del paese. Inaugurato nel 1961 durante l'era sovietica, l'aeroporto di Zvartnots è stato rinnovato per la prima volta nel 1985 e una seconda volta nel 2002 per adattarsi alle norme internazionali. Una riqualificazione più radicale giunse a partire dal 2004, con la costruzione di un nuovo terminal. La prima fase della costruzione è terminata nel settembre 2006 con l'apertura della zona arrivi. Una seconda sezione, designata per le partenze, è stata inaugurata nel maggio 2007.
Un secondo aeroporto, l'aeroporto di Erebuni, si trova appena a sud della città. Sin dai tempi dell'indipendenza armena "Erebuni" è utilizzato principalmente per voli militari o privati. Anche l'Air Force armena ha installato la sua base e ci sono diversi MiG-29 stazionati sulla pista di Erebuni.

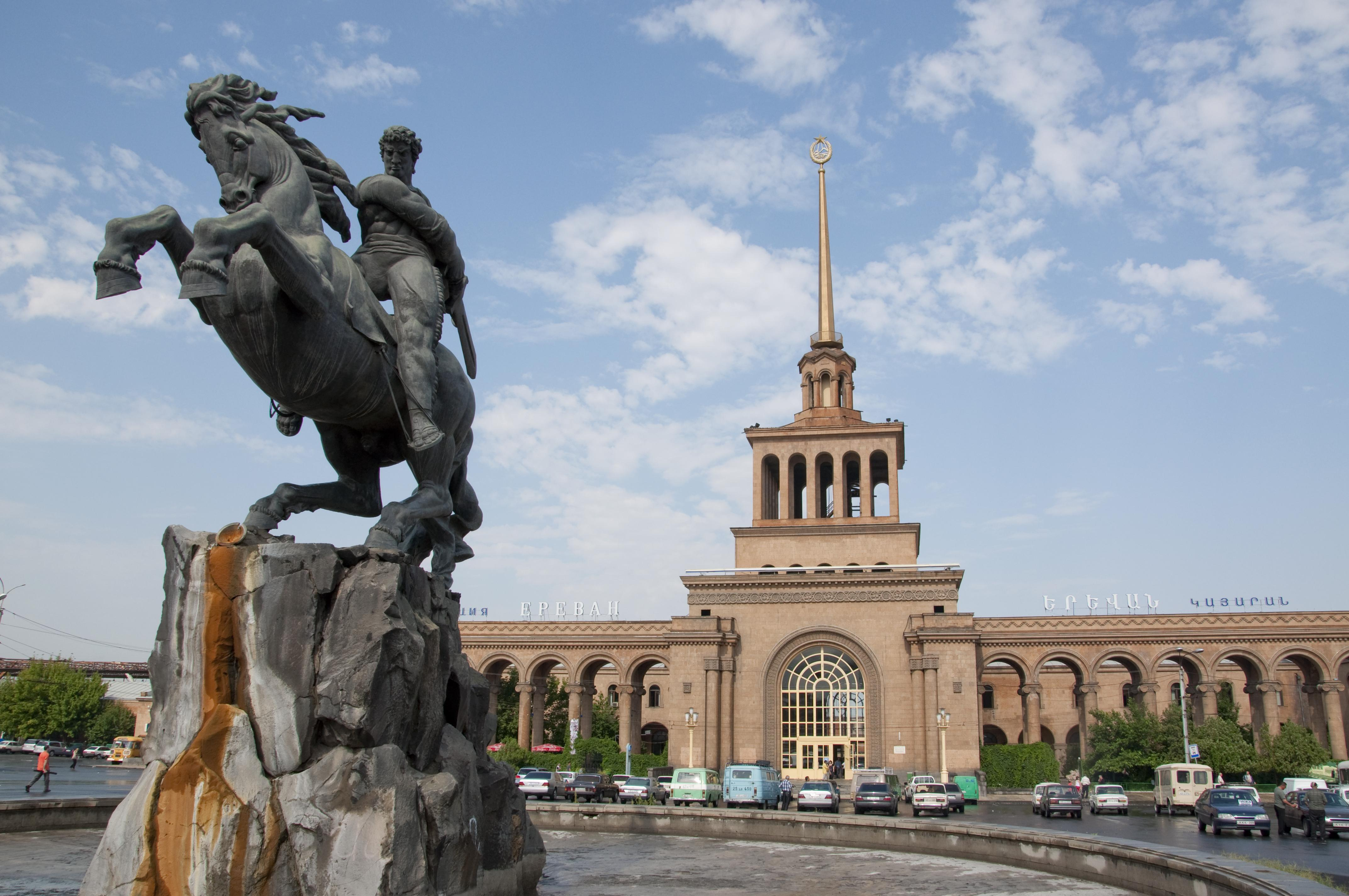
Stazione di Erevan

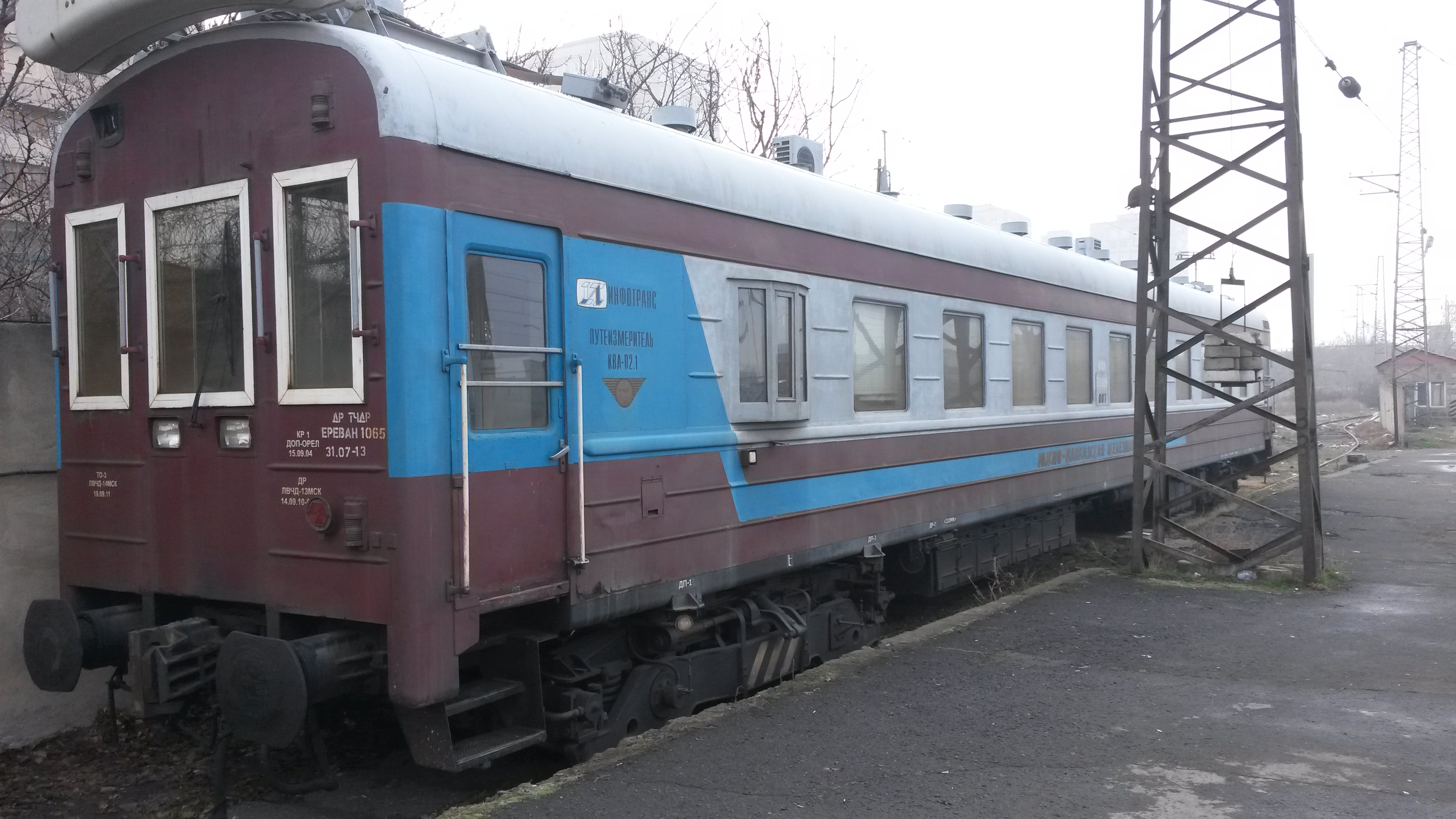
Locomotiva della South-Caucasian Railway

### Mobilità urbana

#### Bus

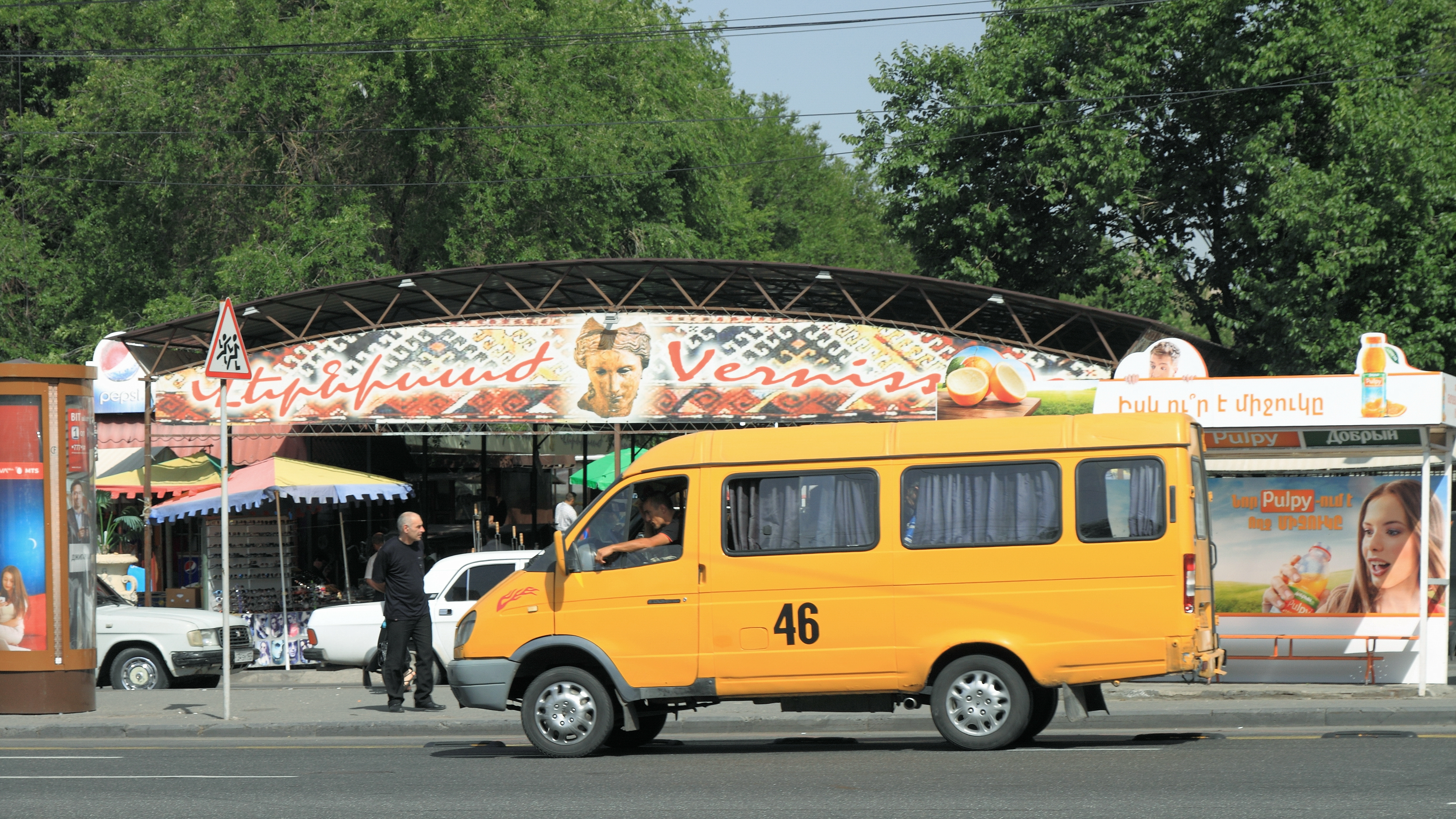
Un marshrutka

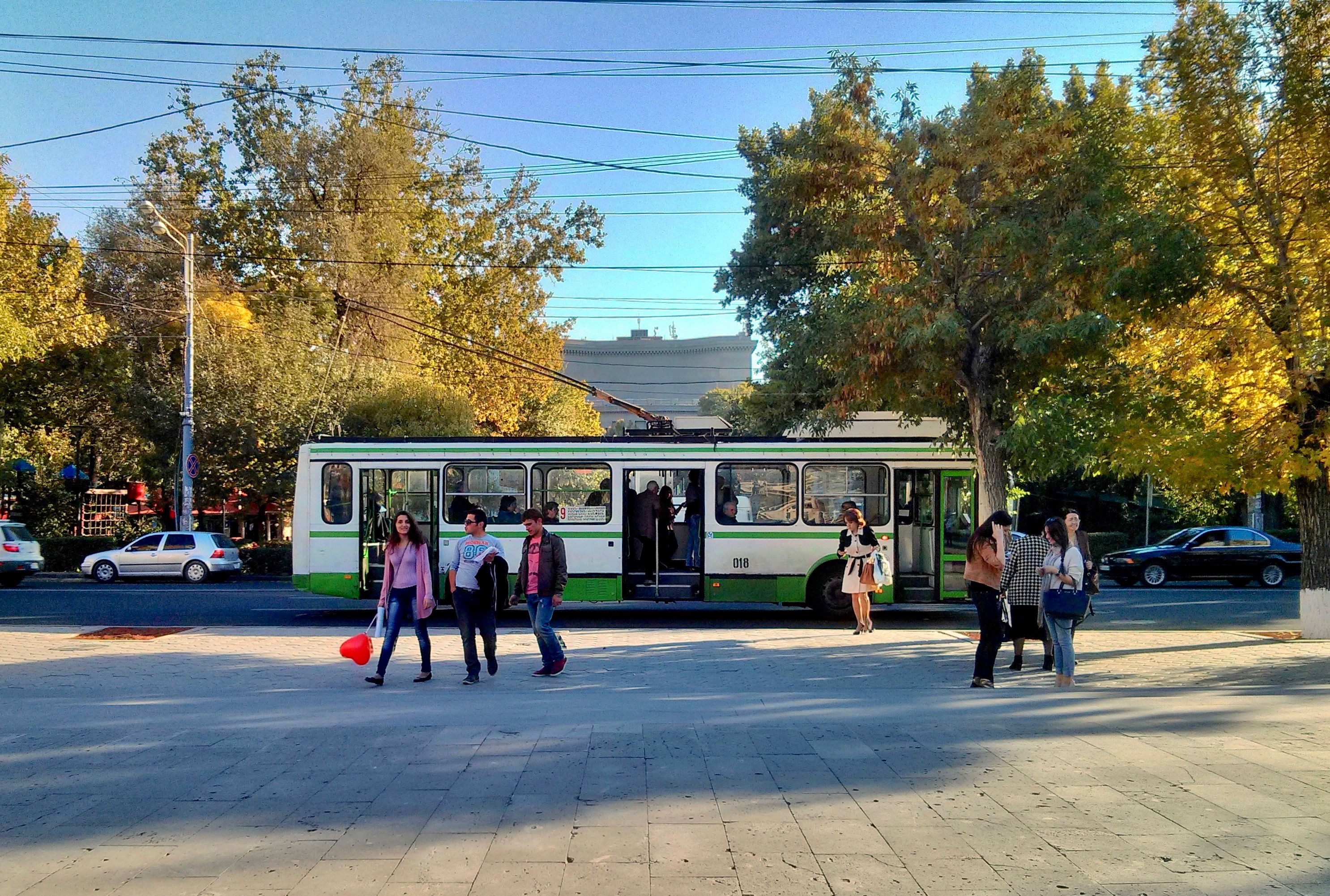
Bus a Erevan

Il trasporto pubblico a Erevan è fortemente privatizzato e gestito principalmente da circa sessanta operatori privati. Al maggio 2017 trentanove linee di autobus urbani sono operative in tutta Erevan. Queste linee consistono principalmente di circa 425 autobus di tipologia Bogdan, Higer City Bus e Hyundai County. Tuttavia la quota di mercato di questi autobus nel trasporto pubblico è solo del 39,1% circa.
Malgrado ciò il 50,4% del trasporto pubblico è ancora servito da "furgoncini pubblici", localmente conosciuti come marshrutka. Si tratta di circa 1.210 furgoni GAZelle di fabbricazione russa con tredici posti a sedere, che funzionano allo stesso modo degli autobus, con settantanove linee diverse con determinate rotte e stesse fermate. Secondo l'ufficio del Comune di Yerevan, in futuro, i marshrutka dovrebbero essere sostituiti da normali autobus più grandi.
Il sistema di filobus di Yerevan è operativo dal 1949. Alcuni vecchi filobus dell'era sovietica sono stati sostituiti con altri relativamente nuovi. A partire da maggio del 2017 sono operative solo cinque linee di filobus (quota del 2,6%), con circa 45 unità in servizio. Il sistema di filobus è di proprietà e gestito dal comune. La rete di tram che operava a Yerevan dal 1906 è stata invece dismessa nel gennaio 2004. La sua operazione aveva un costo 2,4 volte superiore ai profitti generati, fatto che sollecitò il comune a chiudere la rete, nonostante l'ultimo sforzo per salvarla verso la fine del 2003. Dalla chiusura, i binari sono stati smantellati e venduti.
A causa della dispersione di decine di operatori privati il trasporto è a malapena regolamentato e solo la tassa di viaggio è oggetto di regolamentazione. Pertanto la qualità dei veicoli è spesso inadeguata, senza regole rigorose emanate per la sicurezza dell'utenza. A differenza della maggior parte delle capitali mondiali non esiste un sistema di biglietteria consolidato nel trasporto pubblico di Yerevan. I passeggeri devono pagare il denaro direttamente all'autista quando scendono dal veicolo. Il prezzo, una delle poche cose regolate, è fisso e controllato dalle autorità. Un viaggio di sola andata costa AMD 100 (circa $0,21) per tutti gli autobus e furgoni pubblici, mentre è di AMD 50 per i filobus.
La stazione centrale nel quartiere di Nor Kilikia funge da terminal degli autobus per il trasporto interurbano e serve le rotte in uscita verso praticamente tutte le città dell'Armenia e all'estero, in particolare Tbilisi e Tabriz.

#### Metropolitana

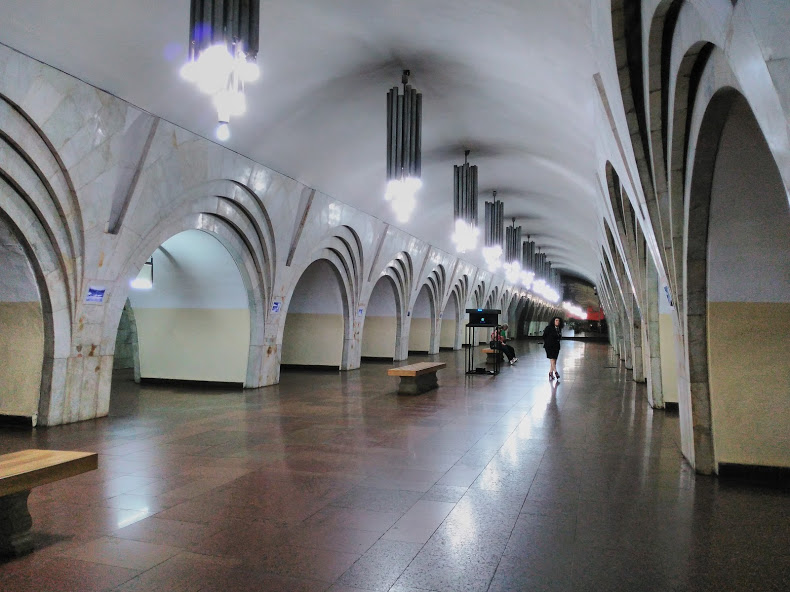
Stazione della metropolitana di piazza della Repubblica

La metropolitana di Yerevan, intitolata a Karen Demirchyan (armeno: Կարեն Դեմիրճյանի անվան Երեւանի մետրոպոլիտեն կայարան, Karen Dyemirchyani anvan Yerevani metropoliten kayaran) è un sistema di transito rapido che serve la capitale dal 1981. Ha una sola linea di 12,1 km di lunghezza con dieci stazioni attive e 45 unità in servizio. Gli interni delle stazioni assomigliano a quelli delle ex nazioni sovietiche occidentali, con lampadari pendenti dai corridoi. Le stazioni della metropolitana hanno cambiato la maggior parte dei loro nomi dopo il crollo dell'Unione Sovietica e l'indipendenza della Repubblica di Armenia.
Attualmente è in fase di sviluppo un prolungamento nord-est della linea con due nuove stazioni. La costruzione della prima stazione (Ajapnyak) e del tunnel di un chilometro che la collega al resto della rete costerà 18 milioni di dollari. Il momento in cui il progetto verrà ultimato e la costruzione di tale infrastruttura intrapresa non è ancora stato definito. Un altro progetto a lungo termine è la costruzione di due nuove linee, ma sono state sospese a causa della mancanza di finanziamenti adeguati. Il sistema, in ogni caso, trasporta più di 60.000 persone su base giornaliera.

## Amministrazione

### Gemellaggi

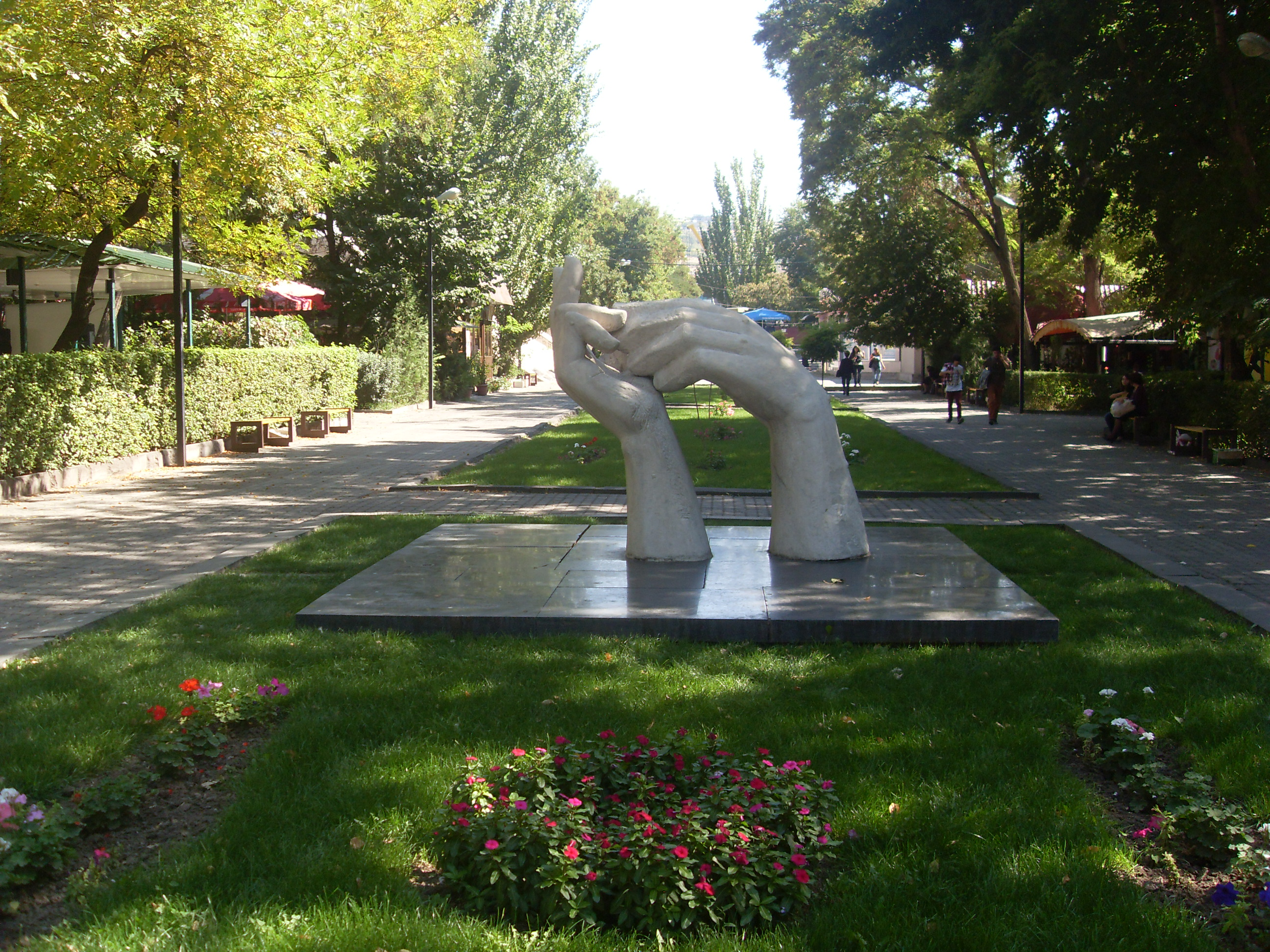
Mani di amicizia tra Erevan e Carrara

Al marzo del 2017 Erevan è gemellata con ventiquattro città:
- Carrara, Italia, dal 1965
- Antananarivo, Madagascar, dal 1981
- Cambridge, MA, Stati Uniti, dal 1987
- Marsiglia, Francia, dal 1992
- Stavropol', Russia, dal 1994
- Esfahan, Iran, dal 1995
- Odessa, Ucraina, dal 1995
- Tbilisi, Georgia, dal 1996
- Beirut, Libano, dal 1997
- Damasco, Siria, dal 1997
- Montréal, Canada, dal 1998
- Buenos Aires, Argentina, dal 2000
- Bratislava, Slovacchia, dal 2001
- San Paolo (Brasile), Brasile, dal 2002
- Chișinău, Moldavia, dal 2005
- Rostov sul Don, Russia
- Los Angeles, Stati Uniti, dal 2007
- Nizza, Francia, dal 2007
- Venezia, Italia, dal 2011
- Riga, Lettonia, dal 2013
- Amman, Giordania, dal 2014
- Novosibirsk, Russia, dal 2014
- Volgograd, Russia, dal 2015

## Sport
Erevan ospita tutte le maggiori squadre di calcio armene. Nella Bardsragujn chumb, la massima serie armena, 7 squadre su 10 nella stagione 2022 - 2023 erano di Erevan. Queste sono: l'Alaskert, l'Ararat, l'Ararat-Armenia, il BKMA Erevan, il Noah, il Pyownik e l'Urartu.